# Llista de personatges de The Walking Dead

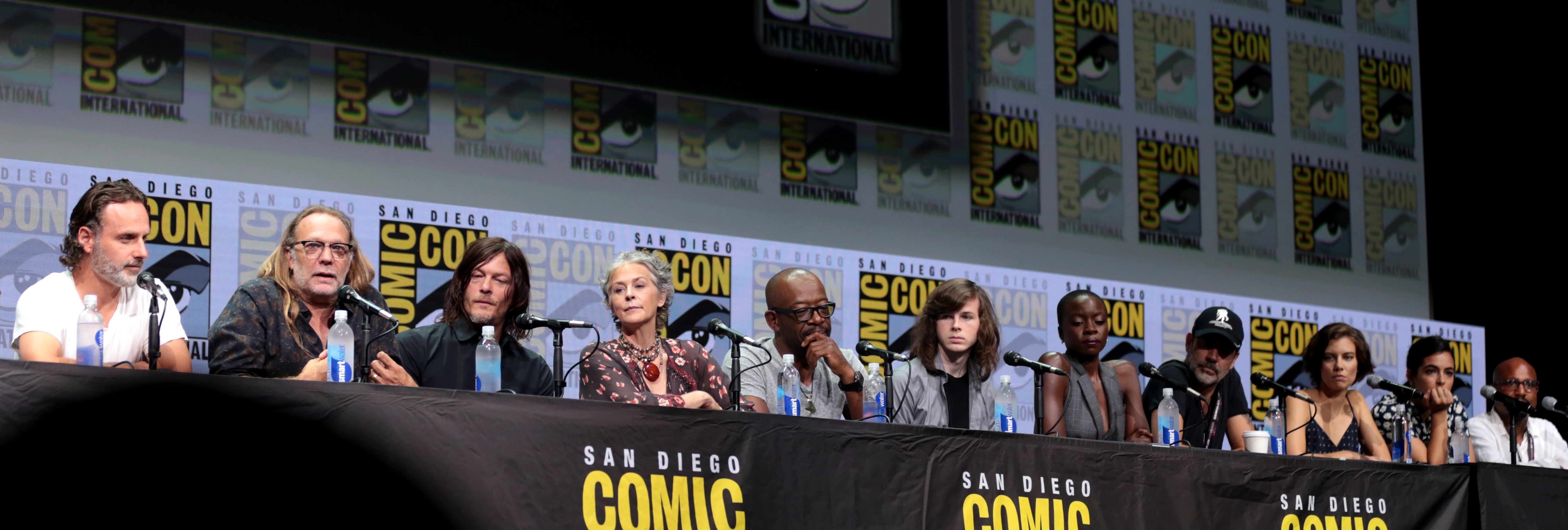
D'esquerra a dreta: Andrew Lincoln (Rick), Greg Nicotero (director/productor executiu), Norman Reedus (Daryl), Melissa McBride (Carol), Lennie James (Morgan), Chandler Riggs (Carl), Danai Gurira (Michonne), Jeffrey Dean Morgan (Negan), Lauren Cohan (Maggie), Alanna Masterson (Tara), i Seth Gilliam (Gabriel) al San Diego Comic-Con del 2017

A continuació es mostra una llista de personatges de la sèrie de televisió The Walking Dead basada en la sèrie de còmics del mateix nom. Tot i que alguns personatges apareixen tant a la sèrie de televisió com a la sèrie de còmics, la continuïtat de la sèrie de televisió no es comparteix amb la sèrie de còmics original.

## Visió general
- Llegenda:      repartiment principal;

     Paper recurrent; 
     Convidat;      No apareix.
| Personatge         | Interpretat per        | Aparicions | Aparicions | Aparicions | Aparicions | Aparicions | Aparicions | Aparicions | Aparicions | Aparicions | Aparicions | Aparicions | Aparicions |
| Personatge         | Interpretat per        | Temp. 1    | Temp. 2    | Temp. 3    | Temp. 4    | Temp. 5    | Temp. 6    | Temp. 7    | Temp. 8    | Temp. 9    | Temp. 10   | Temp. 11   |            |
| Personatge         | Interpretat per        | 2010       | 2011-2012  | 2012-2013  | 2013-2014  | 2014-2015  | 2015-2016  | 2016-2017  | 2017-2018  | 2018-2019  | 2019-2021  | 2021-2022  |            |
| ------------------ | ---------------------- | ---------- | ---------- | ---------- | ---------- | ---------- | ---------- | ---------- | ---------- | ---------- | ---------- | ---------- | ---------- |
| Rick Grimes        | Andrew Lincoln         |            |            |            |            |            |            |            |            |            |            |            |            |
| Shane Walsh        | Jon Bernthal           |            |            |            |            |            |            |            |            |            |            |            |            |
| Lori Grimes        | Sarah Wayne Callies    |            |            |            |            |            |            |            |            |            |            |            |            |
| Andrea             | Laurie Holden          |            |            |            |            |            |            |            |            |            |            |            |            |
| Dale Horvath       | Jeffrey DeMunn         |            |            |            |            |            |            |            |            |            |            |            |            |
| Glenn Rhee         | Steven Yeun            |            |            |            |            |            |            |            |            |            |            |            |            |
| Carl Grimes        | Chandler Riggs         |            |            |            |            |            |            |            |            |            |            |            |            |
| Daryl Dixon        | Norman Reedus          |            |            |            |            |            |            |            |            |            |            |            |            |
| Carol Peletier     | Melissa McBride        |            |            |            |            |            |            |            |            |            |            |            |            |
| Merle Dixon        | Michael Rooker         |            |            |            |            |            |            |            |            |            |            |            |            |
| Morgan Jones       | Lennie James           |            |            |            |            |            |            |            |            |            |            |            |            |
| Hershel Greene     | Scott Wilson           |            |            |            |            |            |            |            |            |            |            |            |            |
| Maggie Greene      | Lauren Cohan           |            |            |            |            |            |            |            |            |            |            |            |            |
| Beth Greene        | Emily Kinney           |            |            |            |            |            |            |            |            |            |            |            |            |
| Michonne           | Danai Gurira           |            |            |            |            |            |            |            |            |            |            |            |            |
| El Governador      | David Morrissey        |            |            |            |            |            |            |            |            |            |            |            |            |
| Judith Grimes      | Cailey Fleming         |            |            |            |            |            |            |            |            |            |            |            |            |
| Tyreese Williams   | Chad Coleman           |            |            |            |            |            |            |            |            |            |            |            |            |
| Sasha Williams     | Sonequa Martin         |            |            |            |            |            |            |            |            |            |            |            |            |
| Bob Stookey        | Lawrence Gilliard Jr.  |            |            |            |            |            |            |            |            |            |            |            |            |
| Tara Chambler      | Alanna Masterson       |            |            |            |            |            |            |            |            |            |            |            |            |
| Abraham Ford       | Michael Cudlitz        |            |            |            |            |            |            |            |            |            |            |            |            |
| Eugene Porter      | Josh McDermitt         |            |            |            |            |            |            |            |            |            |            |            |            |
| Rosita Espinosa    | Christian Serratos     |            |            |            |            |            |            |            |            |            |            |            |            |
| Gabriel Stokes     | Seth Gilliam           |            |            |            |            |            |            |            |            |            |            |            |            |
| Aaron              | Ross Marquand          |            |            |            |            |            |            |            |            |            |            |            |            |
| Jessie Anderson    | Alexandra Breckenridge |            |            |            |            |            |            |            |            |            |            |            |            |
| Deanna Monroe      | Tovah Feldshuh         |            |            |            |            |            |            |            |            |            |            |            |            |
| Spencer Monroe     | Austin Nichols         |            |            |            |            |            |            |            |            |            |            |            |            |
| Enid               | Katelyn Nacon          |            |            |            |            |            |            |            |            |            |            |            |            |
| Dwight             | Austin Amelio          |            |            |            |            |            |            |            |            |            |            |            |            |
| Jesus / Paul Rovia | Tom Payne              |            |            |            |            |            |            |            |            |            |            |            |            |
| Gregory            | Xander Berkeley        |            |            |            |            |            |            |            |            |            |            |            |            |
| Negan              | Jeffrey Dean Morgan    |            |            |            |            |            |            |            |            |            |            |            |            |
| Simon              | Steven Ogg             |            |            |            |            |            |            |            |            |            |            |            |            |
| Ezekiel            | Khary Payton           |            |            |            |            |            |            |            |            |            |            |            |            |
| Jerry              | Cooper Andrews         |            |            |            |            |            |            |            |            |            |            |            |            |
| Annie /Jadis       | Pollyanna McIntosh     |            |            |            |            |            |            |            |            |            |            |            |            |
| Siddiq             | Avi Nash               |            |            |            |            |            |            |            |            |            |            |            |            |
| Alden              | Callan McAuliffe       |            |            |            |            |            |            |            |            |            |            |            |            |
| Yumiko Okumura     | Eleanor Matsuura       |            |            |            |            |            |            |            |            |            |            |            |            |
| Magna              | Nadia Hilker           |            |            |            |            |            |            |            |            |            |            |            |            |
| Connie             | Lauren Ridloff         |            |            |            |            |            |            |            |            |            |            |            |            |
| Alpha              | Samantha Morton        |            |            |            |            |            |            |            |            |            |            |            |            |
| Lydia              | Cassady McClincy       |            |            |            |            |            |            |            |            |            |            |            |            |
| Beta               | Ryan Hurst             |            |            |            |            |            |            |            |            |            |            |            |            |
| Juanita Sánchez    | Paola Lázaro           |            |            |            |            |            |            |            |            |            |            |            |            |
| Leah Shaw          | Lynn Collins           |            |            |            |            |            |            |            |            |            |            |            |            |
| Mercer             | Michael James Shaw     |            |            |            |            |            |            |            |            |            |            |            |            |
| Lance Hornsby      | Josh Hamilton          |            |            |            |            |            |            |            |            |            |            |            |            |
| Pamela Milton      | Laila Robins           |            |            |            |            |            |            |            |            |            |            |            |            |

## Personatges Principals

### Rick Grimes
Rick Grimes (temporades 1-9, 11), interpretat per Andrew Lincoln.
Ès el protagonista de la sèrie, el sheriff adjunt d’una petita ciutat de Geòrgia. Després d'un tiroteig a la feina, queda ferit i entra en coma. En despertar del seu coma, descobreix que el món ha patit un apocalipsi zombi i surt a la recerca de la seva dona Lori i el seu fill Carl, a qui troba a prop d’Atlanta juntament amb el seu millor amic i company Shane Walsh i un grup de supervivents. Esdevé el líder.

### Shane Walsh
Shane Walsh (temporades 1-2, 9), interpretat per Jon Bernthal.
Ès el millor amic i company de Rick, que, després de l'esclat de l'epidèmia, té cura de Carl i Lori, amb els quals estableix una relació. Abans de l'arribada de Rick al Survivors 'Camp, ell era el líder del grup, convertint-se finalment en la mà dreta de Rick. Durant la segona temporada té profundes disputes amb tot el grup, especialment amb Dale i Rick, cap als quals desenvolupa una forta enveja. A més, es torna cada cop més despietat i desproveït d’humanitat. Ell fa una emboscada a Rick quan mata a Randall i l’atrau al bosc per agafar-lo per sorpresa, és assassinat per Rick amb una punyalada al cor en defensa pròpia. Despert com un vagabund, és definitivament abatut per Carl. Shane és el pare biològic de Judith. Reapareix a la tercera temporada com a al·lucinació de Rick durant el setge de Woodbury. A la novena temporada torna a aparèixer com a al·lucinació per a un ferit Rick.

### Lori Grimes
Lori Grimes (temporades 1-3), interpretada per Sarah Wayne Callies.
És la dona de Rick i la mare de Carl i Judith. És una mestressa de casa i també una dona molt forta i activa. Durant el temps que creu que el seu marit ha mort, comença una relació amb Shane. Quan Rick arriba al campament, se sent culpable d’enganyar el seu marit i trenca immediatament amb Shane. A la segona temporada descobreix que està embarassada tot i que no sap del cert si el pare de la noia és Rick o Shane. A la tercera temporada, quan un intern anomenat Andrew obre les portes de la presó per deixar passar els caminants, Lori es veu obligada a refugiar-se a les calderes de la presó i després sagna fins a la mort després d'una cesària, realitzada en condicions precàries per Maggie, per donar a llum la seva filla Judith. Per evitar la reanimació del cadàver, el fill la dispara al cap. Quan Rick va a buscar el seu cos troba poques restes, ja que és devorada per un caminant que encara hi és. Rick el mata i després l’apunyalarà repetidament a l’abdomen. El que queda del cos de Lori està enterrat al jardí de la presó. Persegueix Rick en forma d'al·lucinacions fins al final de la tercera temporada.

### Andrea
Andrea (temporades 1-3), interpretada per Laurie Holden.
 És una advocada de drets civils que forma part del grup d’Atlanta juntament amb la seva germana menor Amy. Després de la mort de la seva germana, que serà la que matarà després de la transformació en un rodamón, travessa un període fosc del qual aconsegueix escapar gràcies a l’ajut de Dale. Durant la segona temporada, cada cop és més important per al grup, aprenent a utilitzar armes de foc. Després que els vagabunds ataquin la granja, es creu morta i abandonada pel grup. Fugint al bosc, coneix a Michonne que la rescata d’un ramat de caminants. Durant la tercera temporada, les dues dones es fan amigues i passen vuit mesos viatjant per Geòrgia amb mala salut, fins que Merle les troba i les porta a Woodbury. A la ciutat, Andrea coneix el governador, comença una història amb ell i passa a formar part de la comunitat. Després d’adonar-se de la naturalesa malvada del governador, intenta escapar de Woodbury però és capturada per l’home, que l'empresona i la tortura. Durant el seu empresonament, la científica Milton Mamet la mossega al coll (assassinat poc abans pel governador i deixada per transformar-se), de manera que decideix morir disparant-se al cap per evitar transformar-se.

### Dale Horvath
Dale Horvath (temporades 1-2), interpretat per Jeffrey DeMunn.
És l’home més antic i també savi del grup d’Atlanta que sovint fa el paper de pacificador, abans de l’apocalipsi era un jubilat normal i també vidu. És molt directe, sempre li diu les coses a la cara. Estableix un fort vincle amb Andrea i també amb Amy a qui havia salvat anteriorment. Durant la segona temporada, té una dura lluita amb Shane a causa de les actituds d'aquest últim. Quan el grup decideix executar Randall, Dale no vol presenciar aquesta execució i abandona la granja i mor a conseqüència de l'atac d'un caminant que es trenca la panxa. Per no fer-lo patir, Daryl li dispara al cap.

### Glenn Rhee
Glenn Rhee (temporades 1-7), interpretat per Steven Yeun.
És un noi d'origen coreà que forma part del grup d'Atlanta. Abans de l'apocalipsi, era un repartidor de pizzes. Ell és qui salva Rick a Atlanta i es fa molt amic. És un membre molt actiu del grup, de fet se sol utilitzar per a les missions més perilloses. A partir de la segona temporada comença una relació amb Maggie Greene, que posteriorment demana en matrimoni. Durant la tercera temporada és segrestat per Merle i portat a Woodbury, on després de diverses tortures és condemnat a mort juntament amb Maggie, però els dos nuvis es salven gràcies a la intervenció de Rick i els altres companys. Cap al final de la temporada, Maggie accepta la proposta de matrimoni de Glenn. Durant la quarta temporada arrisca a morir d'una malaltia que s'estén a la presó, però Hershel el salva just a temps. Després de la destrucció de la presó, i descobrint que ja no queda ningú, Glenn emprèn un viatge, junt amb Tara Chambler i el grup d'Abraham Ford, per trobar Maggie.

### Carl Grimes
Carl Grimes (temporades 1-8), interpretat per Chandler Riggs.
És fill de Rick i Lori. A la segona temporada, corre el risc de morir amb un tret d'escopeta, però és tractat i salvat per Hershel Greene. Un cop curat, aprengueu a fer servir l’arma i convertiu-vos en un membre més actiu del grup. Durant la sèrie assistim a la pèrdua de la seva innocència. Ell derroca a Shane, que s'ha convertit en errant i dispara a la seva mare després de morir durant el part per evitar que es transformi. A la tercera temporada, després de disparar a la seva mare al cap, Carl es torna cada vegada més fred i despietat, arribant fins i tot a matar un noi de Woodbury que escapava després d’atacar la presó (la casa del seu grup), tot i que aquest es va rendir.

### Daryl Dixon
Daryl Dixon (temporades 1-11), interpretat per Norman Reedus.
És un home de caràcter taciturn i solitari, sempre amb una ballesta, expert en l’ús d’armes de foc, caça i tècniques de supervivència. Forma part del grup d’Atlanta juntament amb el seu germà gran Merle, per qui va ser criat. A la segona temporada serà l'únic que continuarà la investigació de Sophia fins al final, acostant-se molt a Carol. Inicialment malhumorat amb tots els membres del grup, a partir de la tercera temporada es converteix en la mà dreta de Rick i molt més social amb tothom. Després de descobrir que el seu germà Merle encara era viu i després d’escapar amb ell de Woodbury, decideix deixar el grup de Rick per marxar amb el seu germà (que era hostil al grup). Durant l'atac del governador i alguns dels seus homes a la presó, Daryl torna amb Merle, rescatant Rick d'un grup de caminants i més tard l'ajuda en la lluita contra el governador on el seu germà serà assassinat.

### Carol Peletier
Carol Peletier (temporades 1-11), interpretada per Melissa McBride.
És una mestressa de casa, que forma part del grup d’Atlanta, juntament amb la seva filla Sophia i el seu marit Ed. Inicialment apareix com una dona feble, principalment a causa dels maltractaments del seu marit. A la segona temporada, després de la mort d’aquesta última, adquireix molta més confiança en si mateixa i després de la mort de la seva filla, es converteix en una dona més combativa i més decidida. Té una forta atracció per Daryl. A la tercera temporada, durant la invasió dels caminants a la presó, la salva T-Dog, que sacrifica la seva vida per assegurar-se que pot escapar. Inicialment donada per morta, més tard la troba Daryl viva i esgotada.

### Merle Dixon
Merle Dixon (temporades 1-3), interpretat per Michael Rooker.
És el germà gran de Daryl que forma part del grup d’Atlanta. Sempre el cuidava, ja que el seu pare sempre estava absent. És un home temperat, dur i racista. A la primera temporada, després d'una rabieta, és emmanillat per Rick al terrat d'un edifici d'Atlanta. Després que T-Dog deixi caure les claus accidentalment, Merle és abandonat pel grup i corre el risc de ser devorat pels caminants. Per salvar-se, es talla la mà dreta, fa caure alguns caminants i s'escapa d’Atlanta. Apareix a la segona temporada com l'al·lucinació de Daryl, mentre troba la nina de Sophia. Apareix de nou a la tercera temporada, on es revela que va ser salvat pel governador, del qual s'ha convertit en un home de confiança, i que forma part de la comunitat de Woodbury. Contempla la venjança del grup de Rick, però vol trobar el seu germà Daryl. Havent trobat el seu germà, primer s'allunya dels dos grups junt amb ell, però després s'uneix al grup de la presó. Després que el governador declari la guerra a Rick, Merle intenta fer la pau lliurant Michonne al governador, però després de segrestar-la, es penedeix i la deixa anar i es dirigeix a Woodbury amb l'objectiu de matar el governador i els seus homes. El seu pla falla, ja que el governador el mata. Convertit en vagabund, Merle és abatut pel seu germà Daryl.

### Morgan Jones
Morgan Jones (temporades 1, 3, 5-8), interpretat per Lennie James.
És el primer home que troba Rick després de despertar-se del coma. Viu a la ciutat natal de Rick amb el seu fill Duane, mentre que la seva dona Jenny és una de les caminants que persegueixen la ciutat. Ell és qui tracta la ferida del xèrif i li explica l'epidèmia, i també l’acompanya a la comissaria per recuperar armes i municions. Després de marxar a Atlanta, Rick es posa en contacte amb ell sovint per mitjà de walkie talkie, però no rep resposta. Morgan, reapareix a la tercera temporada, quan coneix a Rick, Carl i Michonne, i es revela que ha perdut el seu fill Duane (que es va transformar després de ser mossegat per la seva mare Jenny). L’home apareix en un estat de bogeria, causat per la pèrdua del seu fill (del qual se’n fa responsable) i per la vida portada en solitud.

### Hershel Greene
Hershel Greene (temporades 2-4, 9), interpretat per Scott Wilson.
És un home gran que, durant la segona temporada, acull el grup de Rick a la seva granja. Té dues filles, Maggie i Beth. És un veterinari, que gràcies als seus coneixements salva la vida de Carl i tracta les ferides de tots els membres del grup. És vidu de dues dones i té una formació alcohòlica. Dotat d’una gran fe i humanitat, es nega a matar els vagabunds perquè els considera malalts esperant una cura, fins al punt de guardar-ne diversos al graner de la seva granja; entre ells hi ha la seva segona esposa Annette i el fill adoptiu Shawn. Canviarà d'opinió durant l'assassinat d'aquests; De fet, Shane, per demostrar a Hershel que els caminants no són persones malaltes, sinó persones mortes, dispararà un d'ells repetidament en punts vitals, mostrant-li com encara estava dret.

### Maggie Rhee
Maggie Rhee, nascuda Maggie Greene (temporades 2-11), interpretada per Lauren Cohan.
És la filla gran del factor Hershel, que acull el grup d’Atlanta a la seva granja durant la segona temporada. És una noia forta, valenta i decidida. Hàbil en l’ús d’armes, sovint participa en les expedicions més perilloses. Immediatament comença una relació amb Glenn. Durant la tercera temporada, dona a llum a Judith, realitzant un part cesària improvisada que provoca la mort de Lori. A més, és segrestada per Merle i portada a Woodbury, on després de patir tortures psicològiques per part del governador, és condemnada a mort juntament amb Glenn, però els dos es salven gràcies a la intervenció de Rick i els altres. Al final de la tercera temporada, accepta la proposta de matrimoni de Glenn. A la quarta temporada és testimoni de la mort del seu pare i, després de la destrucció de la presó, se separa de Glenn i de la seva germanastra Beth, i es salva juntament amb Sasha i Bob. Al final de la quarta temporada es retroba amb Glenn. A la cinquena temporada, després d'escapar de Terminus, s'enfronta al dolor de la mort de Beth. Més tard va arribar a la comunitat d’Alexandria i es va convertir en col·laboradora de la líder Deanna Monroe. A la sisena temporada es revela que està embarassada de Glenn. Després de l’atac de llops i el ramat de caminants a Alexandria, Maggie comença a instal·lar jardins per al seu cultiu sense èxit. Després la porten a Hilltop per conèixer la nova comunitat i parlarà primer amb el líder, Gregory, amb qui estableix un acord comercial entre Hilltop i Alexandria.

### Beth Greene
Beth Greene (tempoades 2-5), interpretada per Emily Kinney.
És la filla menor del pagès Hershel. Durant la segona temporada, intenta suïcidar-se després de la mort de la seva mare, però després s'adona que vol continuar vivint. Juntament amb el seu pare i la seva germana, s'uneix al grup de supervivents. A la tercera temporada aprèn a utilitzar una arma de foc i té cura de la petita Judith. A la quarta temporada és testimoni de la mort del seu pare i, després de la destrucció de la presó, s'escapa amb seguretat amb Daryl, amb qui forma un vincle profund. El viatge amb Daryl finalitza quan la Beth és segrestada i desapareix misteriosament. A la cinquena temporada es revela que Beth segueix viva i està detinguda captiu en un hospital d'Atlanta dirigit de manera quasi militar per un grup de policies amb l'estricta regla de "tot té un preu". Sota aquesta regla, Beth es veu obligada a viure i treballar a l'hospital fins que paga els policies. La noia, sentint-se atrapada, intenta escapar amb Noah, però és capturada i portada de tornada a l'interior de l'hospital mentre el seu nou amic aconsegueix escapar però a contracor. Poc després, Carol també és portada a l'hospital. Ella és assassinada accidentalment per Dawn Lerner, el cap de la policia, sota els ulls dels seus amics durant un intercanvi d'ostatges i és venjada immediatament per Daryl que mata Dawn sense dubtar-ho.

### Michonne
Michonne (temporades 3-10, 11), interpretada per Danai Gurira.
És una dona solitària i taciturn que va perdre el seu xicot Mike i el seu fill Andre Anthony a causa de l'epidèmia. És una lluitadora experta i sempre maneja una espasa, que al final de la segona temporada salva a Andrea d’un atac de caminants, convertint-se en la seva amiga i companya de viatge. Porta amb ell dos caminants (el xicot Mike i l’amic Terry) encadenats i sense extremitats i dents superiors. Durant la tercera temporada és portada a Woodbury, però en adonar-se de la naturalesa malvada del governador, decideix marxar, separant-se d'Andrea. Després de sobreviure a un atac dels homes de Woodbury, arriba ferida a la presó, on coneix el grup de Rick. A poc a poc s'uneix al grup i ajuda a Rick a salvar a Glenn i Maggie, que estan detingudes a Woodbury. Durant l'expedició a la ciutat, troba la filla errant del governador i la mata, desencadenant la ira de l'home, i aquest perd un ull. Al final de la tercera temporada, ajuda la seva amiga Andrea mentre es mata per evitar la transformació.

### El Governador
El Governador / Philip Blake (tempoades 3-5) interpretat per David Morrissey.
És el líder autoritari i carismàtic de la comunitat de Woodbury, que ell mateix va ajudar a crear. El seu nom real és Philip Blake i és un home manipulador, despietat i sense emocions. Recolliu els caps de les persones que va enganyar i va matar. La seva única debilitat és la seva filla errant anomenada Penny, a qui manté amagada a casa seva. La bogeria del governador arriba al seu punt àlgid quan Michonne fa caure Penny i el fa mal a l'ull dret, quedant cec. Això el porta a declarar la guerra al grup de Rick (del qual forma part Michonne) i a matar primer a Merle que l'havia traït i després a atacar la presó amb el seu exèrcit.

### Judith Grimes
Judith Grimes (tempoades 3-11), interpretada per Cailey Fleming (temporades 9-11).
És la filla recent nascuda de Lori i una de Rick i Shane. Va néixer durant l'estada del grup a la presó i el seu naixement provoca la mort de Lori. Tot i no estar segur de la paternitat, Rick la cria com la seva filla, amb l'ajut dels altres supervivents. Durant l'atac del governador contra la presó, es perden les traces de la nena, en la desesperació de Rick i el xoc de Carl. Més tard es revela que va ser rescatada per Tyreese, que la cuida amb l'ajuda de Carol fins que es reuneix amb el seu pare i el seu germà després de rescatar-se de la comunitat caníbal de Terminus. A la meitat de la cinquena temporada arriba a Alexandria amb el grup del seu pare on pot créixer pacíficament. A la temporada 7, Rick confessa a Michonne que creu que Judith és probablement la filla de Shane i Lori. L’home també expressa el desig de voler fer-la créixer i ensenyar-li a sobreviure abans de la seva mort. A la vuitena temporada rep el barret de sheriff de l'ara moribund Carl. A la novena temporada, sis anys després de la desaparició de Rick, Judith, que ara té nou anys, salva el grup de Magna. En aquesta ocasió, la nena posseeix, a més del barret de Rick, també el seu potro i una katana.

### Tyreese
Tyreese Williams (tempoades 3-5), interpretat Chad Coleman.
És un home que sempre maneja un martell al capdavant d’un petit grup de supervivents, inclosa la seva germana menor Sasha, que troba refugi a la presó, fins que Rick decideix enviar-los. Refugiat a Woodbury, decideix no participar en la batalla entre el governador i el grup penitenciari. Al final de la tercera temporada s'uneix al grup de Rick i torna a viure a la presó amb la seva germana. A la quarta temporada té una aventura amb Karen, fins que aquesta cau malalta i és assassinat per Carol perquè es considera contagiosa. La mort de Karen desencadena la desesperació i la ira de Tyreese, que té la intenció de trobar i matar el culpable. Després de la destrucció de la presó, Tyreese rescata la petita Judith i les nenes Lizzie i Mika. Juntament amb ells i Carol, parteix d’un viatge cap a Terminus. Durant el viatge, Carol confessa a Tyreese que és culpable d’haver matat Karen, però l’home decideix perdonar-la també davant les recents morts de les germanes Samuels. Després de la mort de Beth, ell i el seu grup decideixen marxar a Richmond, Virgínia, i així trobar la comunitat on Noah residia anteriorment. Un cop arriben, troben la comunitat destruïda i mentre escorcollen la casa de Noè és mossegat per un dels germans menors de Noè, que ha tornat a la vida com a vagabund. Després de diverses hores de sofriment i de l'intent fallit de Michonne per salvar-li la vida amputant-li el braç, sagna fins a la mort.

### Sasha
Sasha Williams (tempoades 3-7, 9), interpretada per Sonequa Martin-Green. És la germana menor de Tyreese i forma part del petit grup de supervivents liderat pel seu germà. Després del període passat a Woodbury, al final de la tercera temporada, torna amb el seu germà a viure a la presó. A la quarta temporada, forma part del consell que gestiona la comunitat penitenciària i corre el perill de morir per la malaltia que s'estén a la comunitat. Després de la destrucció de la presó, va a la seguretat juntament amb Maggie i Bob, amb els quals forma una relació. A la cinquena temporada, després d’escapar de Terminus, mata a un dels caníbals de Terminus supervivents, després d’aquest afer ha d’afrontar primer el dolor de la mort de Bob i després el del seu germà, Tyreese. La pèrdua d’éssers estimats fa perdre l'esperança i la converteix en una persona plena d’ira. En arribar a Alexandria és incapaç d’adaptar-se a la vida tranquil·la de la comunitat, però decideix mantenir-se a condició que treballi com a guàrdia per a la seguretat dels límits de la ciutat. A la sisena temporada, participa en la missió d’allunyar els caminants d’Alexandria, a la tornada, junt amb Abraham i Daryl coneixeran una banda de salvadors que amenacen amb matar-los si no els donaven tots els béns que tenen, poc després, Daryl els fa explotar amb un coet RPG. Després de trencar-se amb Rosita, Abraham comença a cortejar Sasha, la dona inicialment sembla rebutjar-lo, però sembla que més tard comença a tenir sentiments per l'home. Aquest vincle, però, acaba amb la mort d’Abraham a mans de Negan al començament de la setena temporada.

### Bob Stookey
Bob Stookey (tempoades 4-5), interpretat per Lawrence Gilliard Jr. És un home que s'uneix a la comunitat penitenciària després de ser trobat per Glenn i Daryl. Abans de l'epidèmia era metge de l'exèrcit. Pateix alcoholisme, tot i que després d’arribar a la presó va superant progressivament la seva addicció. Bob participa en la missió juntament amb Daryl, Tyreese i Michonne per trobar medicaments, erradicant el virus que s'ha estès a la presó. Després de la destrucció de la presó, s'escapa amb seguretat amb Maggie i Sasha, amb qui estableix una relació, i arriba a Terminus on és empresonat juntament amb els altres supervivents. A la cinquena temporada després d’escapar de Terminus, participa en una expedició per recollir subministraments i un caminant el mossega a l'espatlla dreta. Aquell mateix vespre és segrestat per Gareth i els altres caníbals de Terminus, que s'alimenten de la cama esquerra i l’alliberen després de descobrir que l’han picat. En tornar al seu grup, Bob mor de la malaltia, més tard és acabat per Tyreese i enterrat davant de l'església del pare Gabriel.

### Tara Chambler
Tara Chambler (tempoades 4-9), interpretada per Alanna Masterson. És una jove que viu refugiada en un apartament amb el seu pare David, la seva germana gran Lilly i la seva neboda Meghan. Té un caràcter fort i és hàbil amb les armes de foc. Acull el governador a casa seva i, més tard, després de la mort del seu pare a causa d'un càncer, juntament amb ell, Lilly i Meghan, s'uneix a un grup de supervivents dirigits inicialment per Martínez i després pel mateix governador. Al campament coneix a Alisha, una dona que es converteix en la seva xicota. A la cinquena temporada, després de la fugida de Terminus, arribada a Alexandria, s'uneix al grup assignat a expedicions externes i durant una d'aquestes queda ferida greu al cap, però sobreviu gràcies a la cirurgia de Pete Anderson i la cura de Rosita. Més tard participa en la missió de matar els salvadors, també com Glenn i Heath, és la primera vegada que la noia mata persones. Després de la missió, marxa amb Heath en una expedició, buscant subministraments per a Alexandria. Durant l'expedició, parla amb Heath sobre el que havien de fer a l'avançada dels Salvadors i sobre com va trigar a sobreviure, més tard decideix allargar l'expedició uns dies, perquè no havien trobat prou recursos. En arribar a un campament desert sobre un pont, la dona allibera alguns zombis atrapats sota la sorra i els dos estan separats, mentre Tara cau al riu. El corrent la portarà a la riba d’una platja on la troben Cyndie i Rachel, dues noies d’una comunitat amagada al bosc.

### Abraham Ford
Abraham Ford (tempoades 4-7), interpretat per Michael Cudlitz. És un sergent de l'exèrcit dels Estats Units que, després de perdre la seva dona i els seus dos fills, es converteix en el líder d'un grup de supervivents format pel científic Eugene Porter i la seva xicota Rosita Espinosa. El seu objectiu és portar a Eugene a Washington, ja que el científic afirma que coneix la causa del brot i la possible cura. A la cinquena temporada, després d’escapar de Terminus, descobreix que Eugene va mentir sobre l'existència d’una cura. Després de la missió d’allunyar els caminants d’Alexandria, de tornada, ell, juntament amb Sasha i Daryl, es trobaran amb una banda de rescatadors que amenacen amb matar-los si no els donen tot el que tenen. Durant una patrulla amb Eugene, deixa l’home sol a causa d’una discussió i li diu que se’n vagi a casa sol. Però quan Eugene és presoner per alguns salvadors dirigits per Dwight, tornarà a salvar-lo i obrirà foc contra els enemics. Veient l’acte de coratge d’Eugene, que és ferit durant el tiroteig, començarà a respectar-lo. Més tard, Abraham amb un grup organitzat per Rick anirà a Hilltop, a causa del dolor de Maggie, però pel camí estan envoltats de rescatadors, capturats i portats davant del seu líder. Aquí Abraham, amb tot el grup reunit i agenollat, fa conèixer a Negan, que després de recordar-los les accions comeses contra ell en el passat es prepara per matar un d’ells mitjançant un recompte. Quan s'acaba el recompte, resulta que el que mor sota Lucille, el bat de beisbol de Negan, és Abraham. Després de l'execució, Daryl ataca Negan i Glenn també cau en la mateixa sort que un càstig. El seu cos és portat a Hilltop juntament amb Glenn's per celebrar el funeral.

### Eugene Porter
Eugene Porter (tempoades 4-11), interpretat per Josh McDermitt. És un científic que forma part del grup liderat per Abraham Ford i que diu conèixer la causa que va provocar l'epidèmia. Per aquest motiu, Abraham i Rosita tenen l’objectiu d’aconseguir-lo amb seguretat a Washington, esperant que quan arribi a la capital pugui ajudar a trobar una cura. A la cinquena temporada, després d’escapar de Terminus, confessa que no és un científic i que va mentir sobre l'existència d’una cura. La seva confessió desencadena la ira d’Abraham que colpeja violentament Eugeni reduint-lo a mort. En arribar a Alexandria es fa càrrec de la seguretat tecnològica de la comunitat. A la sisena temporada, Rosita decideix ensenyar-li l’ús del matxet juntament amb altres alexandrins. Durant la invasió del ramat de caminants, finalment treurà el seu coratge i lluitarà al costat dels altres habitants, després d’aquests fets, expressa el desig de voler començar a patrullar amb Abraham en lloc de Sasha. Durant una patrulla amb Abraham trobarà una fàbrica d’acer on vol començar a produir municions per a Alexandria i Hilltop. A l'edifici tindrà una discussió amb Abraham i l’home marxa deixant-lo sol. El trobaran Dwight i alguns dels seus homes que el fan presoner. És transportat fins que Dwight troba a Daryl en companyia de Rosita i Denise. Després de distreure Dwight gràcies al retorn d'Abraham, Eugene es mossega els genitals per poder alliberar-se. Juntament amb Abraham, Daryl i Rosita aconsegueixen defensar-se dels enemics, però no abans de ser ferits per un d'ells. Després que Abraham i Glenn morin a mans de Negan, comença a reparar una ràdio per als salvadors a causa del tracte forçat entre Negan i Rick. Rosita li demanarà que produeixi una bala per a una arma que havia trobat de les restes dels rescatadors que van ser presents a la mort de Denise. Més tard, Negan l'emporta després que Rosita intenti matar-lo, fracassant i preguntant-se qui la va aconseguir després de la mort d’Olivia per part de Rosita, qui va mentir sobre la bala.

### Rosita Espinosa
Rosita Espinosa (tempoades 4-11), interpretada per Christian Serratos. És una jove soldada hispana que pertany al grup dirigit pel seu xicot Abraham Ford. A la cinquena temporada, després d'escapar de Terminus, arribar a Alexandria, es converteix en ajudant de Pete com a metge fins a la mort d'aquest darrer a mans de Rick. A la sisena temporada realitzarà diversos torns vigilant les parets de la comunitat juntament amb Spencer i ensenyarà a Eugene i altres alexandrins a utilitzar el matxet per fer front als enemics. Més tard la deixa Abraham, a causa de l'enamorament de l’home contra Sasha. Després d’aquests fets, sembla que va començar una relació amb Spencer, però la dona encara no sembla convençuda. Durant una expedició amb Daryl i Denise, que la van convidar a superar la seva soledat, a buscar subministraments mèdics, es troben amb Dwight i alguns socorristes i són testimonis de la mort de Denise. Podrà defensar-se dels enemics amb l'ajut d'Abraham i Eugene i tornaran a Alexandria. Quan Daryl va a la recerca de Dwight per venjar-se, Rosita acompanya Glenn i Michonne al lloc de l'última reunió amb els rescatadors, per intentar aturar el noi. Daryl es nega a tornar i Rosita decideix acompanyar-lo en la seva recerca, junts trobaran el campament de Dwight, però també Glenn i Michonne que han estat capturats. Abans que puguin fer res, Dwight i un company estan darrere de Rosita i Daryl, aquest últim és ferit i els quatre alexandrins presos. Després la portaran amb els altres al lloc de trobada on es reuniran amb Negan per primera vegada i serà testimoni de l'execució d'Abraham i Glenn a mans de l'home.

### Gabriel Stokes
Gabriel Stokes (tempoades 5-11), interpretat per Seth Gilliam. Ès un sacerdot que ha viscut barricades a la seva església des del començament de l'epidèmia. No està acostumat a viure al nou món i a defensar-se dels vagabunds. Salvat d’un atac de caminants per part de Rick i els seus companys, Gabriel decideix donar-los la benvinguda a la seva església. Amaga un fosc secret: es va barricar a l'església sense ajudar els seus fidels que el van pregar perquè els deixessin entrar. Després d'una invasió de caminants i la mort de Beth a Atlanta, abandona l'església i viatja amb els altres supervivents a Alexandria. La culpa pel que va fer als seus fidels en el passat el porta a qüestionar la seva fe i a prendre accions que posin en perill l'estabilitat de la relació entre el grup de Rick i la comunitat d'Alexandria. A la sisena temporada acceptarà el fet que hagi de conviure amb el nou món i després de demanar perdó a Carl per la seva covardia i per haver anat contra el grup de Rick, demanarà al noi que li ensenyi a defensar-se. Demostra una vegada més que vol ser útil per al grup, quan porta Judith a seguretat a l'església, durant la invasió dels caminants a Alexandria, i quan participa amb Rick i altres en la missió de matar els salvadors.

### Aaron
Aaron (tempoades 5-11), interpretat per Ross Marquand. És s un home que forma part de la comunitat d’Alexandria. És l'encarregat de reclutar gent i és qui porta Rick, a contracor al principi, i el seu grup a Alexandria. Participa en la missió de matar els salvadors i allibera a Craig, un habitant de Hilltop. Finalment, també participa en la missió de portar Maggie, malalta, a Hilltop. En això serà capturat i portat davant de Negan, que matarà Abraham i Glenn. Després d’aquest afer, anirà amb Rick a buscar subministraments per a Negan, a la seva tornada els rescatadors ja són a Alexandria i dos d’ells són colpejats per haver llegit una nota que els semblava un insult. S'unirà a Rick, Michonne, Tara i Rosita a la recerca de Gabriel, aquesta última havia deixat un missatge referint-se a la casa flotant que Aaron i Rick havien trobat i arribat al lloc, aquesta última i les dones estan envoltades de supervivents armats.

### Jessie Anderson
Jessie Anderson (tempoades 5-6), interpretada per Alexandra Breckenridge. És una dona que viu a Alexandria amb el seu marit Pete i els fills Ron i Sam. Jessie dona una calorosa benvinguda a Rick a la comunitat, tallant-se els cabells. Pateix el maltractament al seu marit, fins a la intervenció de Rick (que ha establert un sentiment particular amb Jessie) que condueix a la separació de Pete de la seva família. Després d'un atac de bogeria, Pete mata a Reg, el marit de Deanna Monroe, líder de la comunitat, i a les seves ordres Rick li dispara a la cara. A la sisena temporada, començarà a ser més combativa per la seguretat dels seus fills i Rosita decideix ensenyar-li l’ús del matxet juntament amb altres alexandrins. A més, sorgeix una atracció i una història d’amor molt breu entre Rick i ella, a causa del tràgic final de Jessie, que mor triturada per un ramat de caminants després d’haver estat testimoni de la mort del seu fill Sam en estat de xoc.

### Deanna Monroe
Deanna Monroe (tempoades 5-6), interpretada per Tovah Feldshuh. Ès la líder de la comunitat d’Alexandria. Té un marit anomenat Reg i dos fills anomenats Spencer i Aiden. Abans de l'epidèmia era polític. Acull el grup de supervivents a la seva pròpia ciutat i assigna a cadascun d’ells un treball útil per a la comunitat. Inicialment en desacord amb les formes dures i sovint violentes de Rick i els seus companys, després de la mort del seu fill Aiden i del seu marit Reg, s'adona que per sobreviure al nou món cal lluitar i ser fort. Durant la sisena temporada, dibuixa projectes d'expansió comunitària i els lliura a Rick. Després que el ramat de caminants entri a Alexandria, serà mossegada per salvar Rick. Després que Rick i els altres es disfressin amb les vísceres dels caminants per sortir de la casa de Jessie i salvar-se del ramat, Deanna es queda sola a la casa a punt per suïcidar-se, però quan sent que els caminants pugen les escales on ella va és, surt de l'habitació i comença a disparar-los fins a l'últim tret abans de ser devorada pels no-morts. Dos mesos més tard, Carl i Enid la troben al bosc en un estat errant i, més tard, Michonne i Spencer, aquest l’apunyalava darrere del cap.

### Spencer Monroe
Spencer Monroe (tempoades 5-7), interpretat per Austin Nichols. És fill de Reg i Deanna i germà d'Aiden. És un franctirador i s'encarrega de custodiar les fronteres d’Alexandria des de la torre de control. Salveu la comunitat matant el conductor d’un camió que es dirigia a Alexandria per trencar les tanques. Durant el setge dels errants, intenta fer entendre als habitants de la comunitat que no robin el rebost, trobant l’opinió d’Olivia, la responsable. Malauradament, Spencer no es pot controlar i pren alguna cosa al rebost, Deanna no hi està d'acord. També intenta creuar la tanca dels caminants fora de les parets amb un fil, però la intervenció no té èxit, ja que Rick l’aturarà. Pocs dies després es produeix la invasió de caminants a Alexandria. Spencer es salva, però la mare primer es mossega i després mor, despertant com un vagabund. Dos mesos després, durant una sortida de les parets amb Michonne, matarà la seva mare que s'ha convertit en vagabunda pel bosc, per acabar amb el seu patiment.

### Enid
Enid (tempoades 5-9), interpretada per Katelyn Nacon. És una noia que ha format part de la comunitat d’Alexandria durant uns mesos. Novia de Ron i amiga de Mikey, desperta immediatament l'interès de Carl. Després de l’atac dels llops, decideix abandonar la comunitat i aventurar-se al bosc. Durant aquest temps, troba i rescata Glenn i junts podran donar un senyal de la seva supervivència a la resta dels alexandrins. Després de la mort d'Abraham i Glenn, decideix anar a Hilltop per quedar-se amb Maggie, que ara considera que és la seva família.

### Dwight
Dwight (tempoades 6-8), interpretat per Austin Amelio. És un home que mana al petit grup format per ell, les seves germanes Tina i Sherry, de les quals és marit, i una dona anomenada Patty i que també resulta ser un excel·lent tallador de fusta. Quan Daryl es troba amb les dues germanes, Dwight el fa fora i li roba la ballesta. El trio explica que el volen lliurar a un determinat Wade perquè es quedi sol, però primer han de recuperar Patty. Després de desmaiar-se a causa de la diabetis, Tina i ell i les seves germanes canviaran d'opinió sobre Daryl quan torni la bossa d'insulina que va robar fugint i quan l'arquer els rescati dels homes de Wade. Malgrat la proposta de Daryl de ser portat a Alexandria, Dwight i Sherry li roben la ballesta i la moto de nou i marxen. És possible que es reunís amb Negan i els rescatadors, de fet, quan Rick porta un equip a la base de Negan per treure'ls, Daryl adverteix de la bicicleta que Dwight li va robar mesos abans. La història de Dwight continua a Fear the Walking Dead

### Jesus
Paul Rovia/Jesus (tempoades 6-9), interpretat per Tom Payne. És membre destacat i reclutador de la comunitat Hilltop. És expert en arts marcials. Es troba amb Rick i Daryl a prop d’una benzinera i els enganyarà perquè robin el camió ple de subministraments que van trobar. Serà immediatament rastrejat, ja que havia aconseguit pujar al camió i després d’una breu lluita és presoner i el porten a Alexandria. Jesús conduirà el grup de Rick a la seva comunitat, Hilltop, dirigida per Gregory, per proposar un intercanvi de menjar entre Hilltop i Alexandria, que es resoldrà mitjançant una missió amb Alexandrians i residents a Hilltop per destruir una base dels salvadors, per portar-se a casa Craig, pres. Jesus participarà en la missió. Quan Maggie i Sasha van a Hilltop després de la mort dels seus companys, Paul li diu a Sasha que mai no podria substituir Gregory com a líder i, juntament amb les noies, busca una solució per mantenir-les a la comunitat. Més tard, Jesús s'uneix a alguns Alexandrians per anar a Oceanside i aconseguir armes amb les quals lluitar contra els salvadors. Després d'una batalla entre Alexandria, Hilltop i Kingdom contra Negan i Jadis amb els seus homes, ell va amb Maggie al bosc on troben Zombie Sasha i la faran caure.

### Gregory
Gregory (tempoades 6-9), interpretat per Xander Berkeley. És el líder covard de la comunitat Hilltop. Va fer un tracte amb el líder dels salvadors, Negan. Abans de l'arribada del grup de Rick, havia enviat alguns vilatans per lliurar subministraments a Negan, però el dia de l'arribada de Rick, un resident a Hilltop, Ethan, que tornava de la missió anava malament, atent a la vida de Gregory que és salvat per Rick i els altres. Després d'aquests esdeveniments, Gregory és tractat pel metge Hilltop i farà un tracte amb Maggie i els Alexandrians, que consisteix a donar-los provisions a canvi de l'aniquilació de Negan i els salvadors, salvant Craig, el germà d'Ethan, en mans dels enemics.. Està molt disgustat amb la presència de Maggie i Sasha a Hilltop després del fracàs d'Alexandria en derrotar a Negan i als salvadors, ja que tem la reacció de Negan. Roba el rellotge de Glenn, però Maggie ho descobreix i li dona un cop de puny a la cara i després el torna. Durant la reunió amb Simon, que havia intuït que Gregory amagava alguna cosa, torna a demostrar la seva covardia, portant el salvador davant de l'amagatall de Maggie i Sasha per lliurar-los, enfadat per trobar el seu alcohol personal. De fet, Jesús havia amagat les dones en un altre lloc i Gregori lliura a Simó, a contracor, els seus estimats esperits. Després de la guerra, intentarà tornar a ser elegit líder Hilltop, però sense èxit. Més tard intenta matar a Maggie, però fracassa i finalment és penjat pels seus crims.

### Negan
Negan (tempoades 6-11), interpretat per Jeffrey Dean Morgan. És el líder dels Salvador, mentre que en el passat va treballar com a entrenador en un institut. Apareix a la final de la temporada 6, portant amb si un grup de 50 homes al voltant del grup de Rick, que transportaven Maggie a Hilltop. La seva arma preferida és un bat de beisbol de filferro de pues que ell anomena "Lucille". Psicològicament sotmetrà el grup de Rick i després de fer-los agenollar, anuncia que des d’aquest moment Alexandria treballarà per a ell, de manera que es prepara per matar un d’ells amb Lucille per venjar els seus homes matats prèviament pels alexandrins. Per triar a qui matar, comença a explicar que resulta que la víctima prevista és Abraham (que mata brutalment), però a causa que Daryl intenta atacar l'home, Negan també mata a Glenn per castigar a tot el grup. Abans de marxar amb els seus homes, Negan inicia un joc psicològic amb Rick, espantant-lo fins al punt que ha d'amputar el braç del seu fill per salvar els companys que quedin.

### Simon
Simon (tempoades 6-8), interpretat per Steven Ogg. És un dels tinents de Negan i la seva mà dreta. Simon, encara que aparentment normal, té comportaments estranys cap a Gregory. Li encanta l’art, sobretot la pintura de Van Dick amb Carles V a cavall. Té un fort sentit del deure i respecta molt Negan. És l'encarregat de rebre subministraments de Hilltop, parlant amb Gregory, amb qui manté una relació singular. No obstant això, intueix que Gregory amaga alguna cosa i mantindrà una discussió amb ell per entendre per què els soldats del lloc avançat de Negan van ser eliminats tan fàcilment i com van aconseguir matar els caminants que havia portat a Hilltop. Simon també informa que alguns homes de Hilltop, en mal estat, han estat assassinats. Després que Daryl s'escapi, l’anirà a buscar a Hilltop i Alexandria, però no el troba. Més tard, torna a Hilltop per buscar a Harlan Carson, el metge de la ciutat, per substituir el germà d'aquest, Emmett, que va ser assassinat per Negan. Abans de tornar a la base, Gregory li fa saber que algú podria estar conspirant contra Negan, Simon li dona llavors les coordenades i una passada al Santuari, dient-li que el visiti si sap alguna cosa i junts s'encarregaran de solucionar el problema. Simon participa en la primera batalla entre Alexandria i els Salvador. Escapa i es salva. De tornada al Santuari, ell, Negan i Dwight informen que els Salvador estan en guerra. A la vuitena temporada passarà per ximple davant de Negan perquè confiava en Gregory, ara desproveït de tota autoritat a Hilltop. Durant la primera reunió, Negan li recrimina durament que proposi exterminar tota la colònia Hilltop. Angry Negan li recorda que la gent és un bé i que no és el cap. Durant l'absència temporal de Negan, assumeix el control del santuari. Més tard, bloqueja Maggie i Jesus en el seu camí cap al Regne, dient que la seva comunitat s'estalviarà si continuessin produint o mataria a Jerry i portaria Maggie a Hilltop per matar-la davant de tothom. També revela que van sortir gràcies a Eugene. Després mata a Neil i se’n va amb els seus homes. Negan l'encarregarà de matar un resident de la deixalleria per posar a la cua a tots els altres, però com que no rep una sincera disculpa per part de Jadis, donarà l'ordre d'exterminar a tota la comunitat, tret de Jadis. Més tard és assassinat per Negan en un duel.

### Rei Ezekiel
Ezekiel (tempoades 7-11), interpretat per Khary Payton. És un antic guardià de zoològics i actor teatral que s'ha convertit en el líder dels habitants del Regne, per la qual cosa es fa dir Rei. Té un tigre domèstic anomenat Shiva, rescatat del zoo on va treballar durant les primeres etapes de l'epidèmia. De fet, Eziekel aconsegueix domesticar fàcilment el tigre, que ara defensa el palau reial de la ciutat. Entre els dos hi ha una relació de respecte mutu, ja que no hi ha cap mestre. La seva arma principal és una espasa la caixa de la qual serveix com a bàcul. L’home està particularment vinculat a un noi del regne, Benjamin i, per tant, al seu germà petit, Henry. També va acceptar l'acord amb Negan i els salvadors, però va mantenir els ciutadans del Regne a les fosques, tement que volguessin lluitar contra els enemics, de manera que els intercanvis es produïen fora dels murs de la comunitat. També va idear un pla per eliminar l'amenaça dels salvadors, que consisteix a donar als enemics, porcs criats amb carn de zombi infectada, pensant que això pot infectar tots els salvadors. Acull a Morgan i Carol a la seva comunitat i demana a Morgan que es converteixi en el mentor de Benjamin. Ràpidament s'adona que Carol fa el paper de la dona desemparada i confessa que ell mateix és un mentider que fa el paper del rei només per protegir la seva comunitat.

### Jerry
Jerry (tempoades 7-11), interpretat per Cooper Andrews. És resident del Regne i també és l’intendent d’Ezequiel. Esgrimeix una gran destral com a arma que perd després de la lluita contra l'avançada de Gavin. En aquella ocasió, és l'únic soldat del rei que es va salvar, a més de matar Gunther, un salvador que estava a punt de matar Ezekiel. Un cop acabada la guerra, va formar una família amb Nabila.

### Jadis
Anne/Jadis (tempoades 7-9), interpretada per Pollyanna McIntosh. És la líder del grup d’abocadors, una dona poc sociable amb actitud apàtica. Fa un tracte amb Rick per lluitar contra els salvadors després de veure el valor del líder d'Alexandria contra un zombi ben blindat. Rick, ferit brutalment, aconsegueix convèncer la dona sobre el nombre d'armes que s'han de donar i obtenir. Rick i Michonne troben llavors 63 armes i se les lliuren, però aquesta demana almenys el doble i envia els alexandrins a buscar-ne més. Jadis també és indiferent i provocadora, de fet preguntarà a Michonne si li sap greu si Rick i ella havien tingut relacions sexuals, mentre esperen l'arribada dels Salvador. Trairà la confiança de Rick durant la primera batalla contra Negan amb qui va aconseguir un millor tracte. Tirarà al costat del xèrif i el portarà a Negan per rebre el seu càstig.

### Siddiq
Siddiq (tempoades 8-10), interpretat per Avi Nash.
 És un home musulmà que Carl coneix durant la guerra contra els salvadors. Abans de l'epidèmia s'especialitzava en medicina. Carl li dona menjar tot i que el seu pare estava en contra de la idea i més endavant anirà a buscar-lo per portar-lo a Alexandria. Abans d'anar a Alexandria, li explica a Carl el nombre de caminants que va matar per alliberar-los les ànimes, tal com li va dir la seva mare, que va morir durant l'apocalipsi. Per ajudar-lo, Carl serà mossegat per un caminant i condemnat a mort. Abans de morir el fill de Rick, Siddiq li agrairà i li dirà que honoraria el seu nom i que tothom sabrà què va fer per ell i Alexandria.

### Alden
Alden (tempoades 8-11), interpretat per Callan McAuliffe. És membre dels salvadors que es rendeixen a Jesus i el porten al turó com a presoner. És molt amable amb Maggie per convèncer-la de tractar els seus companys amb menys duresa. Quan Jared aconsegueix escapar amb els altres presoners, Alden és abandonat al turó per aquest últim. Alden deixa definitivament els salvadors i ajuda als colons de Hilltop i també salva la vida de Siddiq abatent un caminant. Després de la derrota de Negan, s'instal·la a Hilltop per ajudar a construir possessions materials tal com es llegeix al llibre que Georgie havia donat a Maggie.

### Magna
Magna (tempoades 9-11), interpretada per Nadia Hilker. És una noia forta, intel·ligent, dura i intel·ligent que solia treballar com a cambrera en una estació de camioners, a més de passar molt de temps a la presó com suggereix el seu tatuatge. Després de l'epidèmia es va convertir en la líder del seu grup, que també inclou la seva xicota Yumiko. Les seves principals armes són dagues que porta en una funda a la cama. Judith la rescata dels caminants juntament amb els seus companys i la porta a Alexandria. No obstant això, el seu comportament costa al grup romandre a la comunitat. Per a això, el grup serà escortat fins al cim.

### Yumiko Okumura
Yumiko Okumura (tempoades 9-11), interpretada per Eleanor Matsuura.
És una dona que forma part del grup dirigit per la seva xicota Magna. La seva arma principal és l’arc i posseeix un collaret amb un ganivet amagat.

### Connie
Connie (tempoades 9-11), interpretada per Lauren Ridloff. És la germana sorda-muda de Kelly, ambdues formen part del grup de Magna. En el passat, era periodista de secundària. La seva arma principal és una fona.

### Alpha
Alpha (tempoades 9-10), interpretada per Samantha Morton. És el líder de The Whisperers, un misteriós grup de supervivents hostils que es disfressen amb la pell dels no-morts per fusionar-se amb ells i no deixar-se notar, i el principal antagonista de la segona meitat de la temporada nou i de tota la temporada deu. Es demostra que és una dona freda, astuta, egocèntrica, psicopàtica, sàdica i altament intel·ligent, que és una supervivent empedernida, decidida i un líder fort per als que formen part del seu grup, que sembla gaudir d’estar en una posició d’autoritat i no pren amablement a qualsevol que s'hi oposi. Alpha apareix per primera vegada al final de "Adaptation", apuntant a Alden i Luke amb una escopeta serrada. A "Omega", el passat fosc d'Alfa es revela en flashbacks; es demostra que va matar el seu marit Frank i el seu grup de supervivents durant les fases inicials del brot, considerant-los com a "persones febles". Al final de l'episodi, apareix desenmascarada a la colònia Hilltop amb alguns membres del seu grup, demanant a la comunitat que torni la seva filla Lydia. A "La calma abans", es revela que va assassinar i decapitar brutalment a Ozzy, Alek, D.J., Frankie, Tammy, Rodney, Addy, Enid, Tara i Henry. Els caps dels membres decapitats es col·loquen després en punxes, marcant el límit d’una nova vora. Alpha ho fa per advertir a les comunitats que no entrin al territori de The Whisperers. Alpha més tard escalfa el conflicte en una guerra total després que Lydia la rebutgi completament, formant una relació amb Negan en el procés. Tanmateix, després de capturar Lídia, Negan atrau l'Alpha a una trampa i es clava la gola. Negan lliura posteriorment el cap reanimat d'Alpha a Carol, amb qui havia estat treballant, ja que Carol estava obsessionada amb matar Alpha com a venjança per l'assassinat del seu fill adoptiu Henry. Poc després, Beta troba el cap i agafa furiós un dels seus homes i alimenta la cara de The Whisperer amb el cap reanimat d'Alpha; Beta s'emporta el cap dins d’una bossa. Aleshores, dins d’un edifici abandonat, Beta deixa Alpha, esmalla la meitat de la seva cara i l’adhereix a ell mateix per portar-lo com a nou costat dret de la seva pròpia màscara, declarant-se el nou líder de The Whisperers.

### Lydia
Lydia (tempoades 9-11), interpretada per Cassady McClincy.
És la filla jove d’Alpha. És capturada pel grup d'Alexandria i portada a Hilltop per ser interrogada per Daryl sobre el seu grup i el seu propòsit. Establirà un vincle de confiança amb Henry a qui explicarà diverses històries sobre el seu passat i el seu grup.

### Beta
Beta (tempoades 9-10), interpretat per Ryan Hurst.
És el segon al comandament de The Whisperers i la mà dreta d'Alpha. És l’antagonista secundari de la segona meitat de la novena temporada. Beta té una talla enorme i corpulent. Es demostra que és un home agressiu, brutal, astut i altament analític que es dedica a la forma de vida de The Whisperer. Beta també és completament lleial a Alpha, seguint les seves ordres sense cap dubte i respectant completament les seves decisions. A causa de la seva gran mida i força, Beta és un oponent molt perillós, capaç d’utilitzar una força excessiva per protegir el seu grup i també un lluitador hàbil. També es demostra que és capaç d'assassinar-se amb sang freda i sembla ser un rastrejador i un pensador estratègic altament qualificat, cosa que el converteix en un membre vital de The Whisperers. Beta també està més que disposat a fer mal a qualsevol xiuxiueig que suposi una amenaça per a Alpha i a mantenir els altres en línia. Apareix per primera vegada a "Guardians" on captura Henry. A "Chokepoint", Daryl té una lluita individual contra Beta, que acaba amb Daryl empenyent Beta cap a un eix d'ascensor obert; no obstant això, Beta sobreviu i troba una sortida. A "Mira les flors", Beta descobreix el cap decapitat d'Alpha sobre una punta. Com a resposta, una Beta furiosa acaba amb un dels seus homes i posa el cap dins d’una bossa. Carregant la bossa, entra dins d’un edifici abandonat. Allà es revela la seva identitat passada com a famós cantant de música country; toca un dels seus propis discos a gran volum, atraient els caminants a la seva ubicació. A continuació, posa Alpha, i es pela la meitat del seu rostre i se l’adjunta a si mateix per portar-lo com a nou costat dret de la seva pròpia màscara, declarant-se el nou líder de The Whisperers. Llavors, Beta condueix l’horda de caminants a la zona segura d’Alexandria. A "A Certain Doom", Beta descobreix l'amagatall del grup i ataca amb The Whisperers i una gegantina horda caminant. El grup aconsegueix eludir els caminants i enviar l’horda fora de pista, però The Whisperers els aclapara. Durant la lluita, Beta és atacat per Negan, però guanya el domini i està a punt de matar a Negan quan intervé Daryl, clavant Beta als ulls. Ferit de mort, Beta és enderrocat pels caminants que l'envolten.

### Leah Shaw
Leah Shaw (tempoades 10-11), interpretada per Lynn Collins. És l'antic propietari de canya i durant un temps, durant el salt temporal de sis anys, va formar un vincle amorós amb Daryl. Va acceptar la seva insistència a buscar Rick, però finalment va desaparèixer a un lloc desconegut.

### Pamela Milton

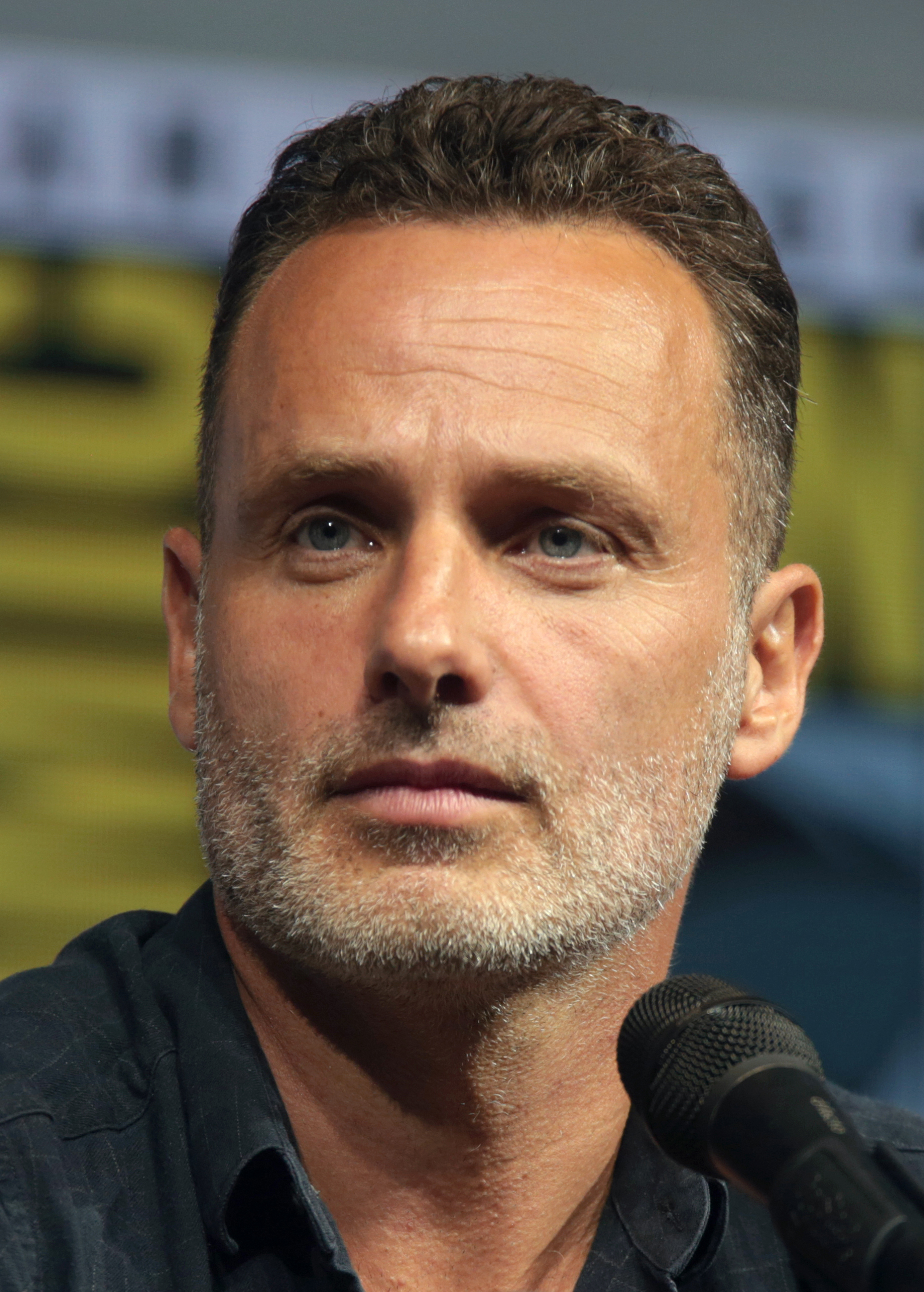
Andrew Lincoln interpreta Rick Grimes
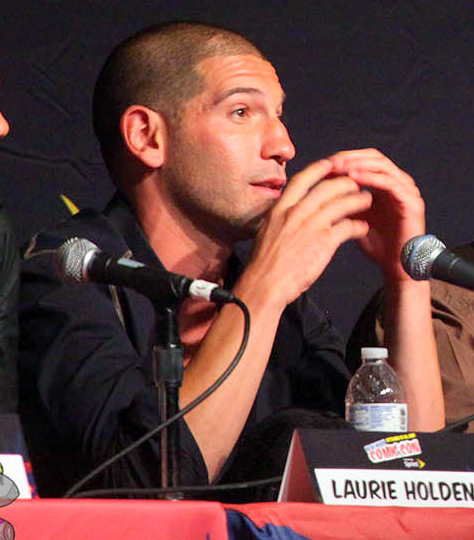
Jon Bernthal interpreta Shane Walsh
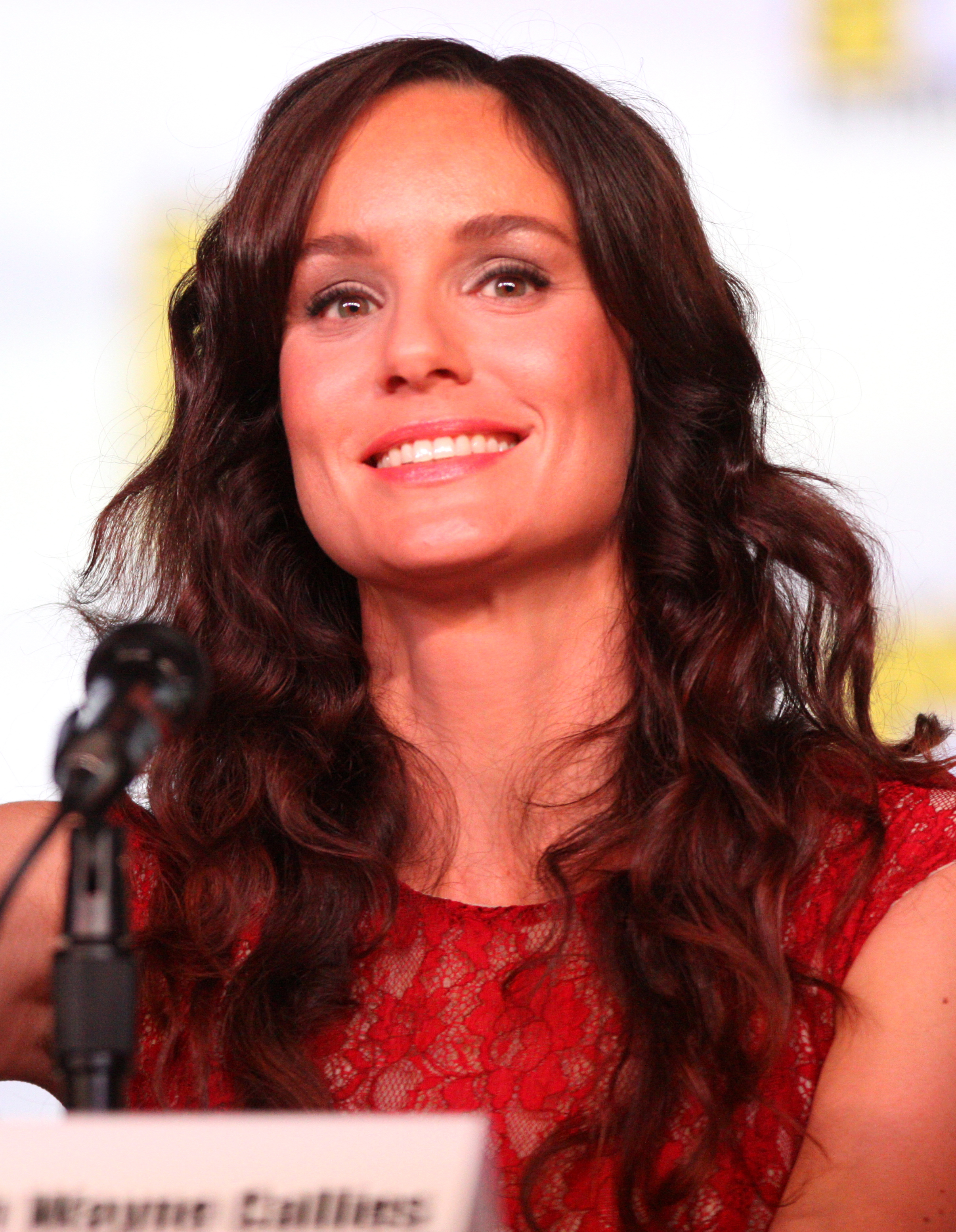
Sarah Wayne Callies interpreta Lori Grimes
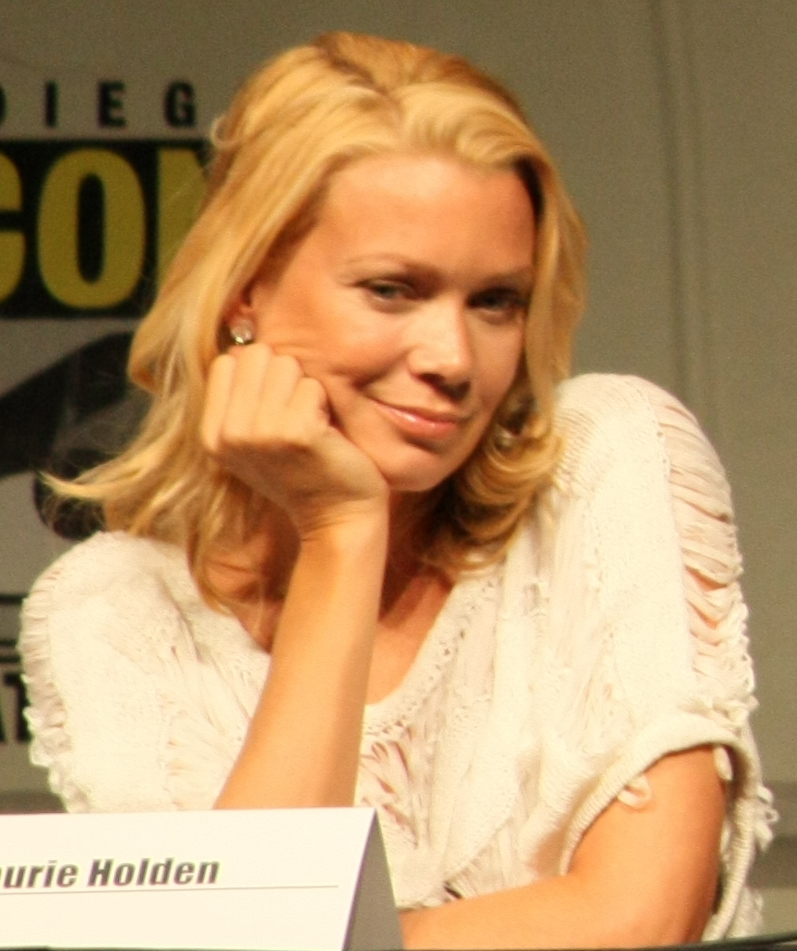
Laurie Holden interpreta Andrea
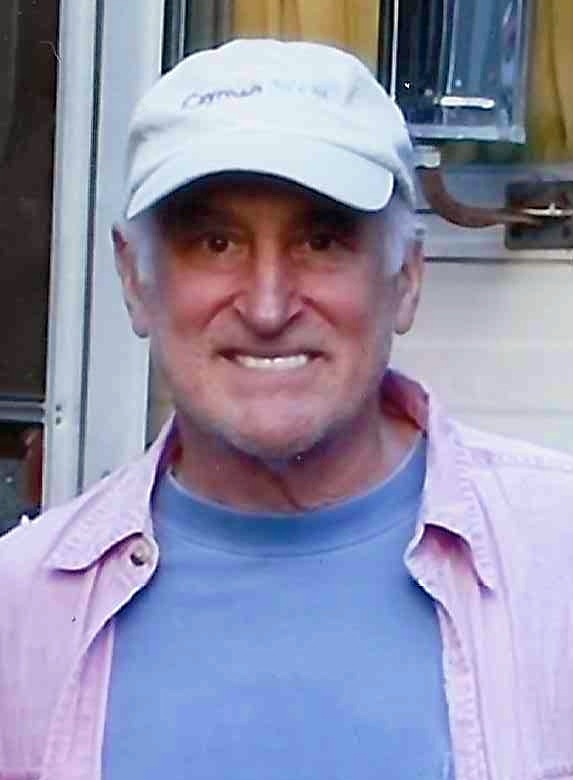
Jeffrey DeMunn interpreta Dale Horvath
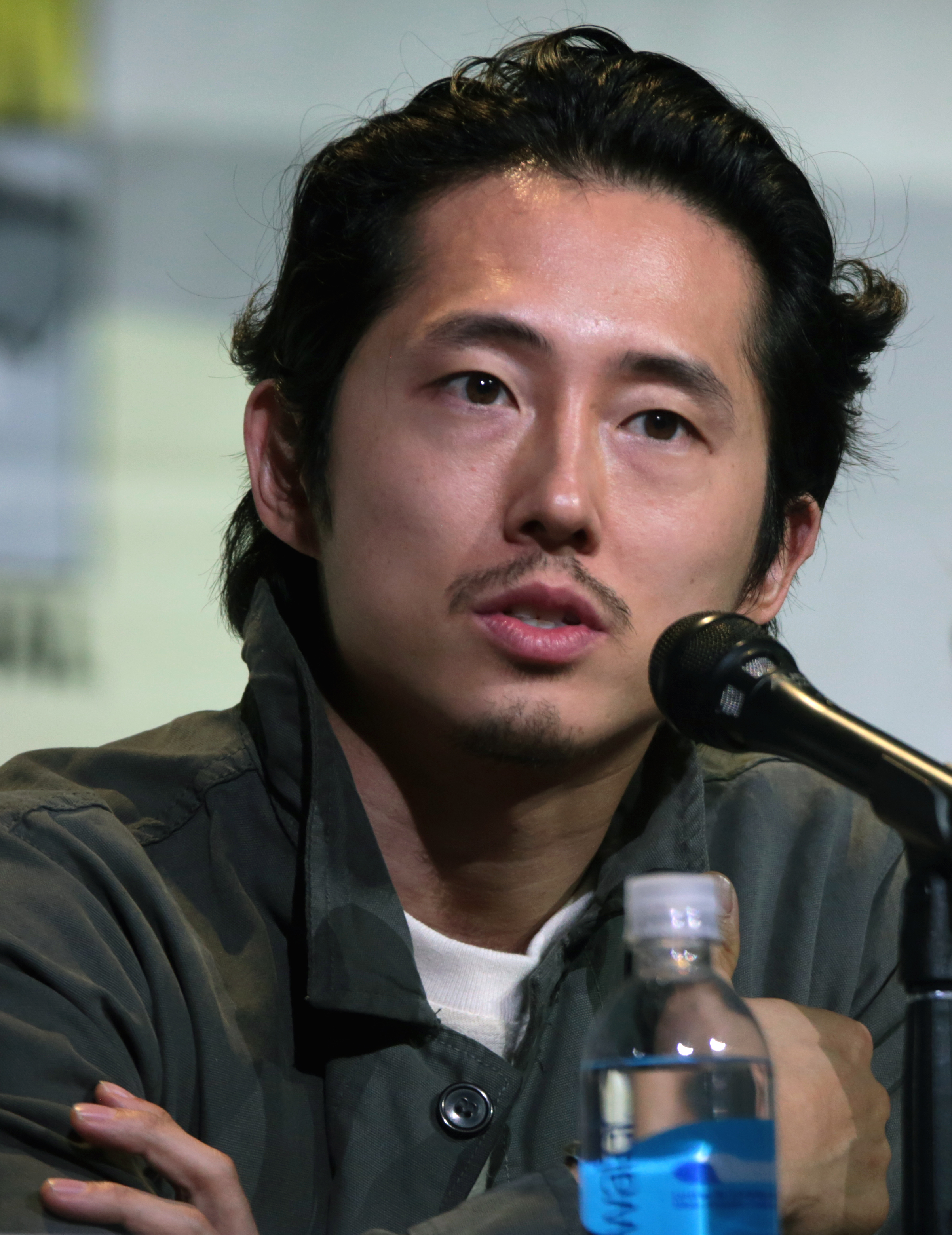
Steven Yeun interpreta Glenn Rhee
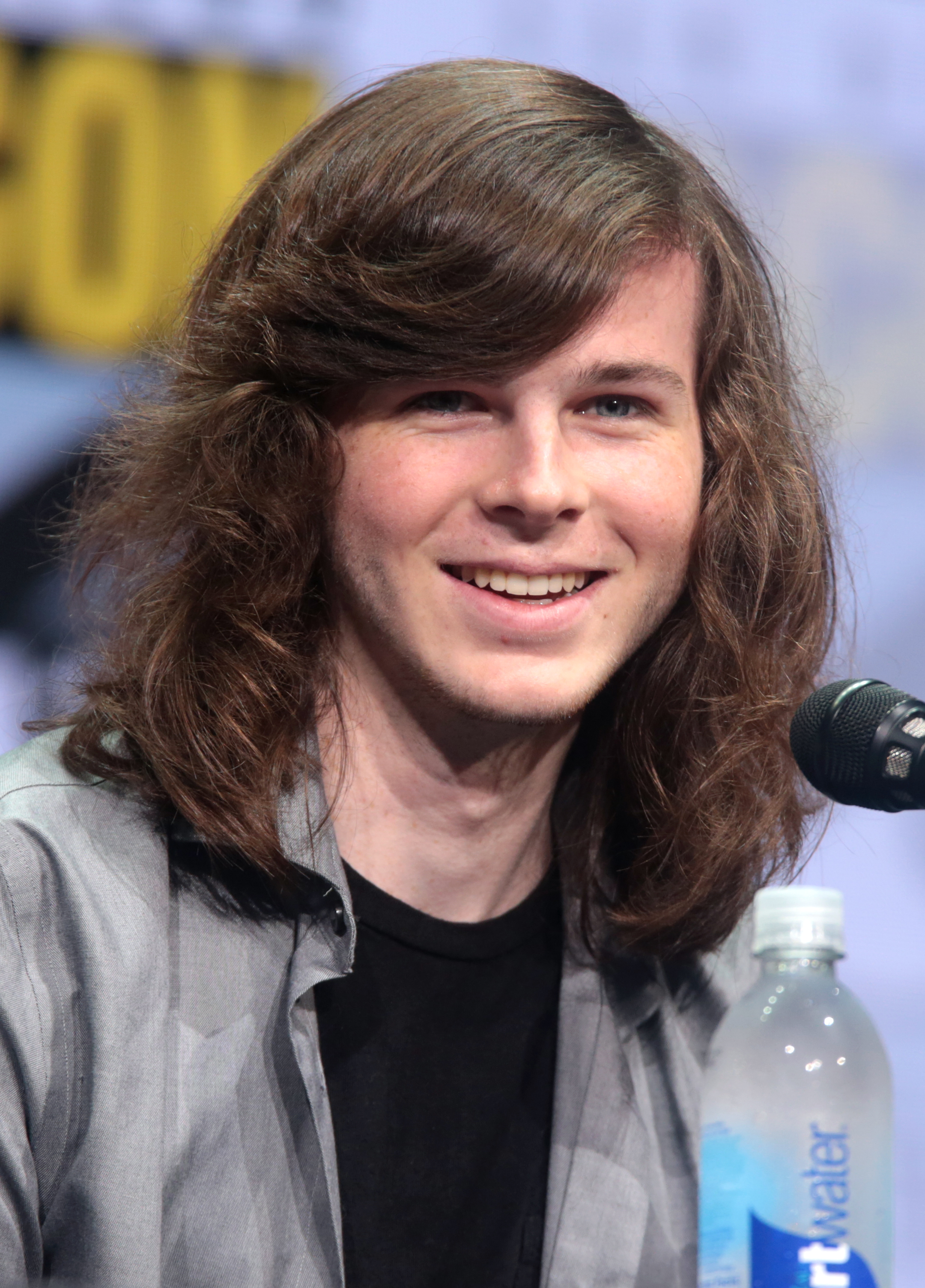
Chandler Riggs interpreta Carl Grimes
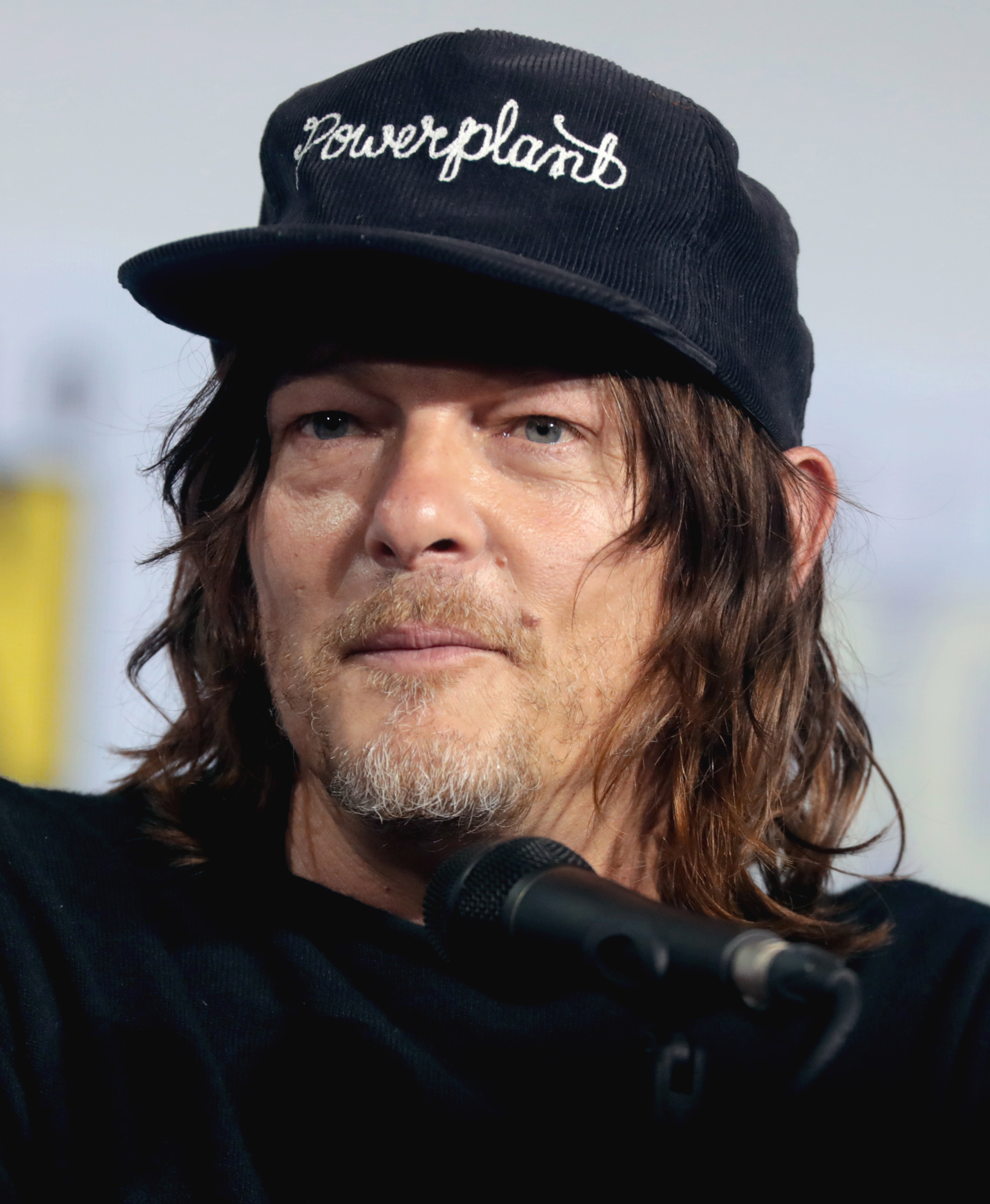
Norman Reedus interpreta Daryl Dixon
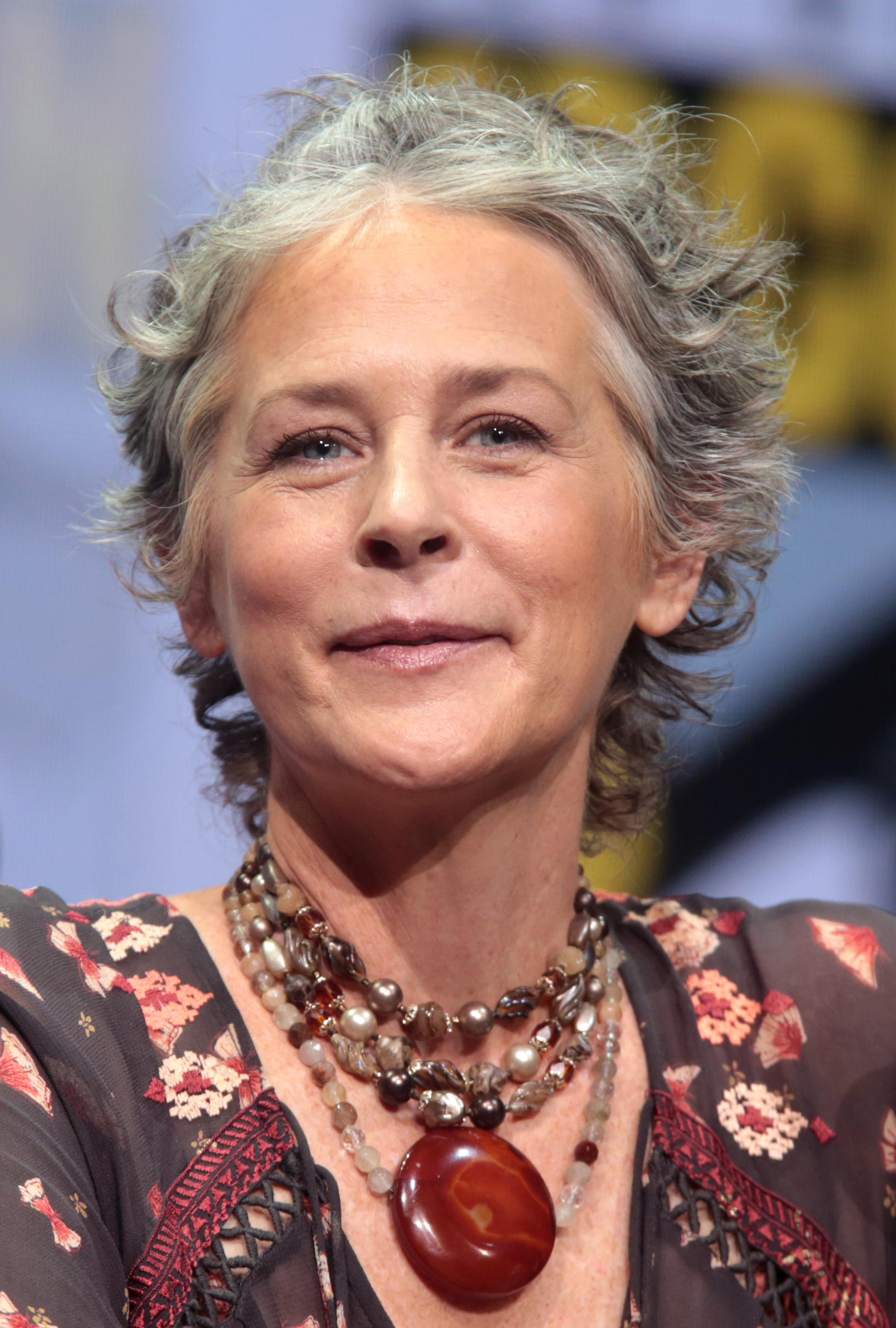
Melissa McBride interpreta Carol Peletier
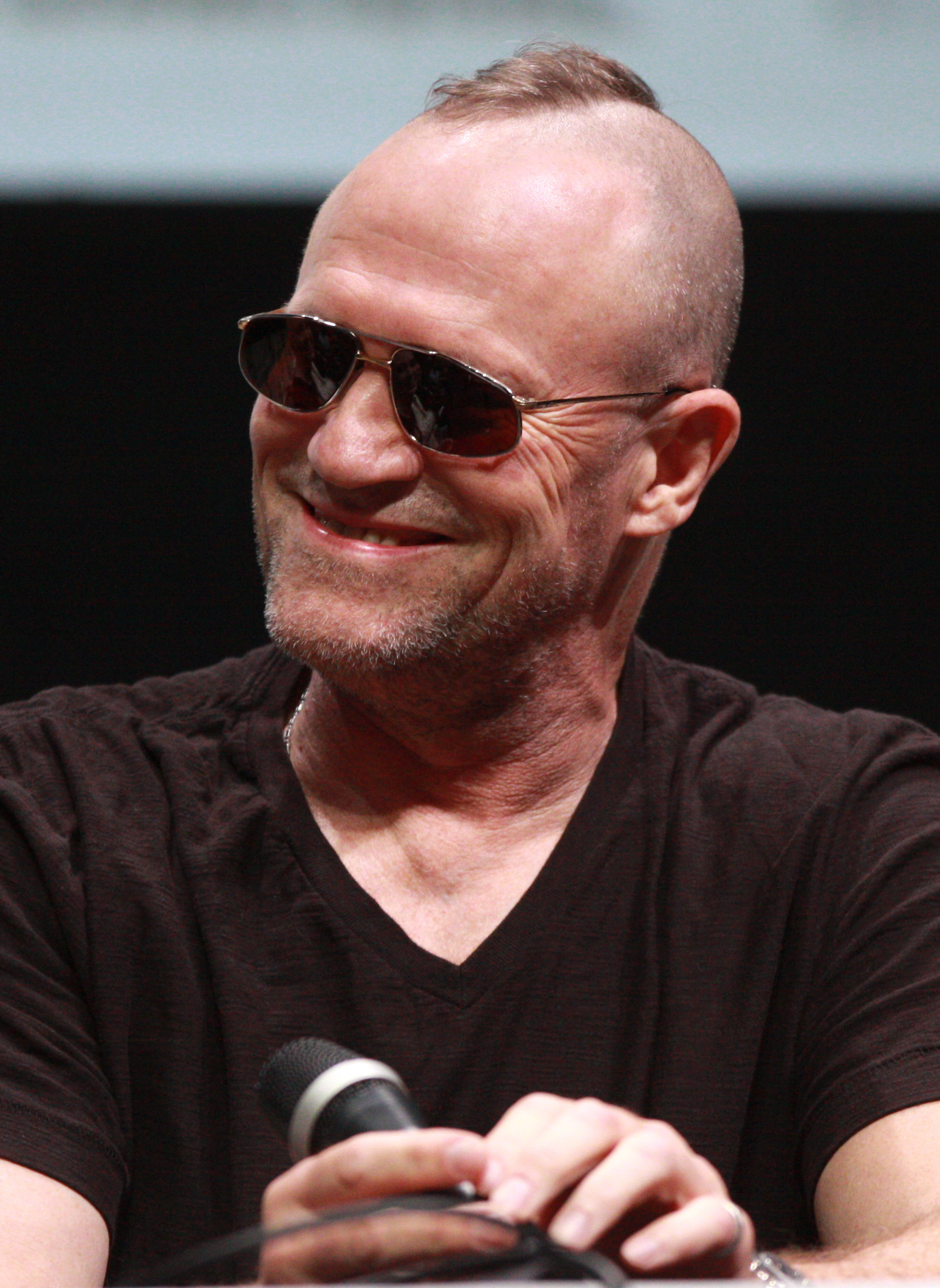
Michael Rooker interpreta Merle Dixon
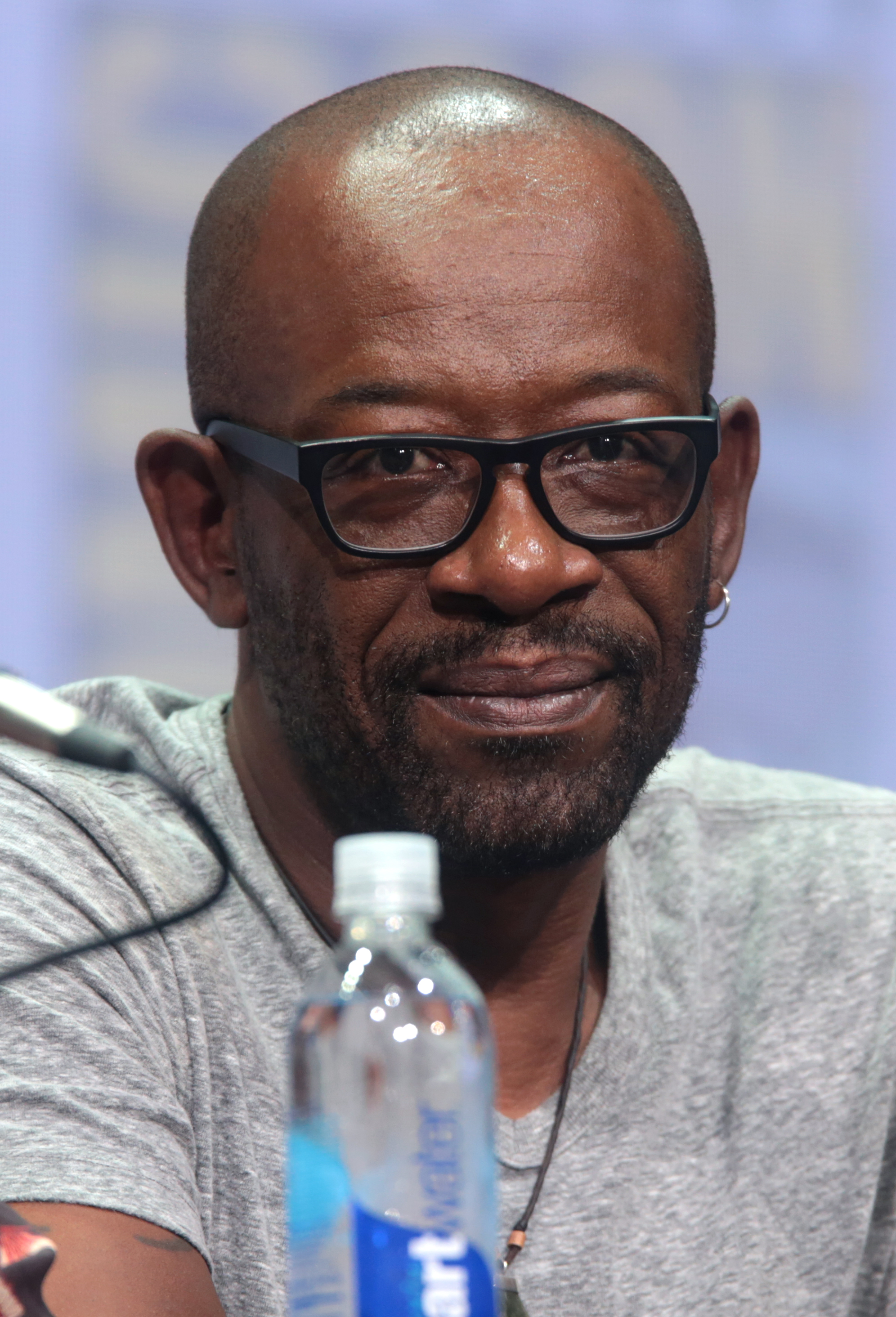
Lennie James interpreta Morgan Jones
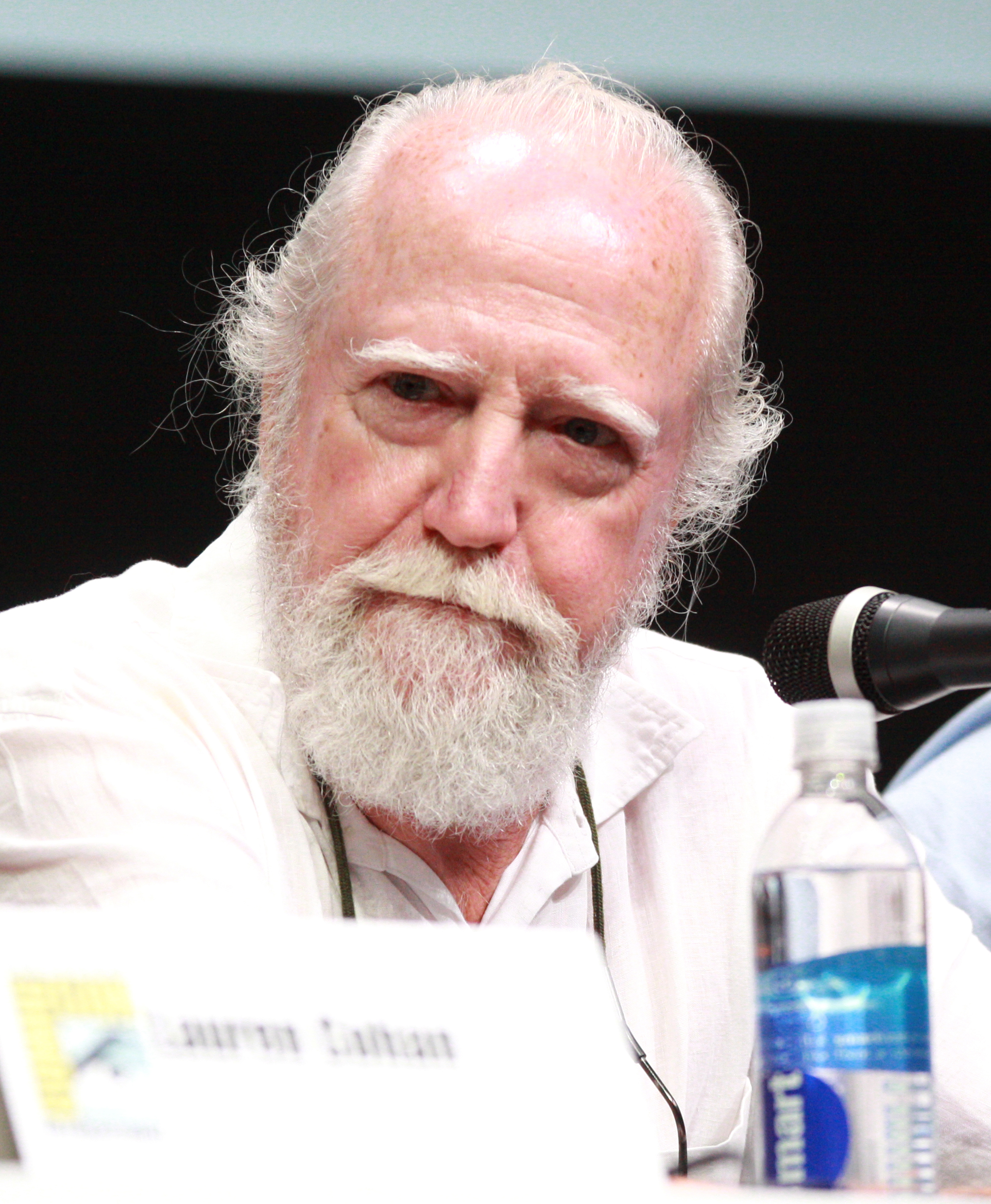
Scott Wilson interpreta Hershel Greene
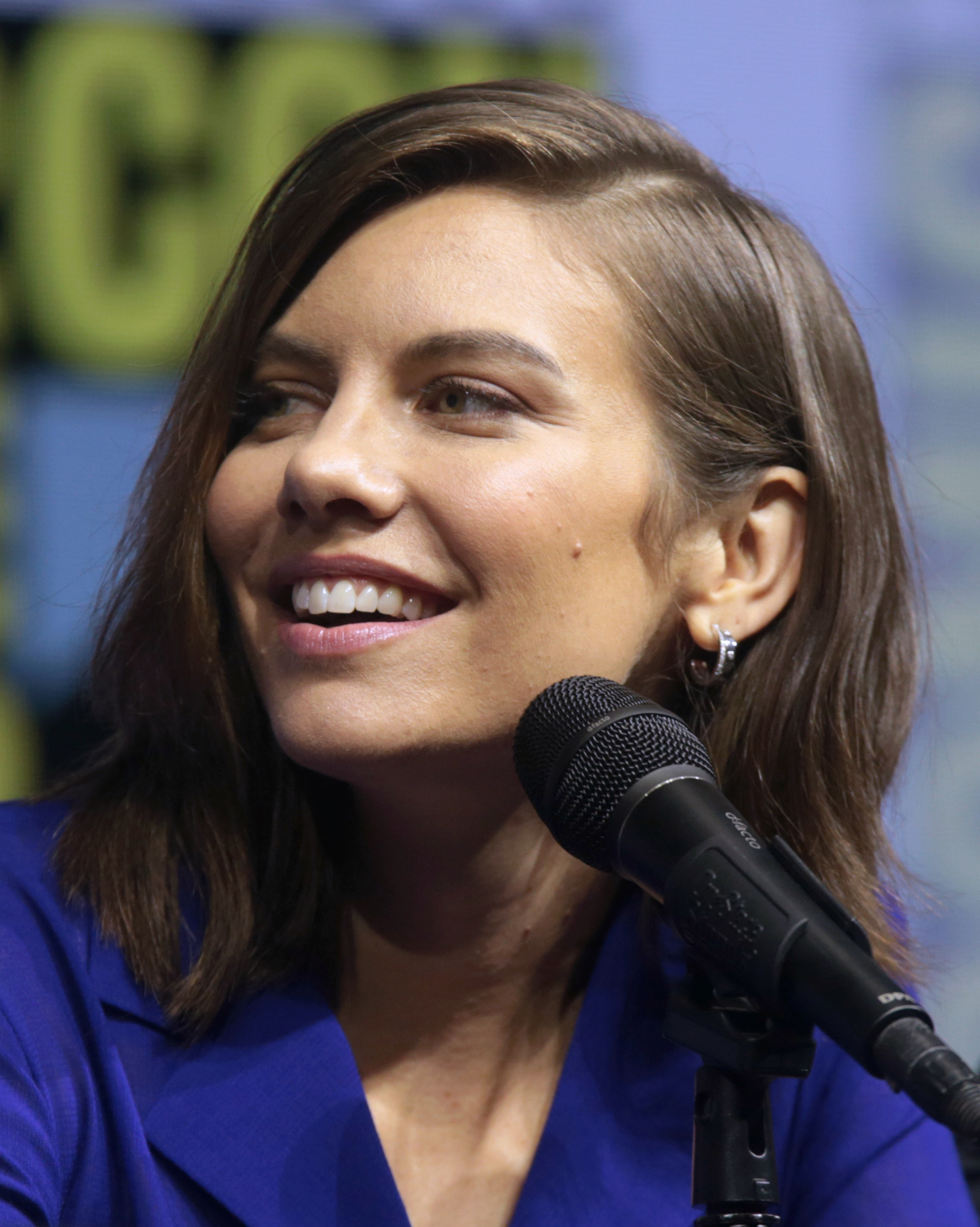
Lauren Cohan interpreta Maggie Greene
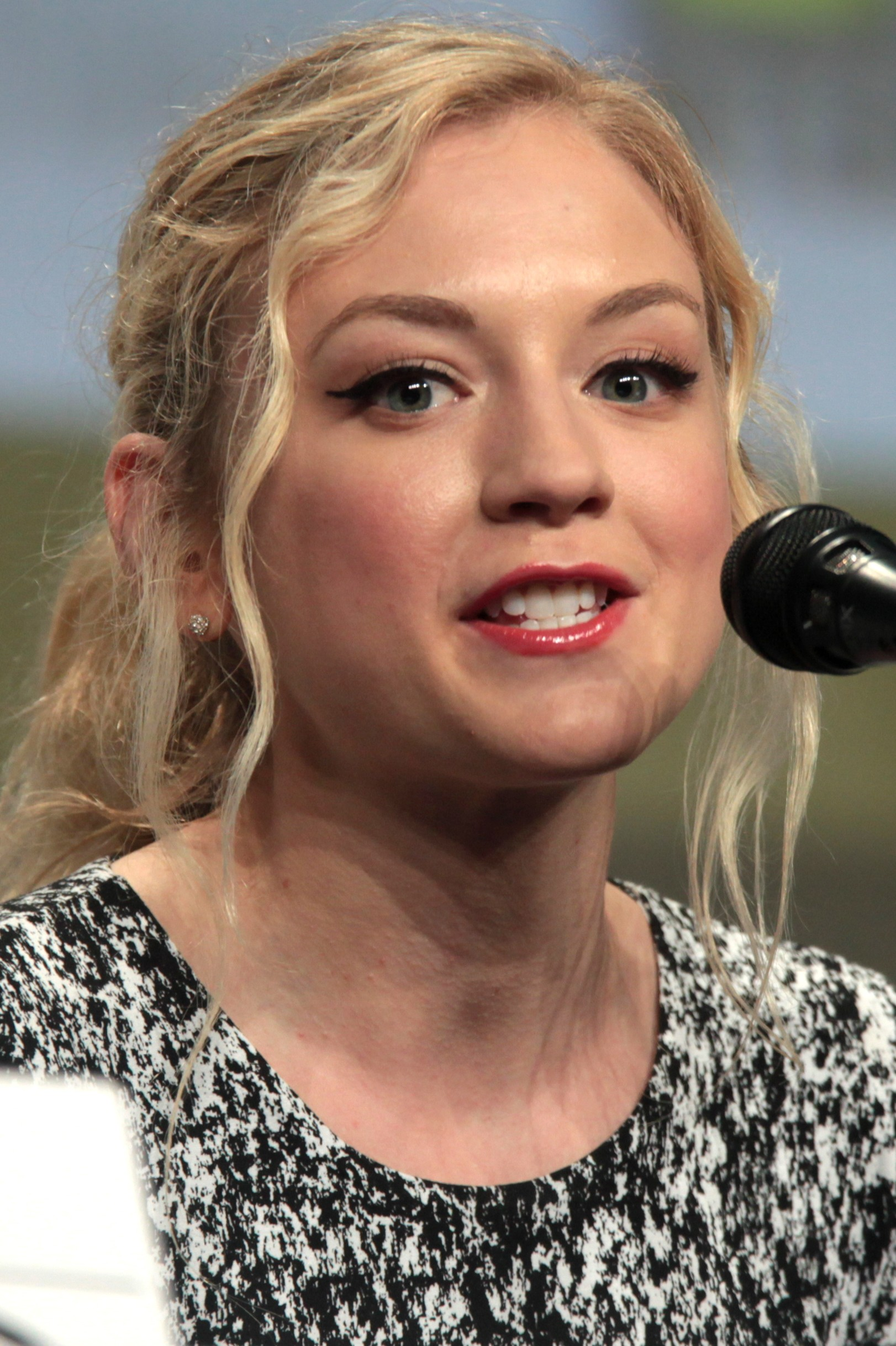
Emily Kinney interpreta Beth Greene
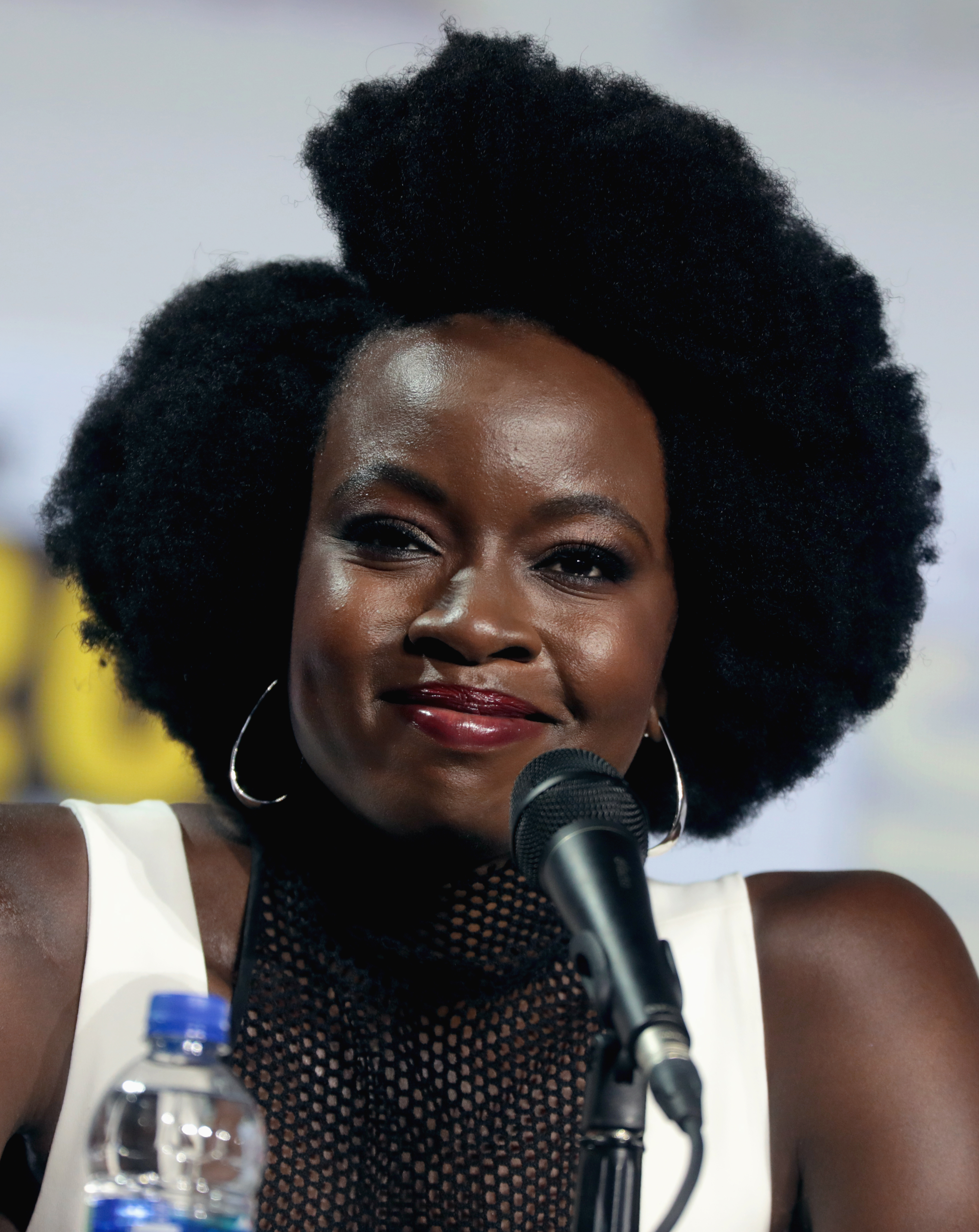
Danai Gurira interpreta Michonne
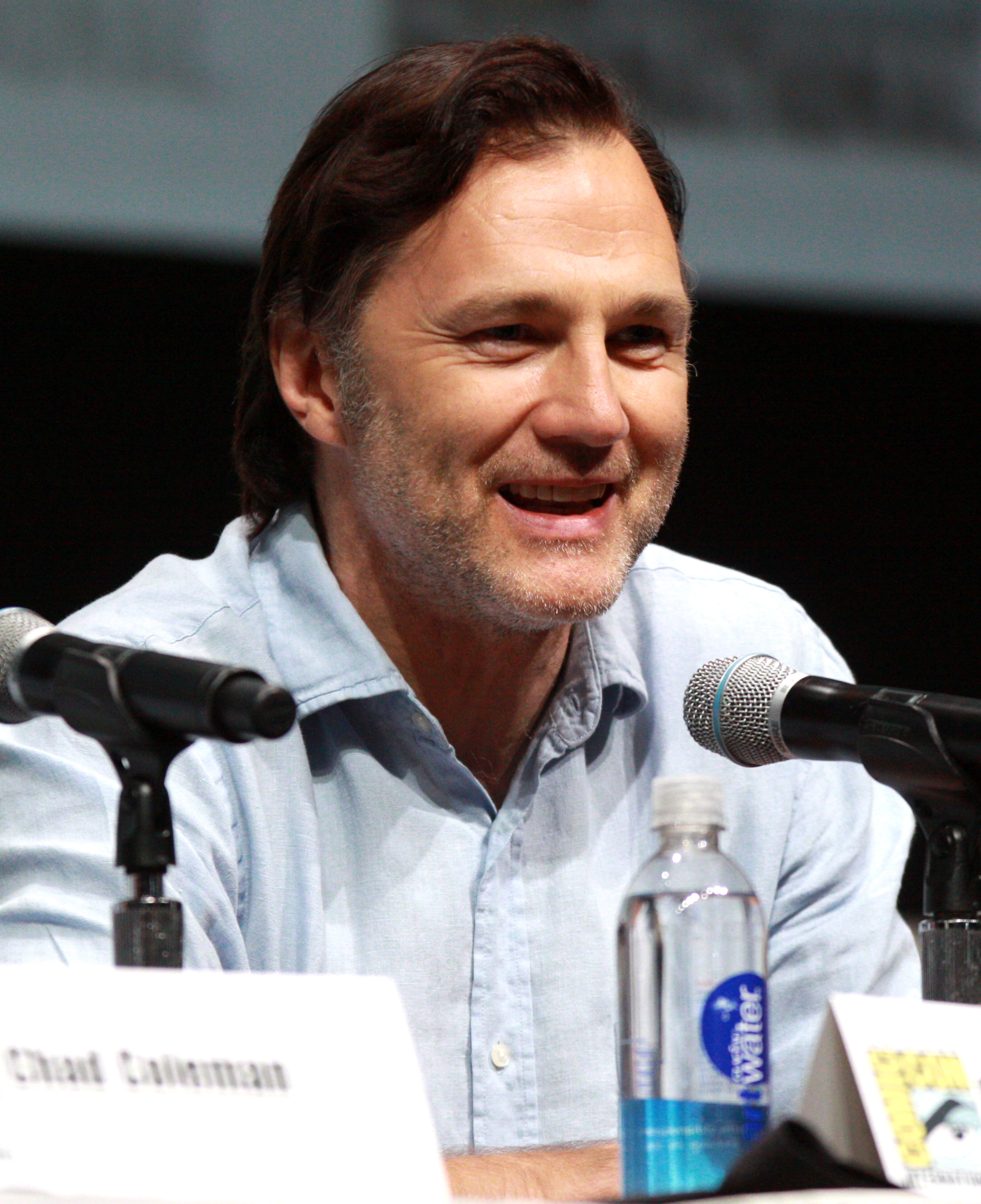
David Morrissey interpreta El Governador
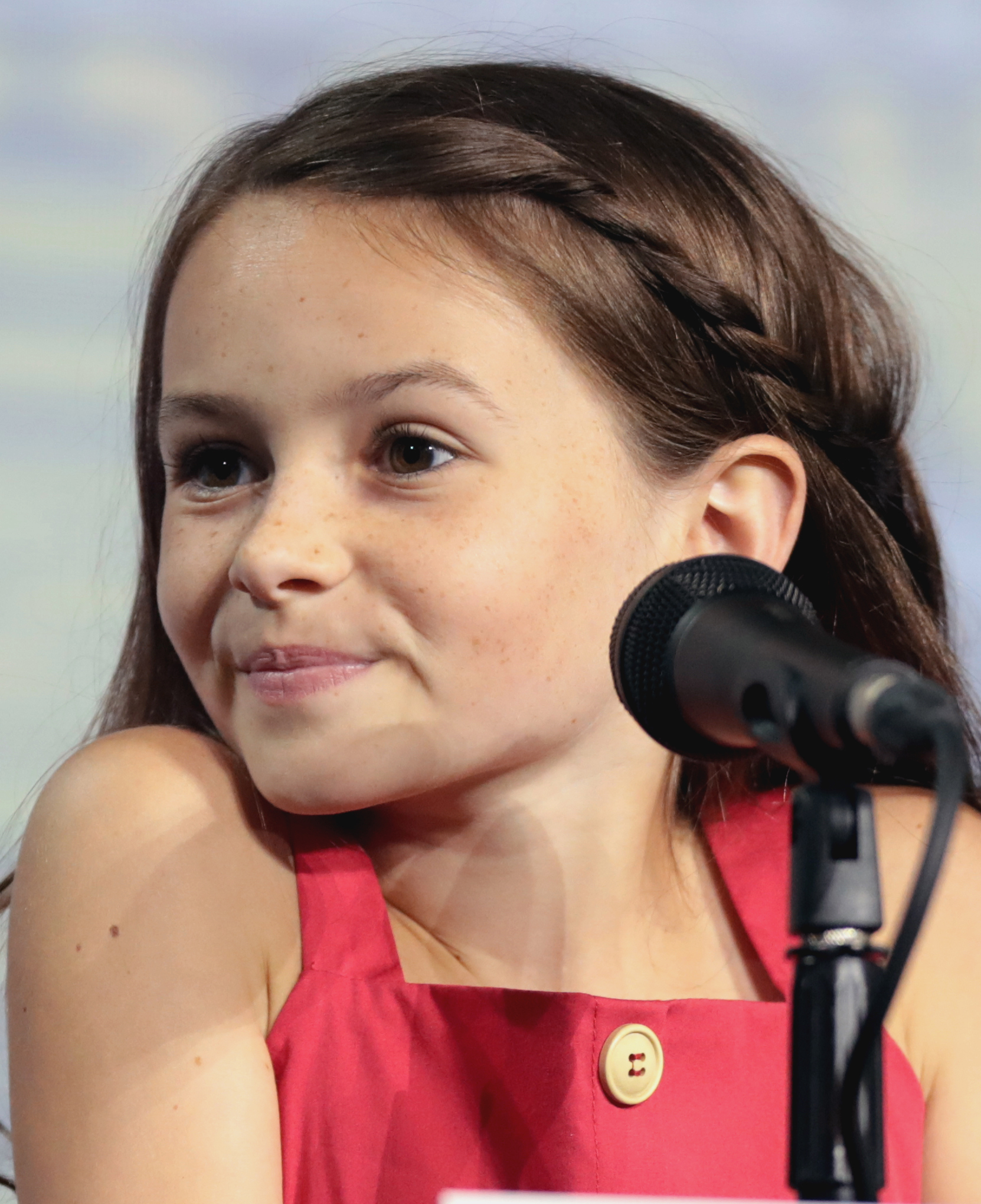
Cailey Fleming interpreta Judith Grimes
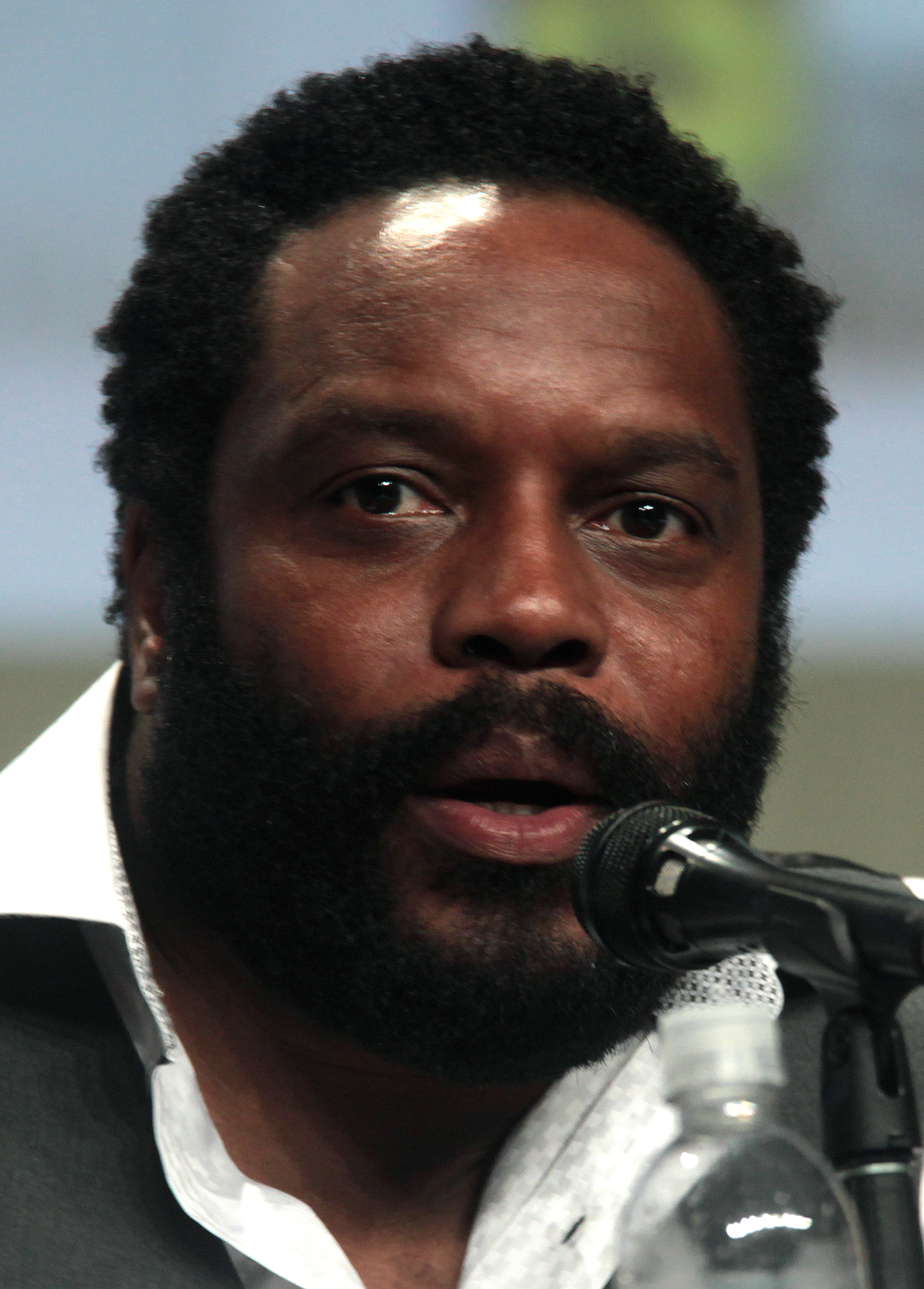
Chad Coleman interpreta Tyreese
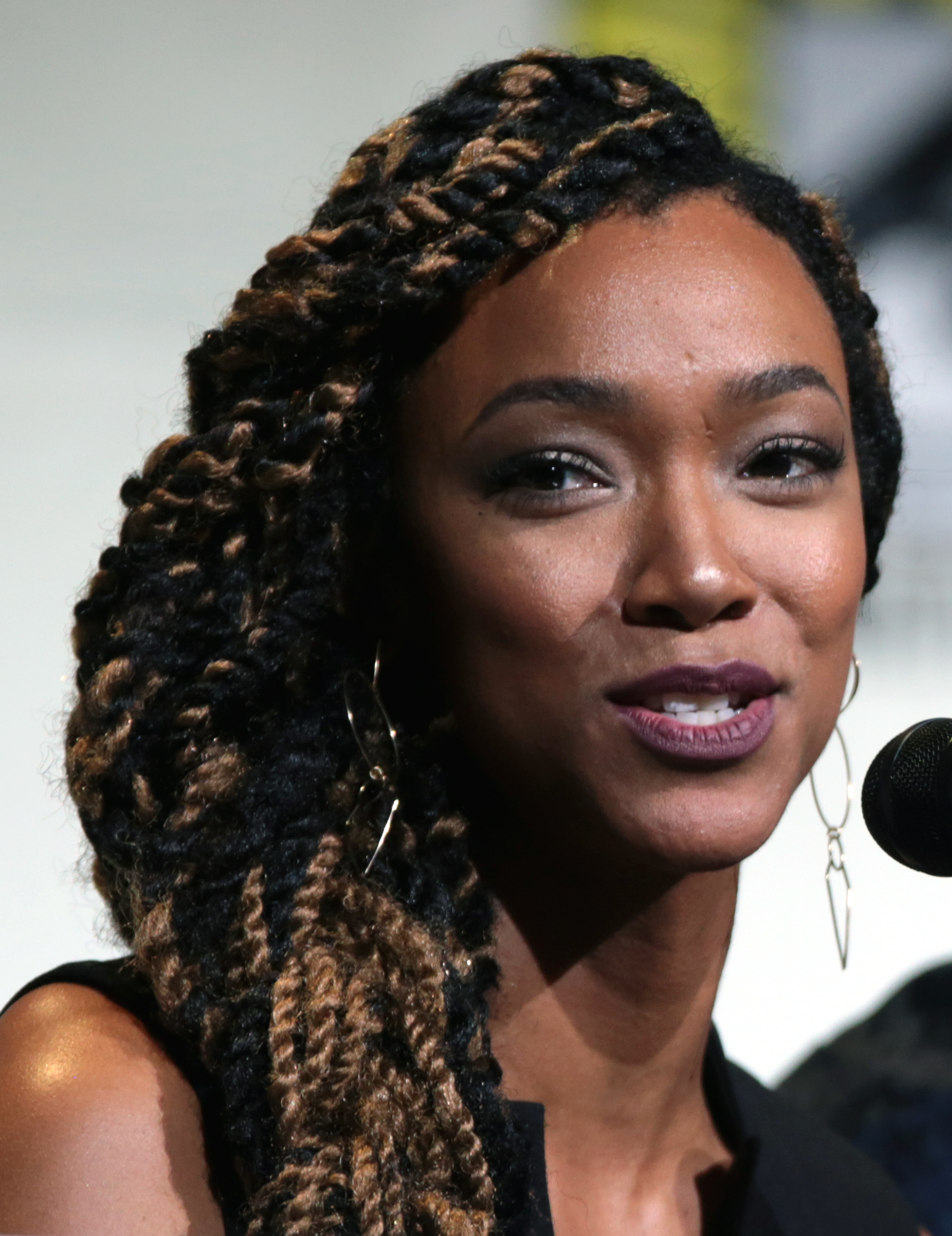
Sonequa Martin-Green interpreta Sasha
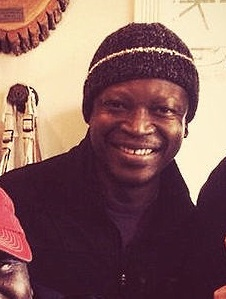
Lawrence Gilliard Jr interpreta Bob Stookey
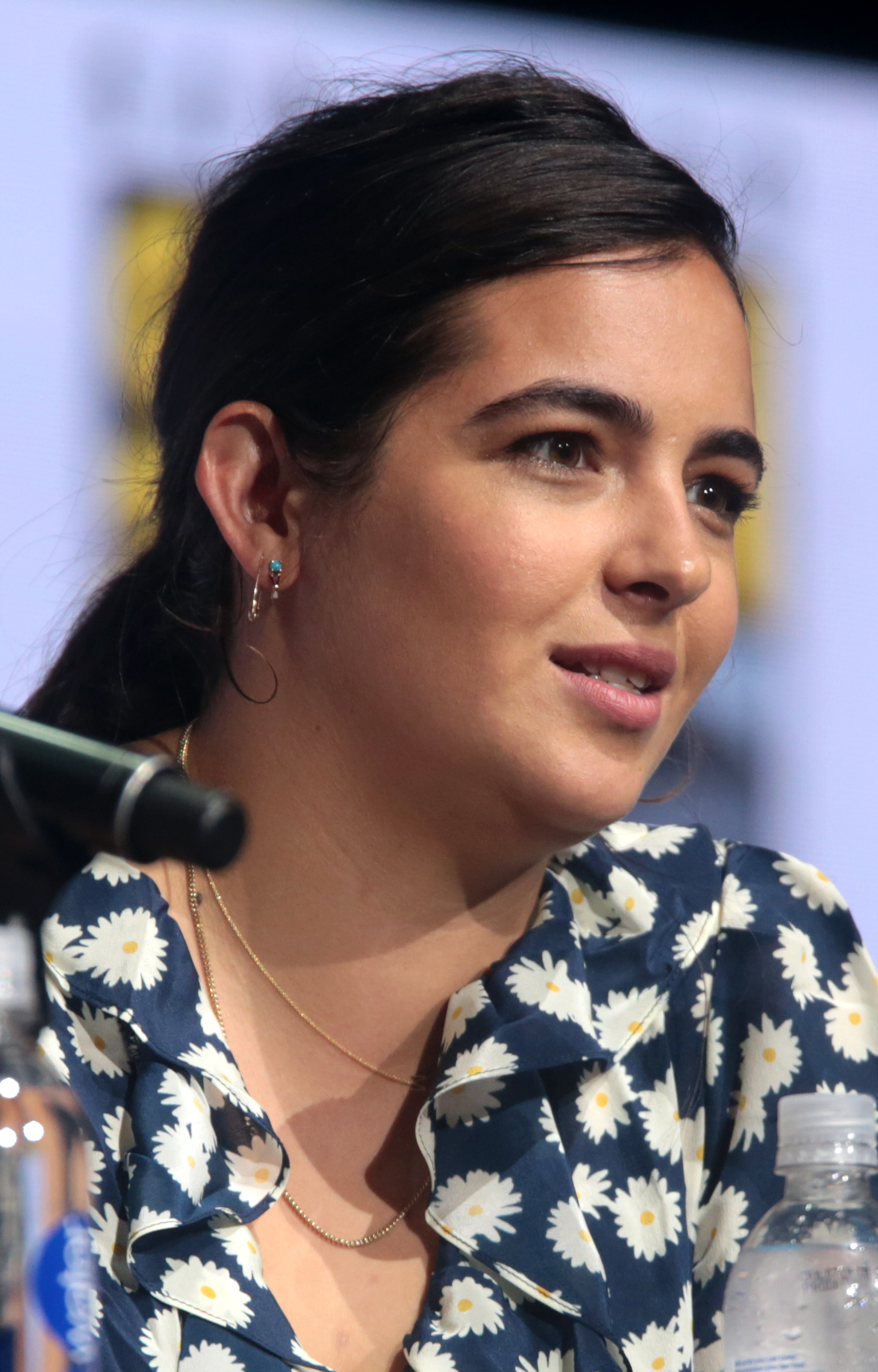
Alanna Masterson interpreta Tara Chambler
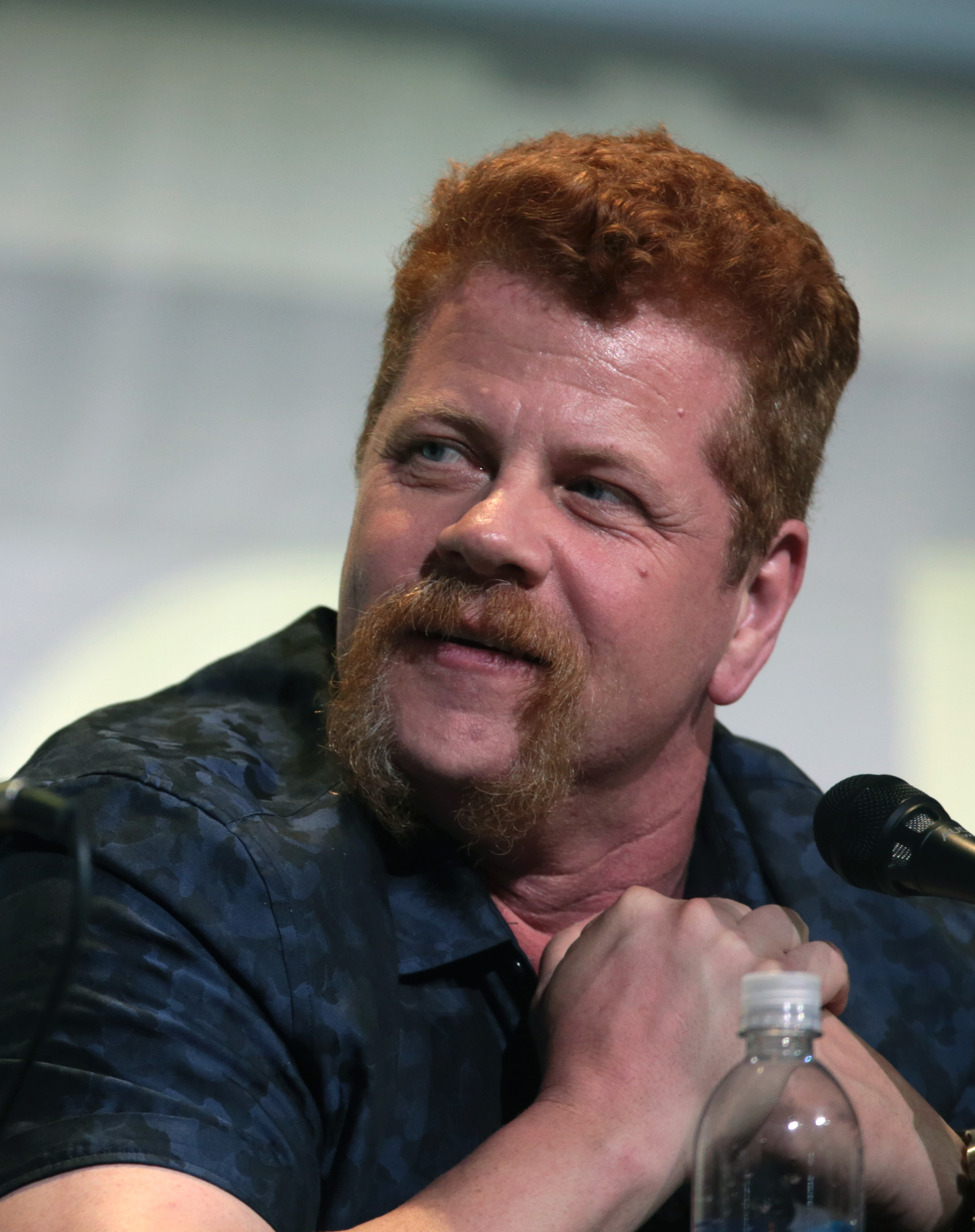
Michael Cudlitz interpreta Abraham Ford
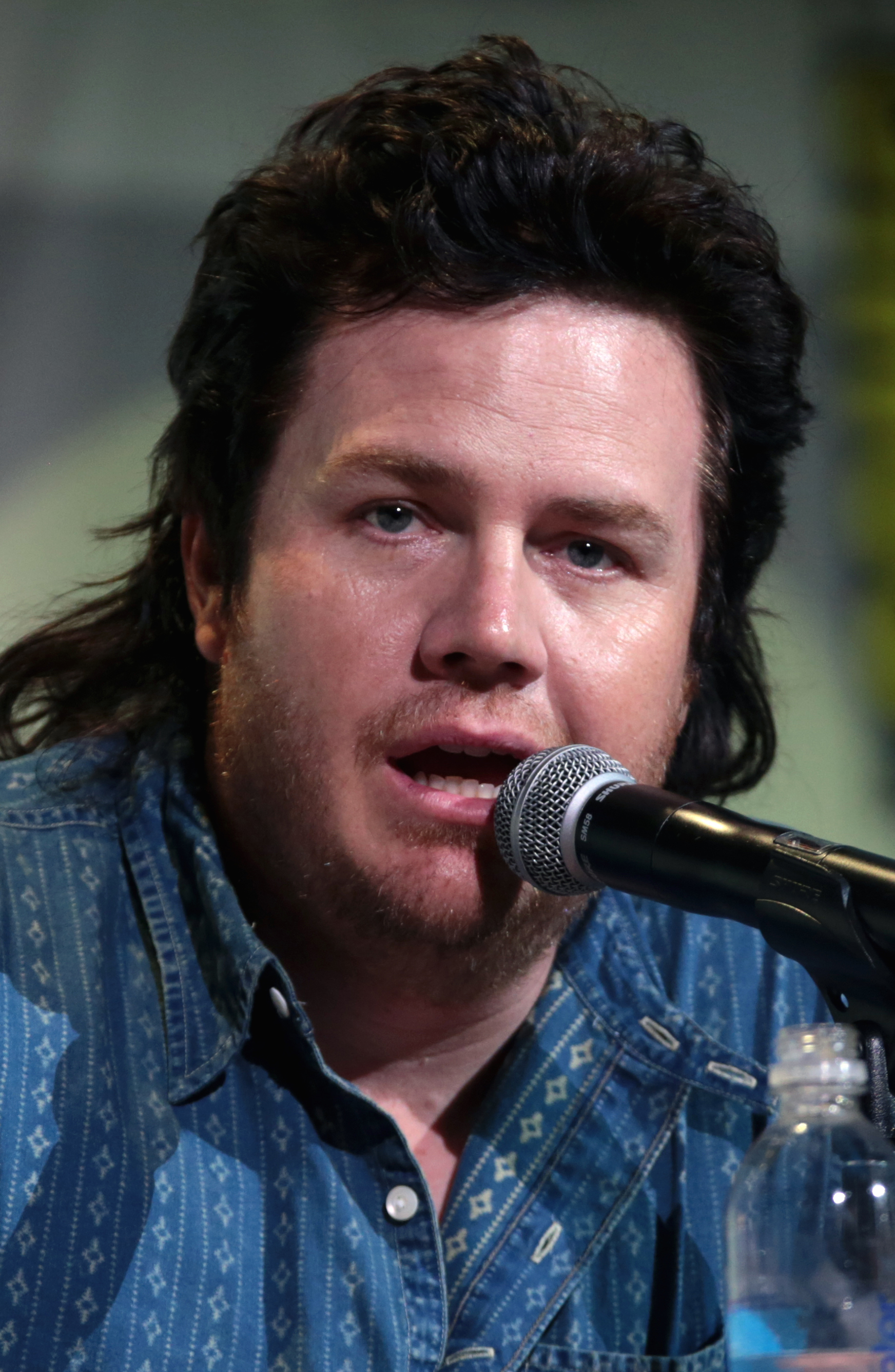
Josh McDermitt interpreta Eugene Porter
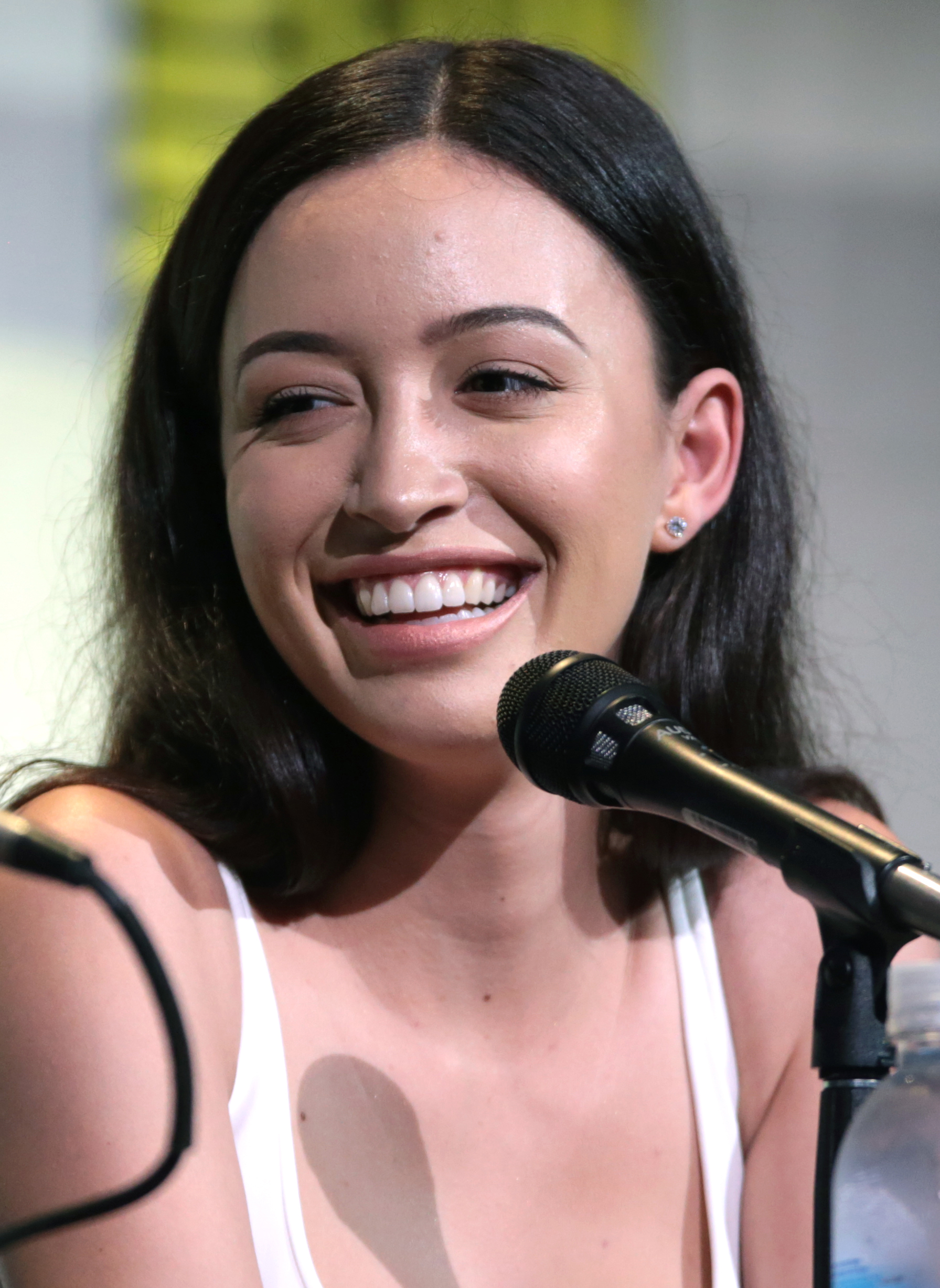
Christian Serratos interpreta Rosita Espinosa
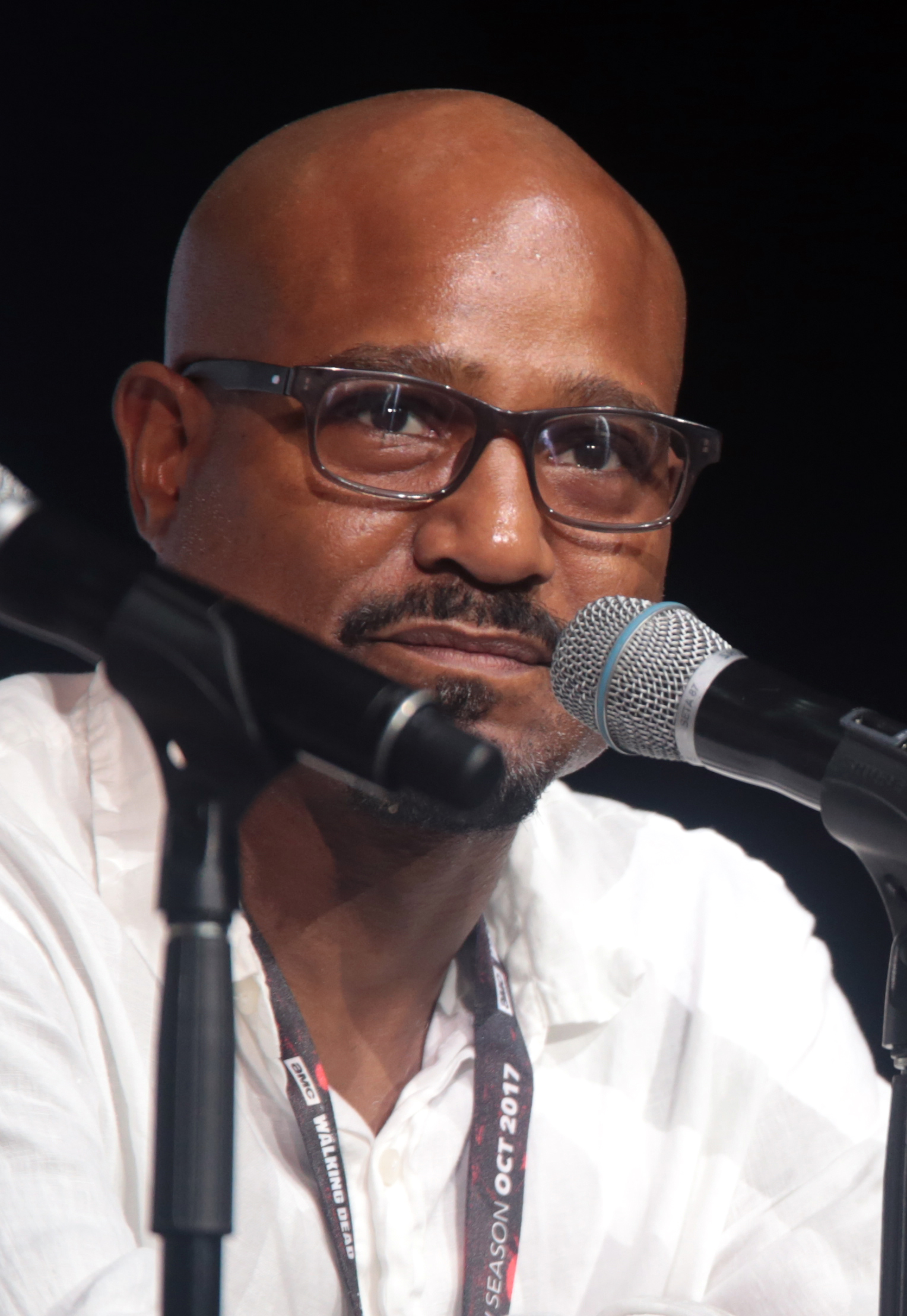
Seth Gilliam interpreta Gabriel Stokes
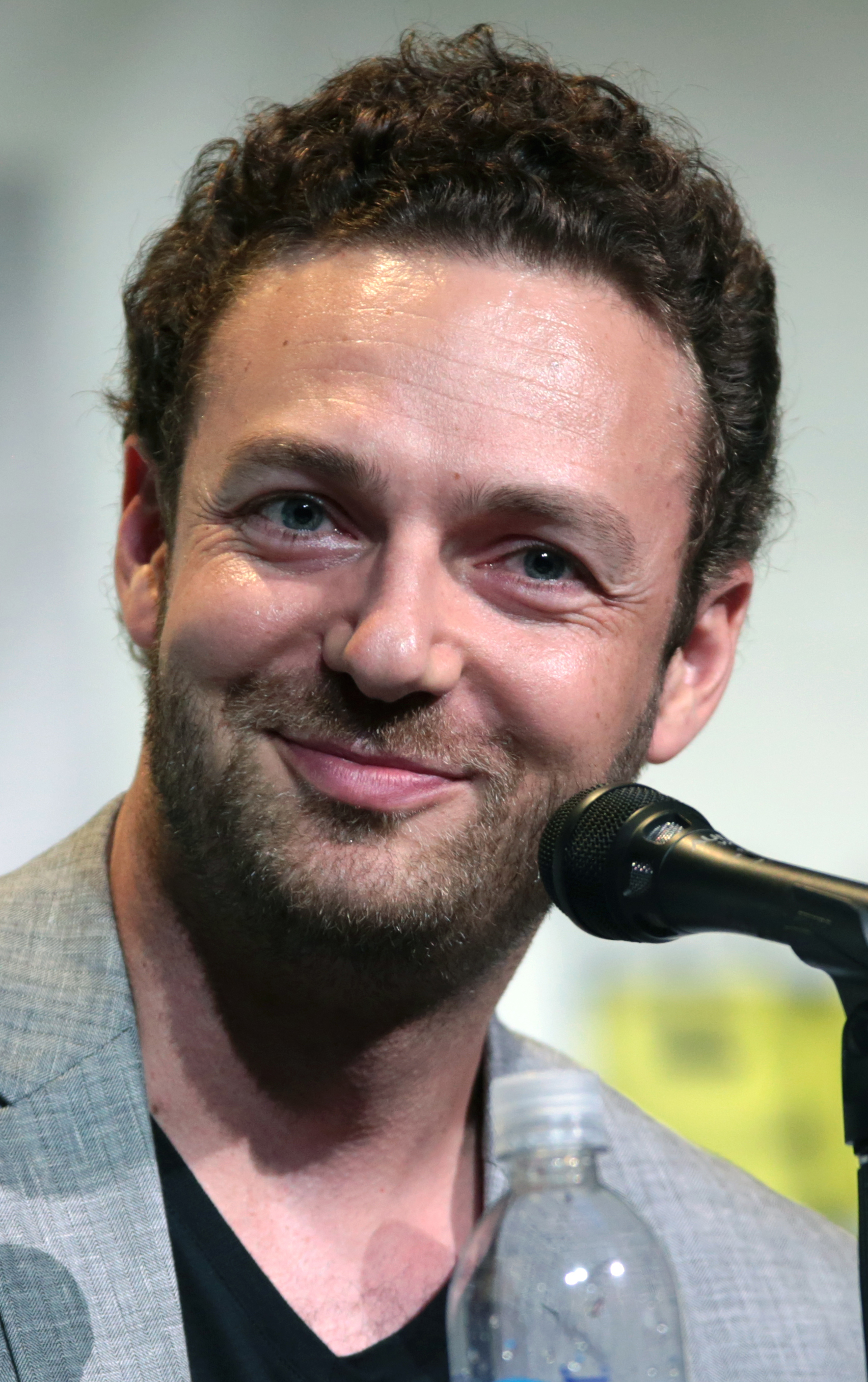
Ross Marquand interpreta Aaron
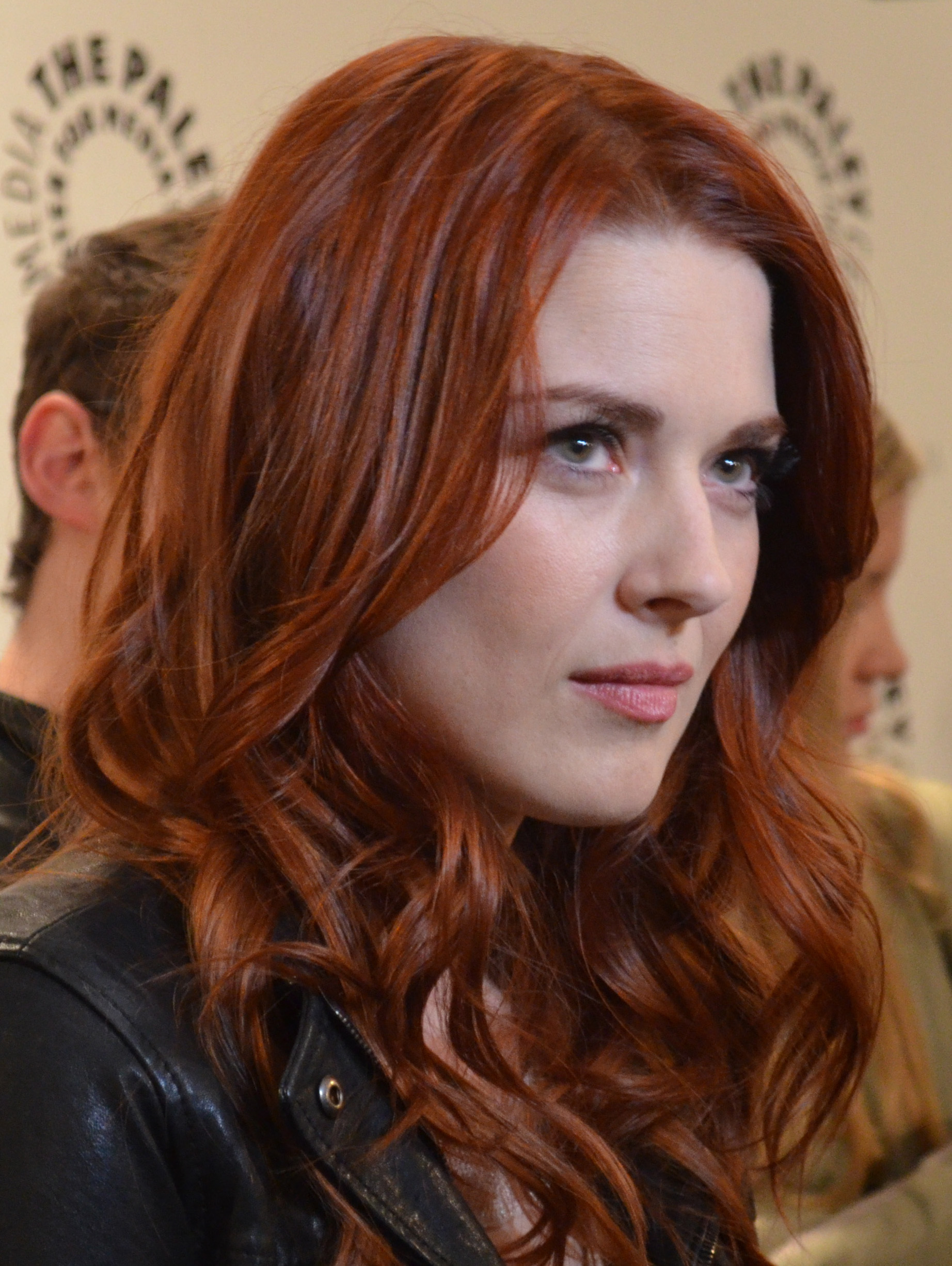
Alexandra Breckenridge interpreta Jessie Anderson
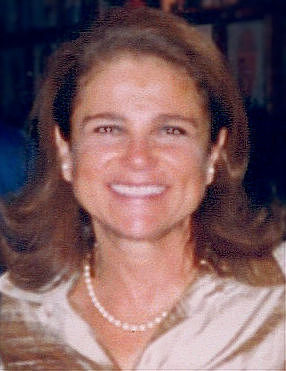
Tovah Feldshuh interpreta Deanna Monroe
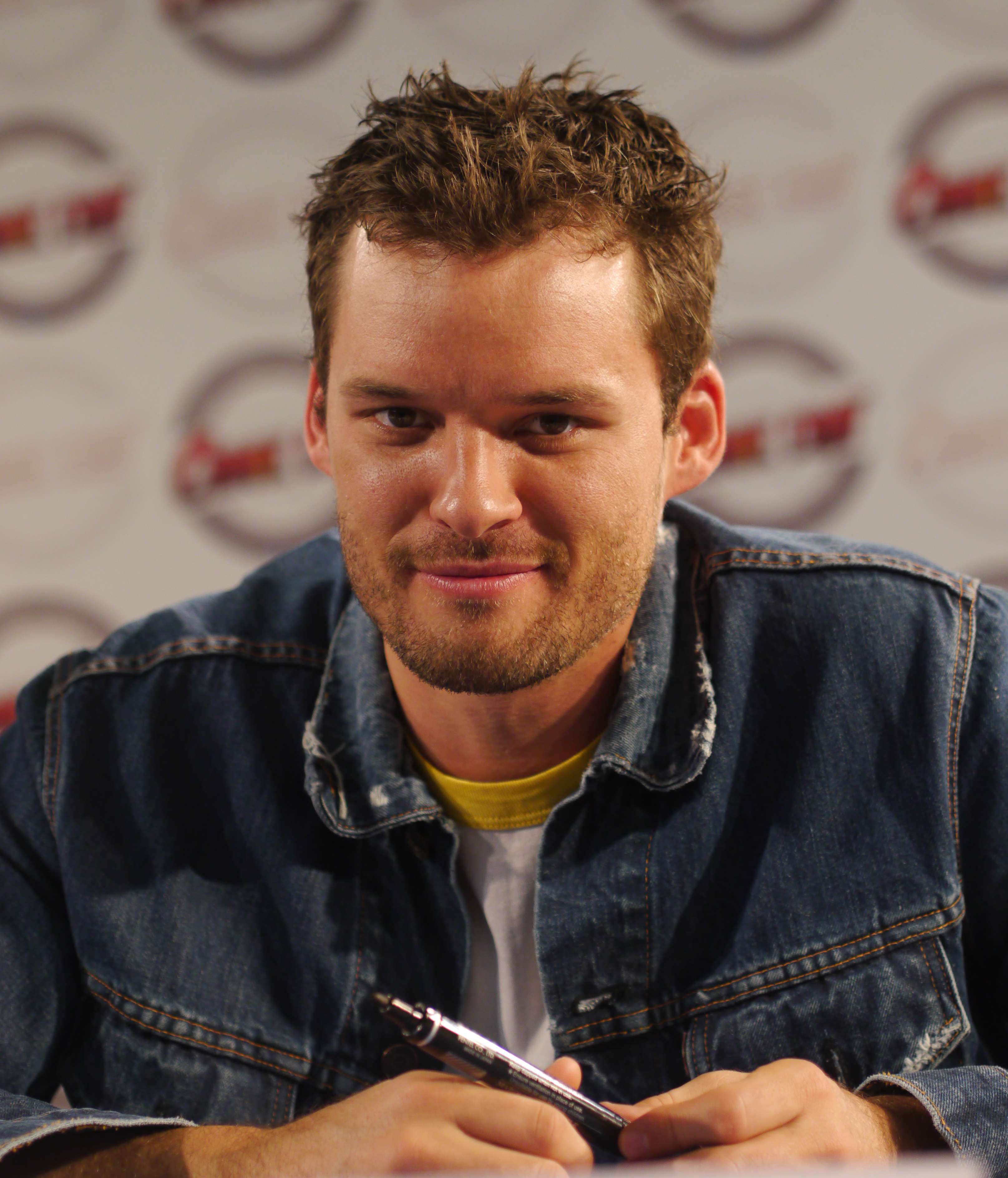
Austin Nichols interpreta Spencer Monroe
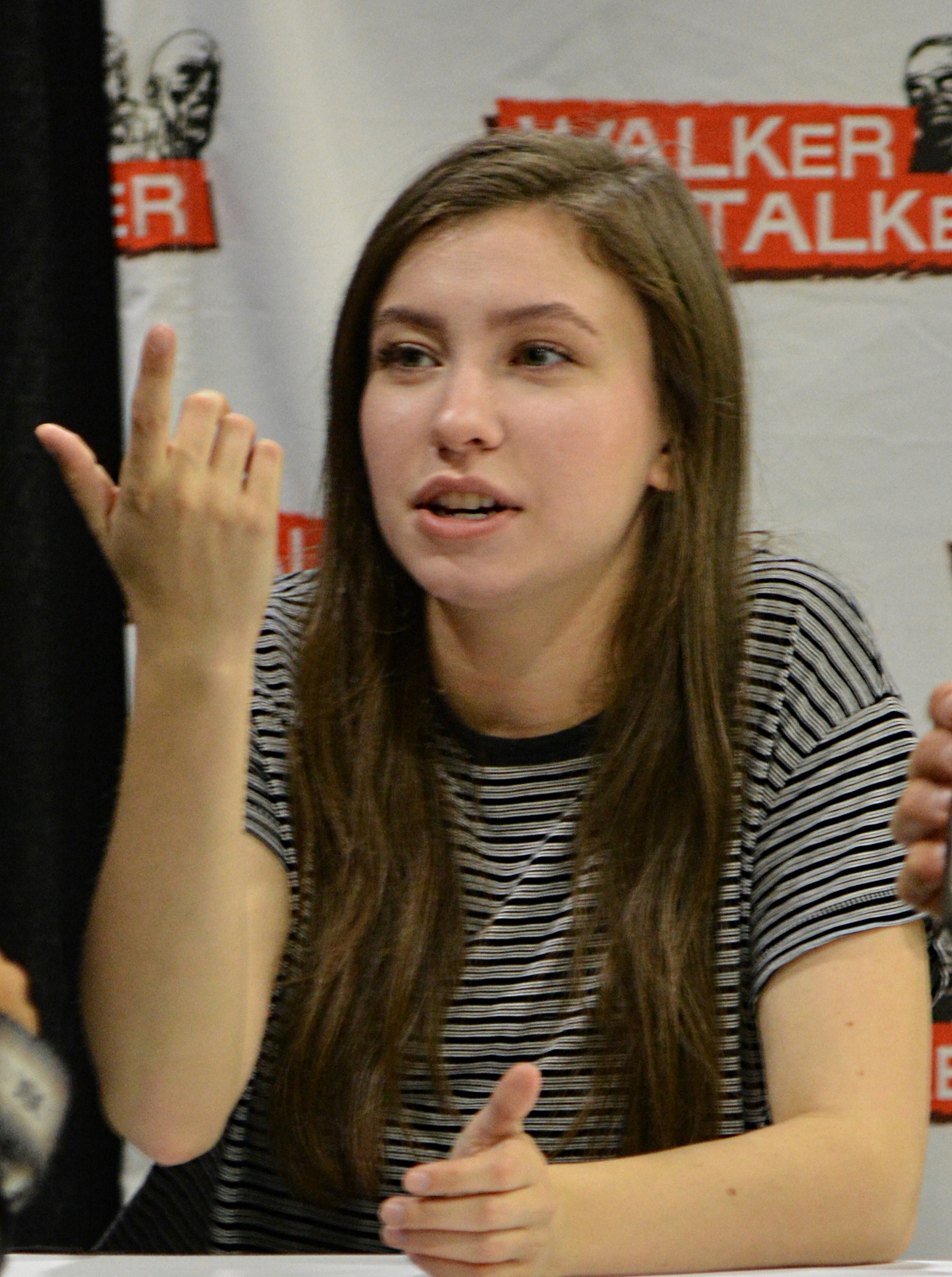
Katelyn Nacon interpreta Enid
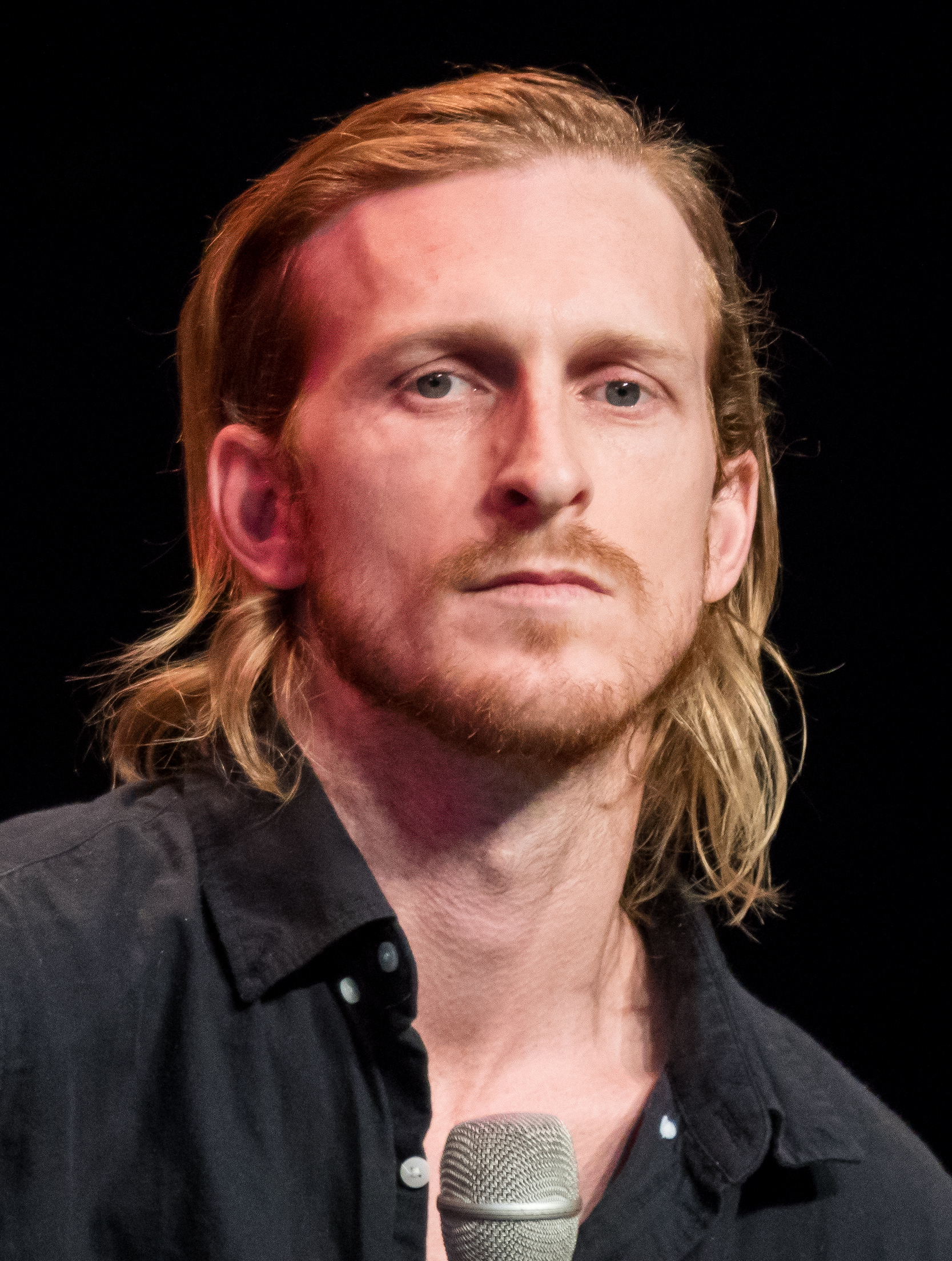
Austin Amelio interpreta Dwight
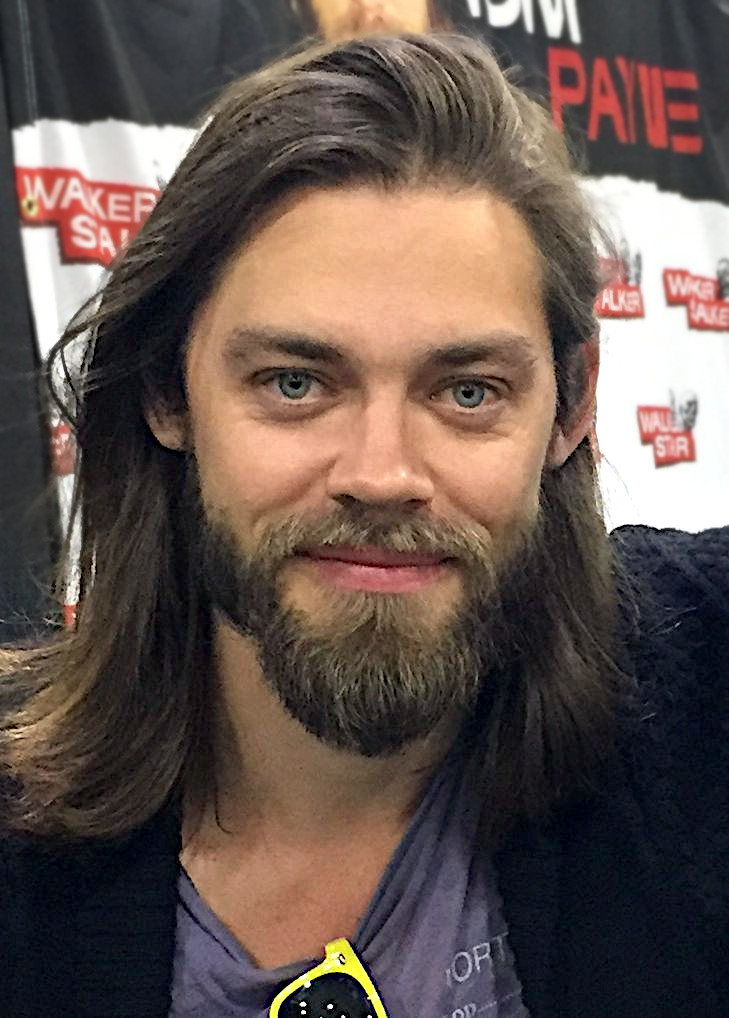
Tom Payne interpreta Jesus
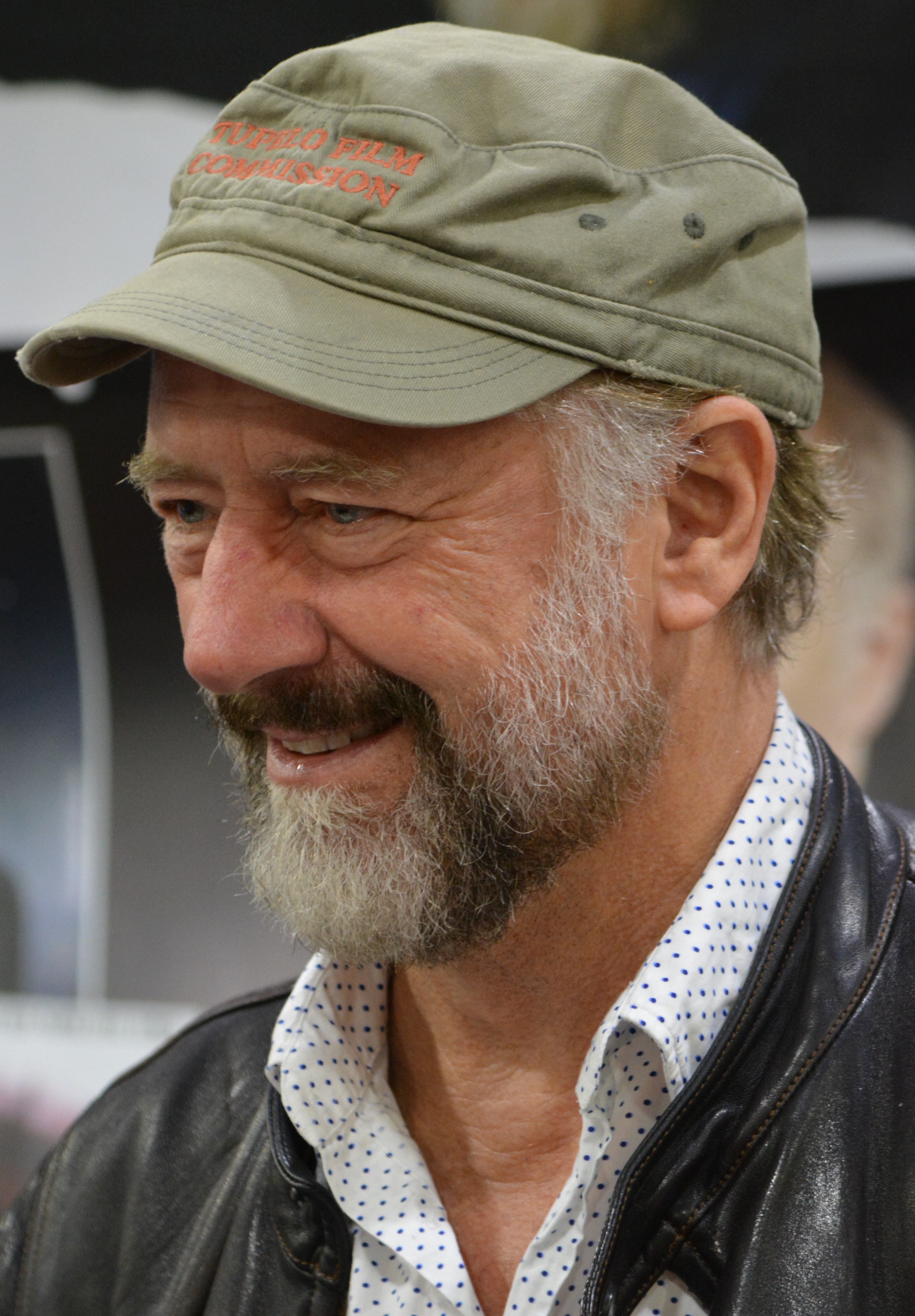
Xander Berkeley interpreta Gregory
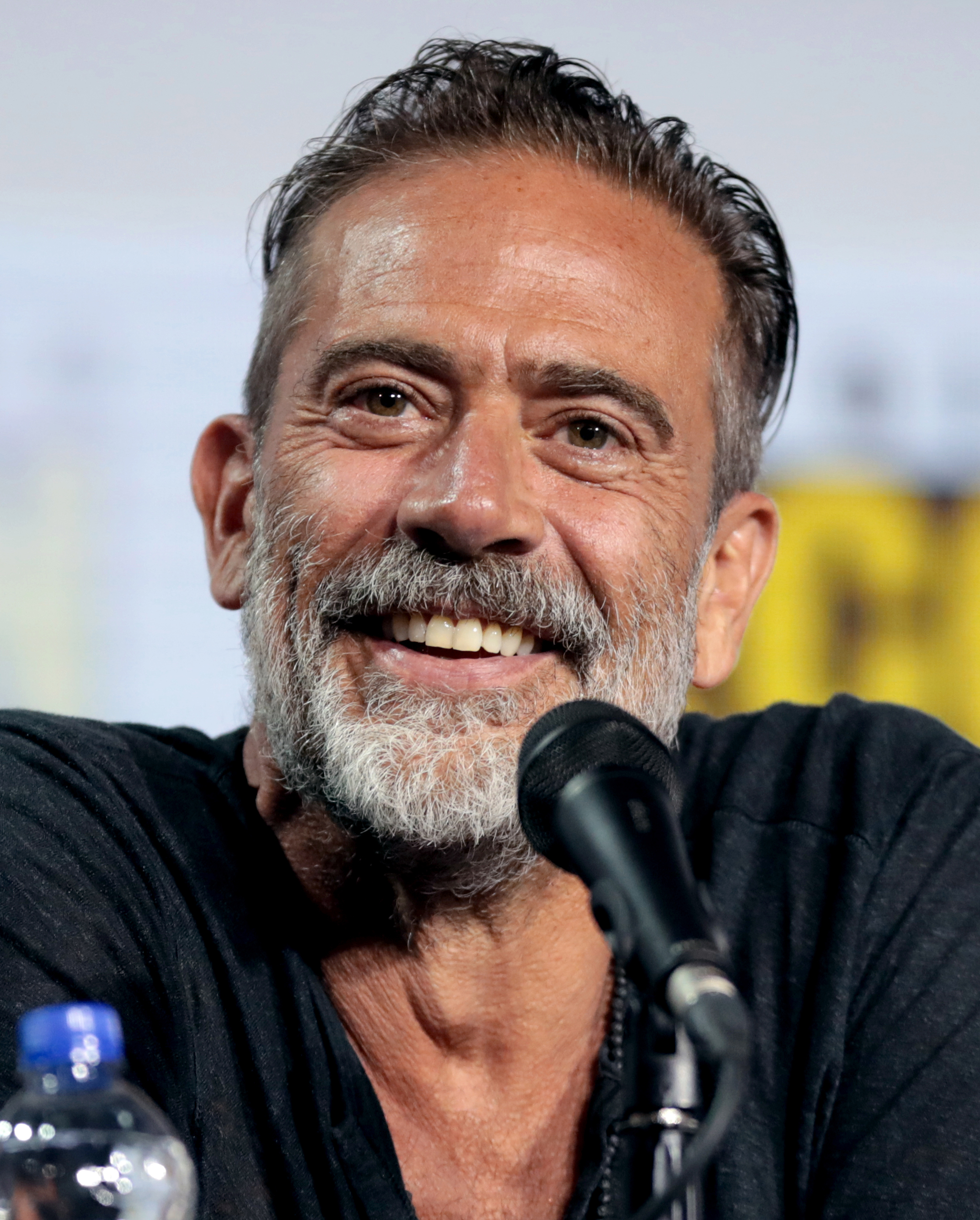
Jeffrey Dean Morgan interpreta Negan
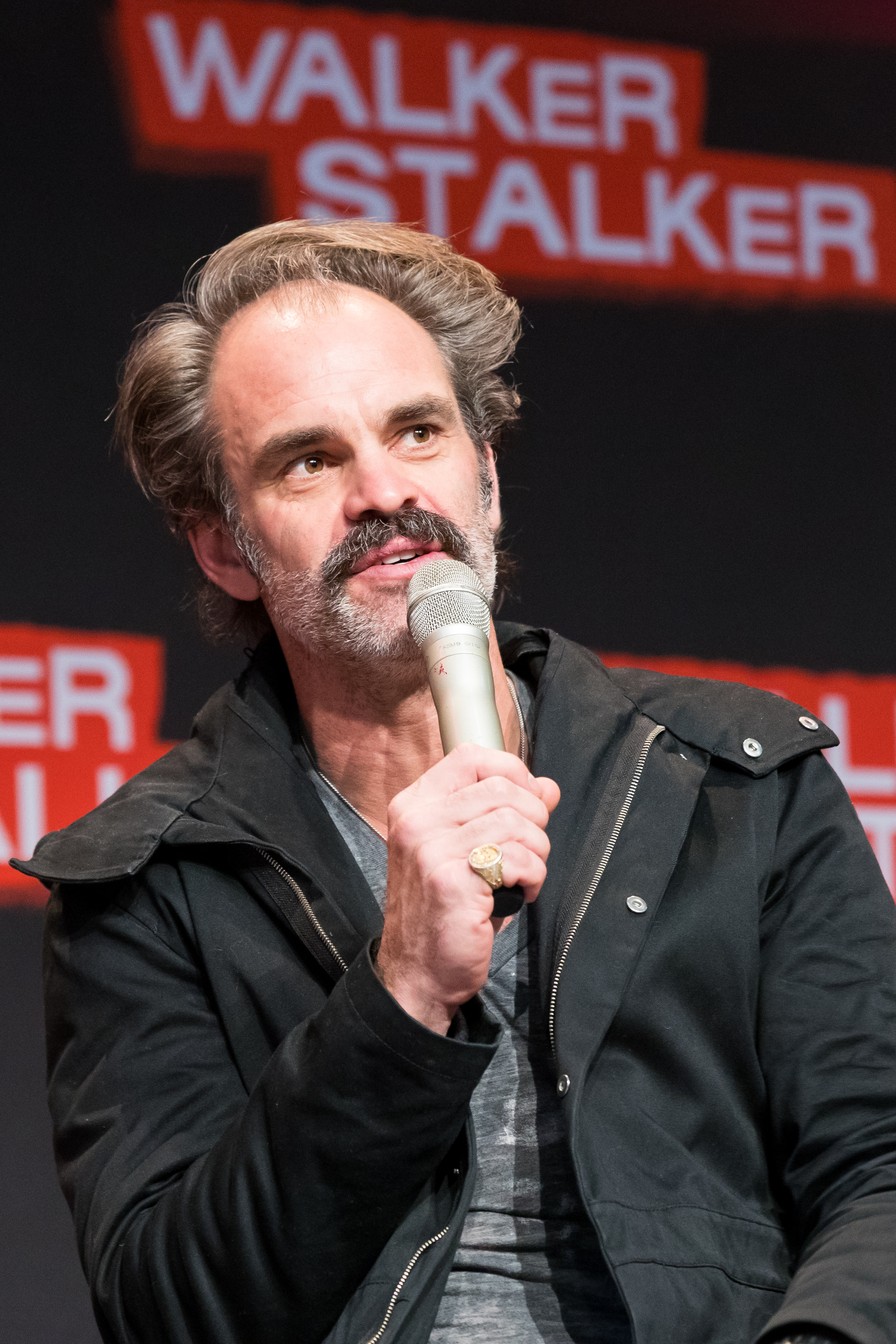
Steven Ogg interpreta Simon
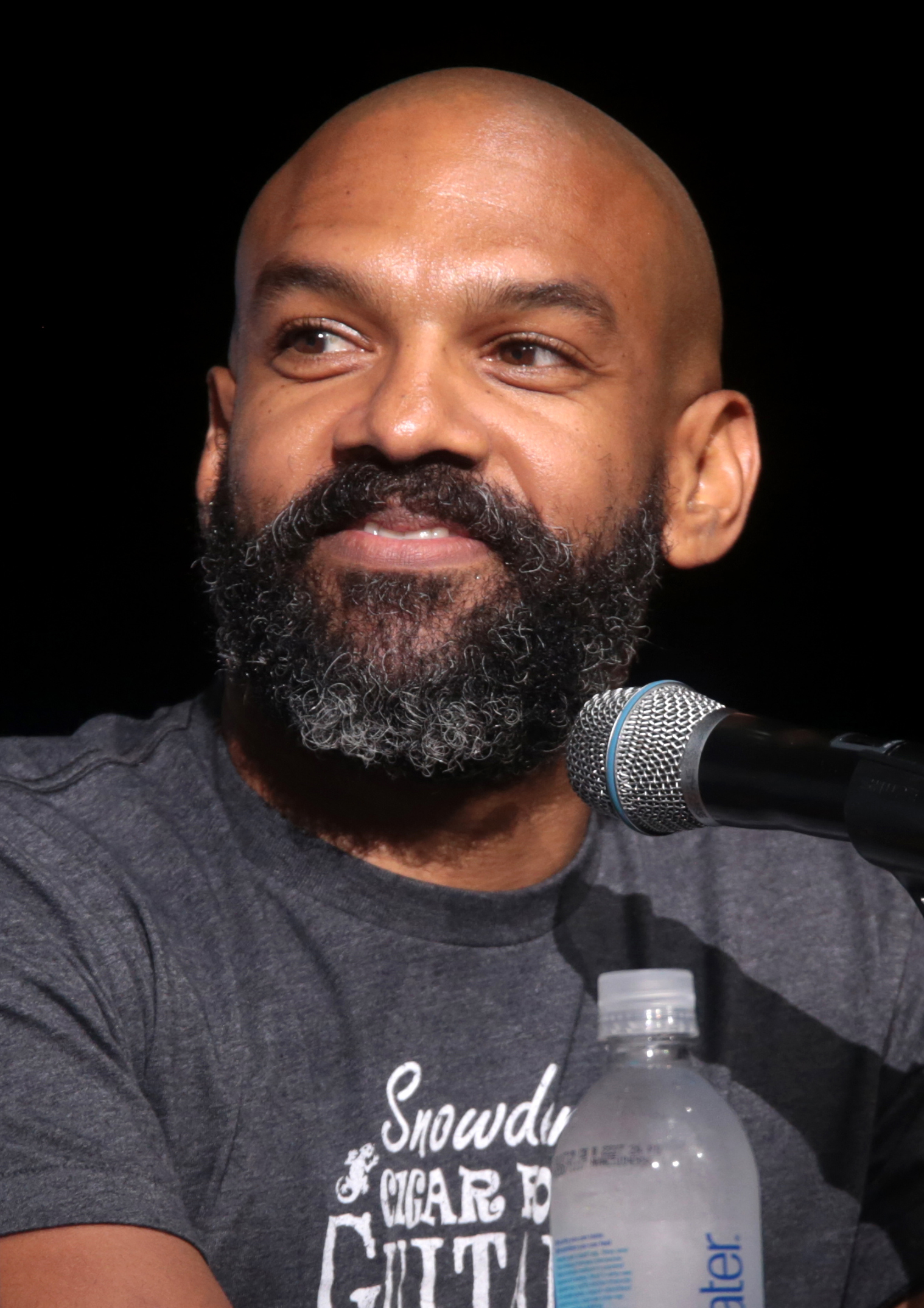
Khary Payton interpreta Ezekiel
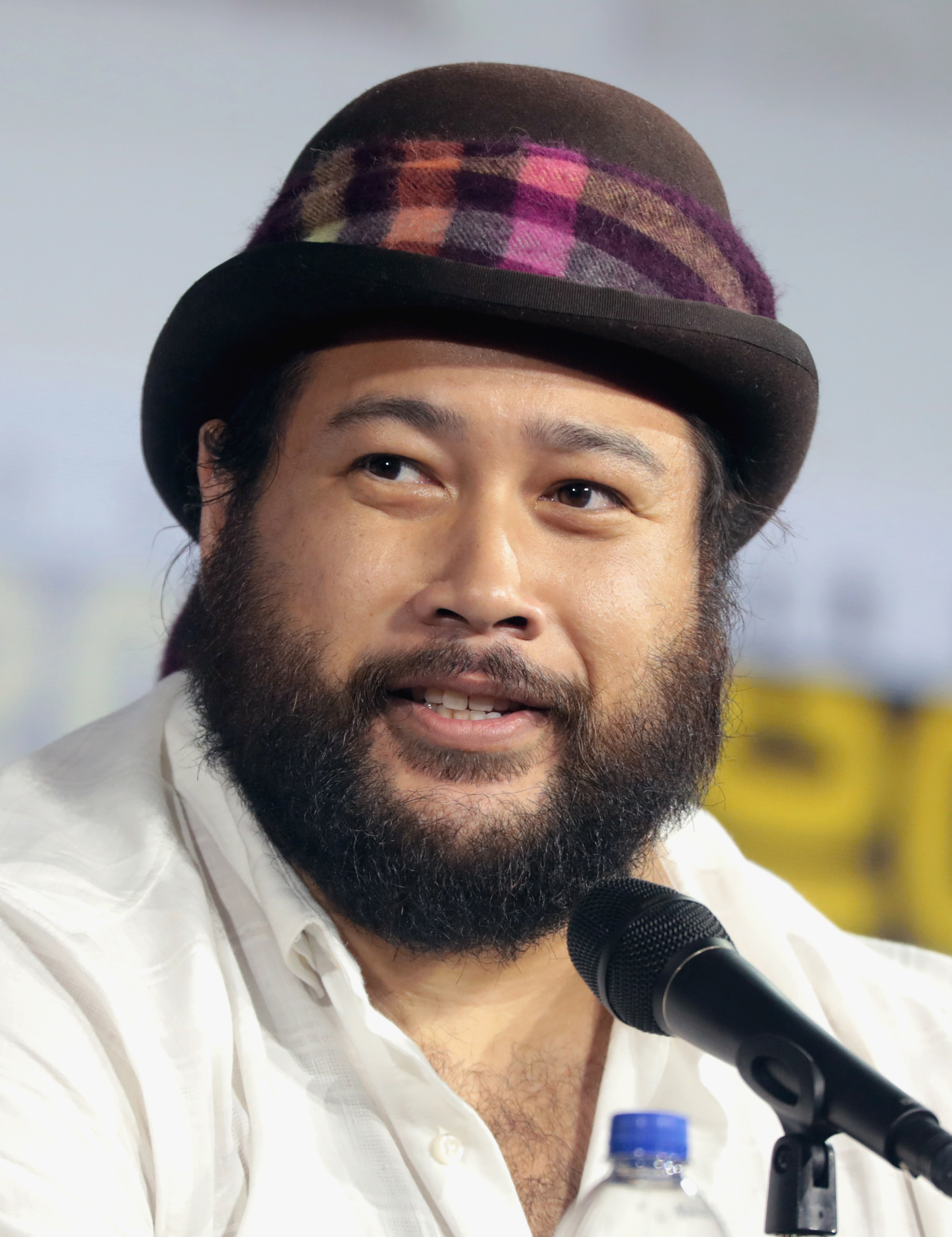
Cooper Andrews interpreta Jerry
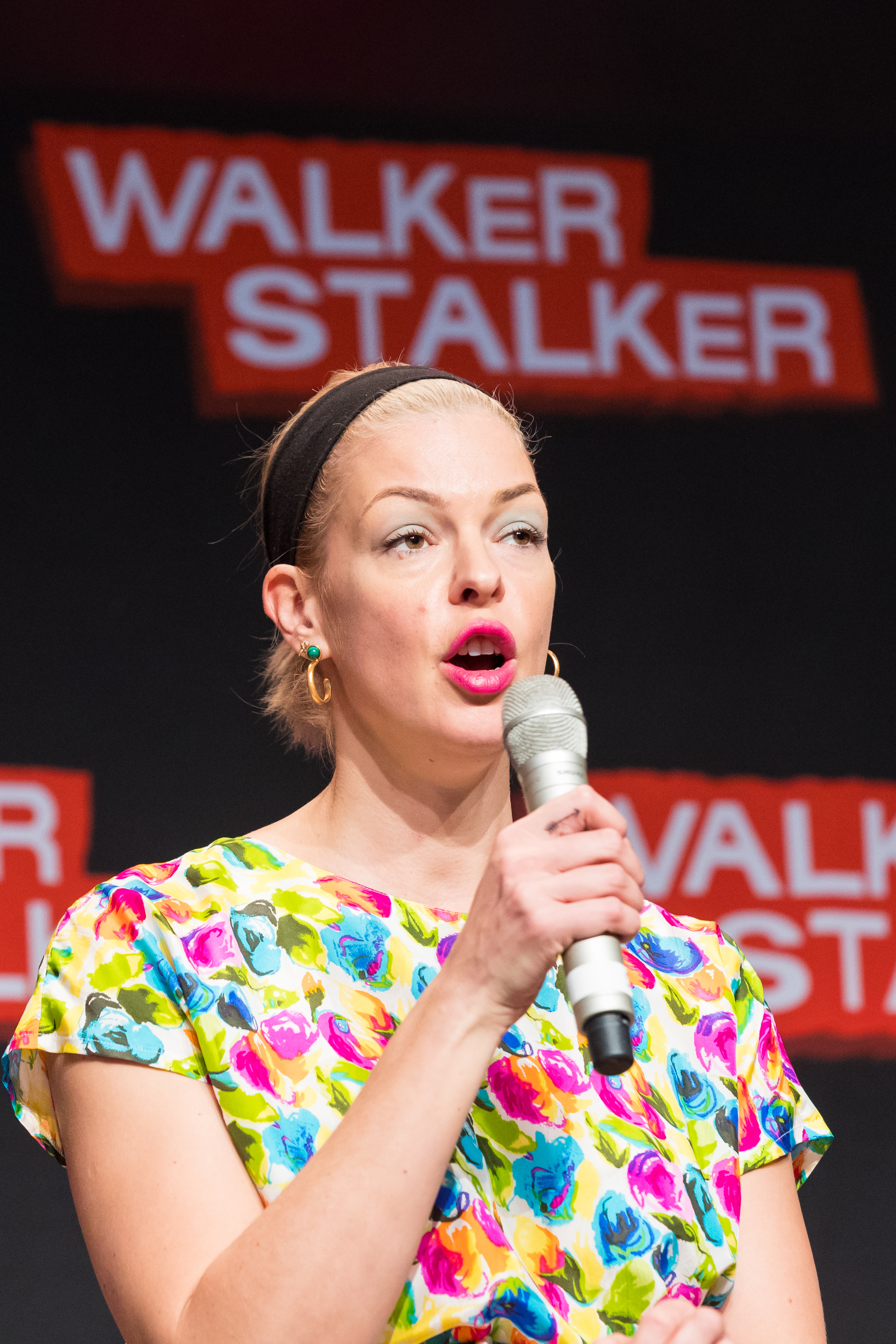
Pollyanna McIntosh interpreta Jadis
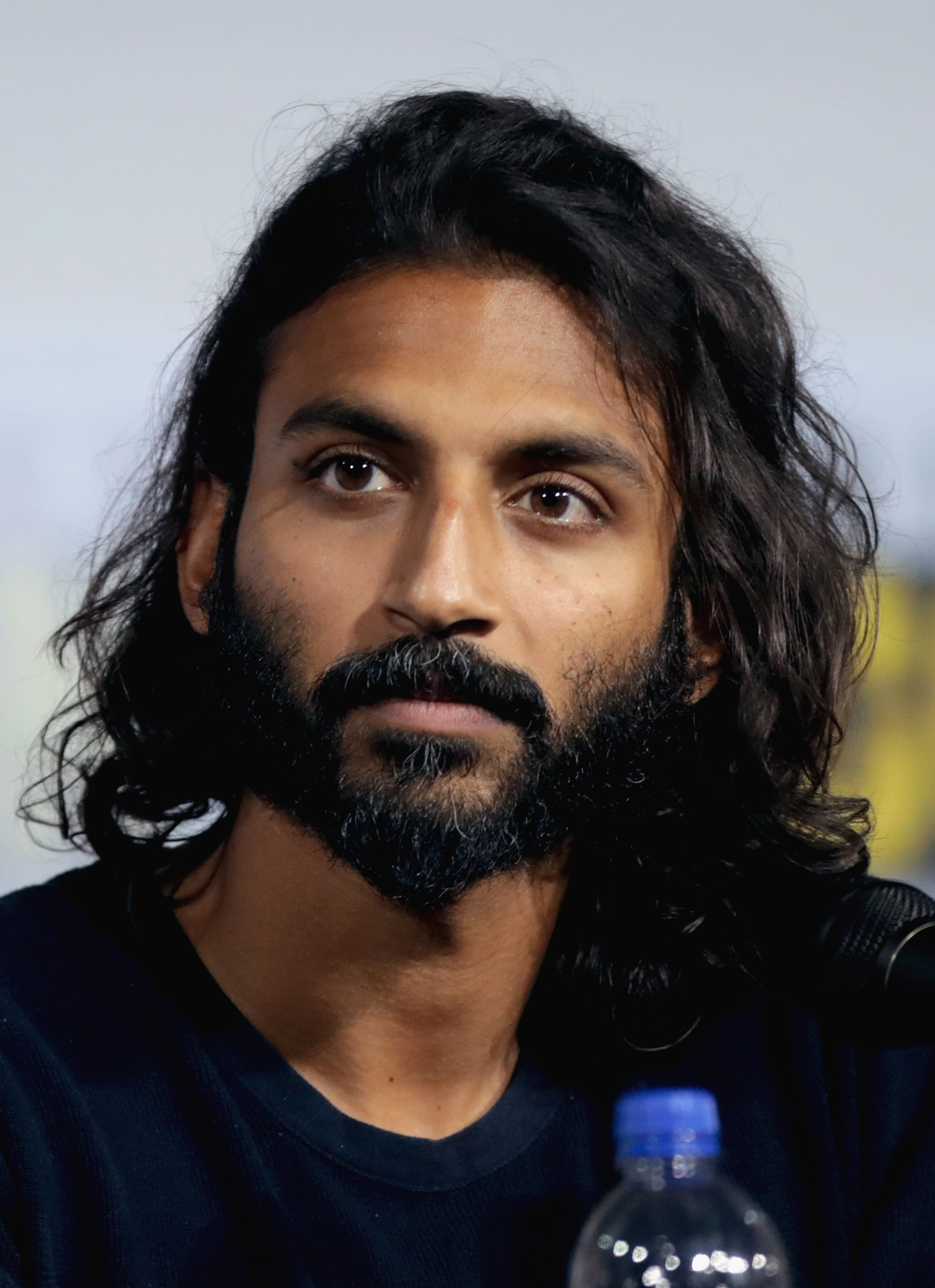
Avi Nash interpreta Siddiq
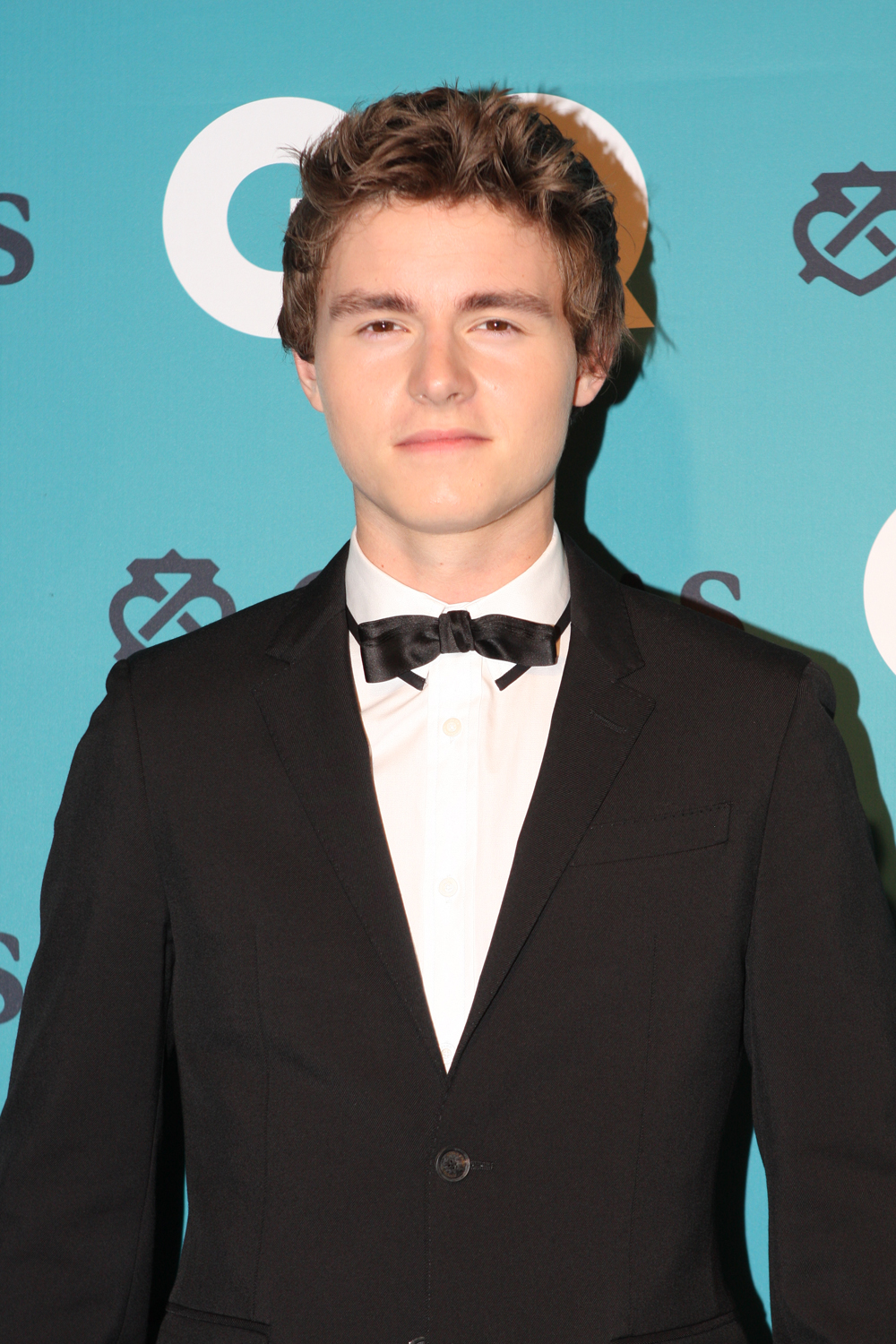
Callan McAuliffe interpreta Alden
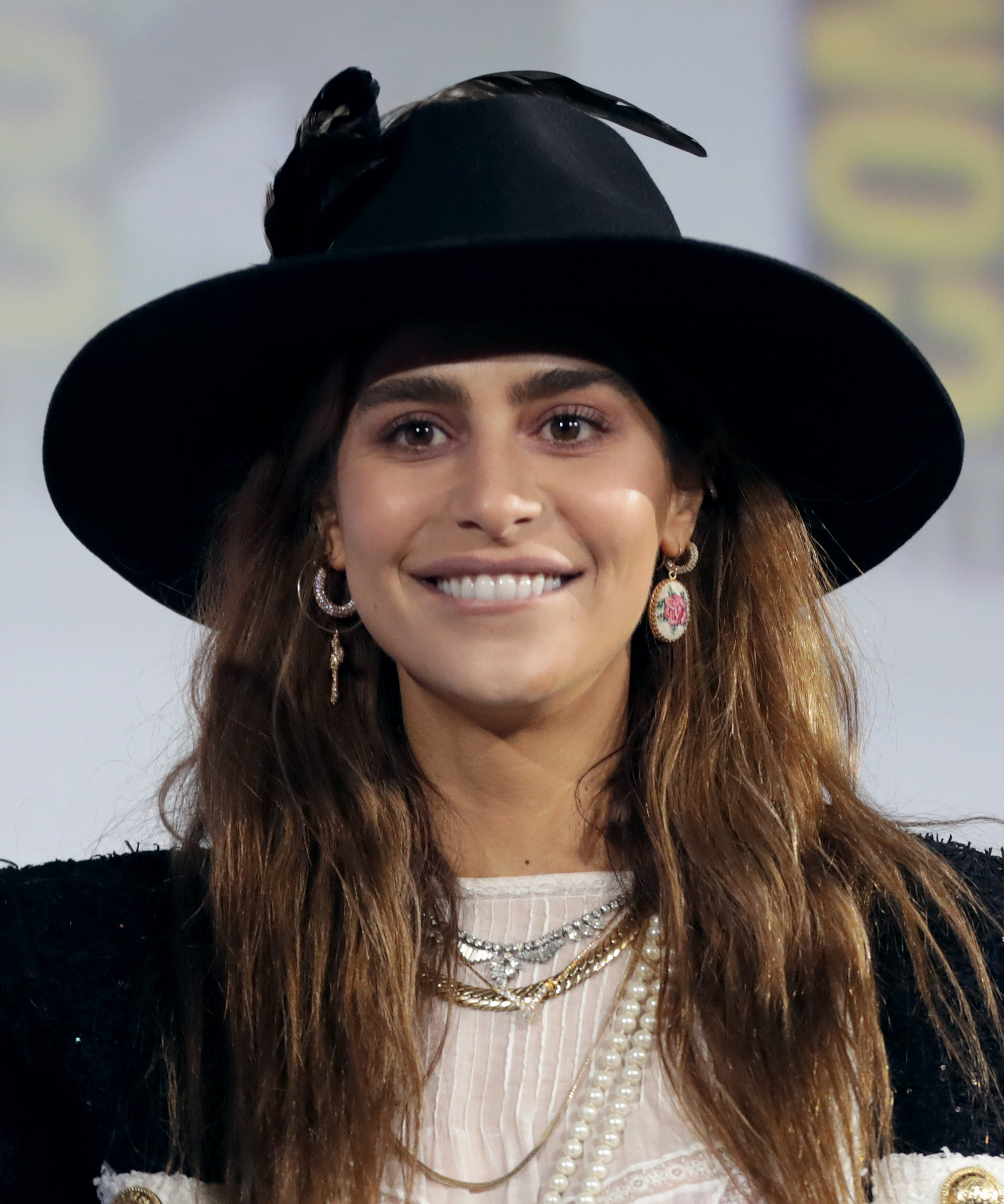
Nadia Hilker interpreta Magna
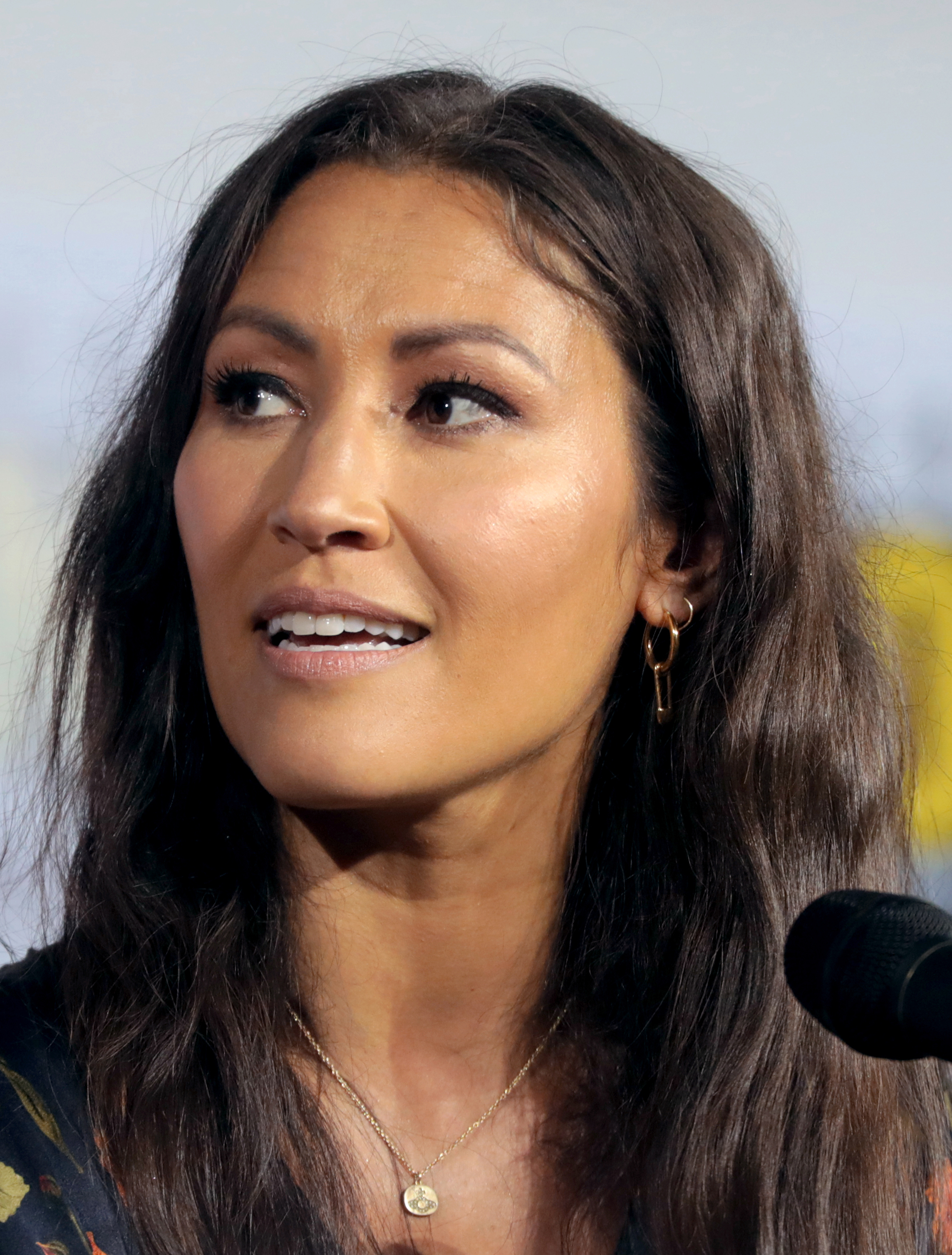
Eleanor Matsuura interpreta Yumiko
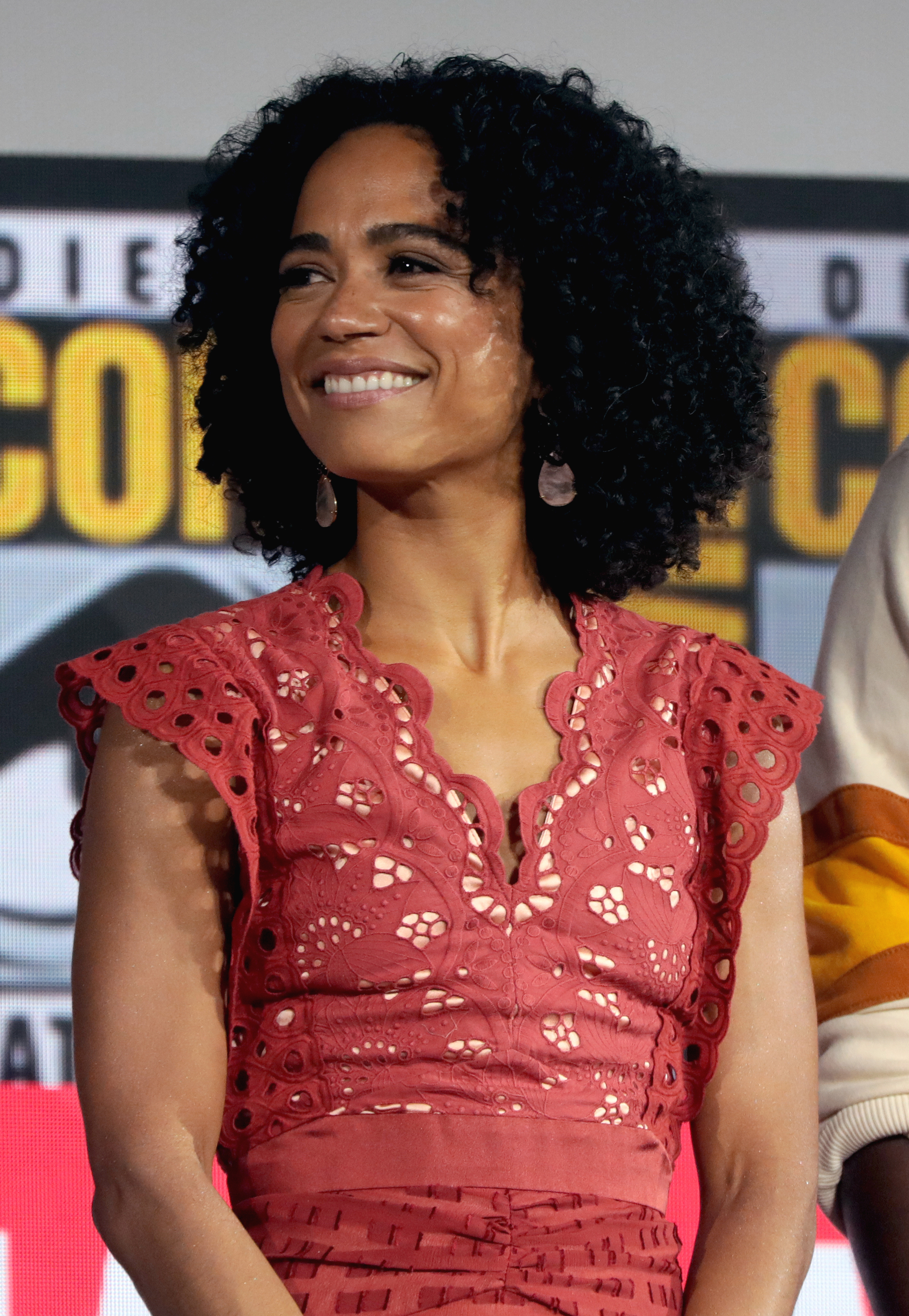
Lauren Ridloff interpreta Connie
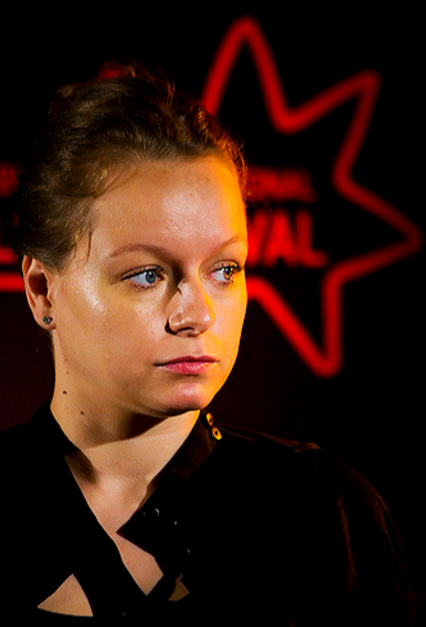
Samantha Morton interpreta Alpha
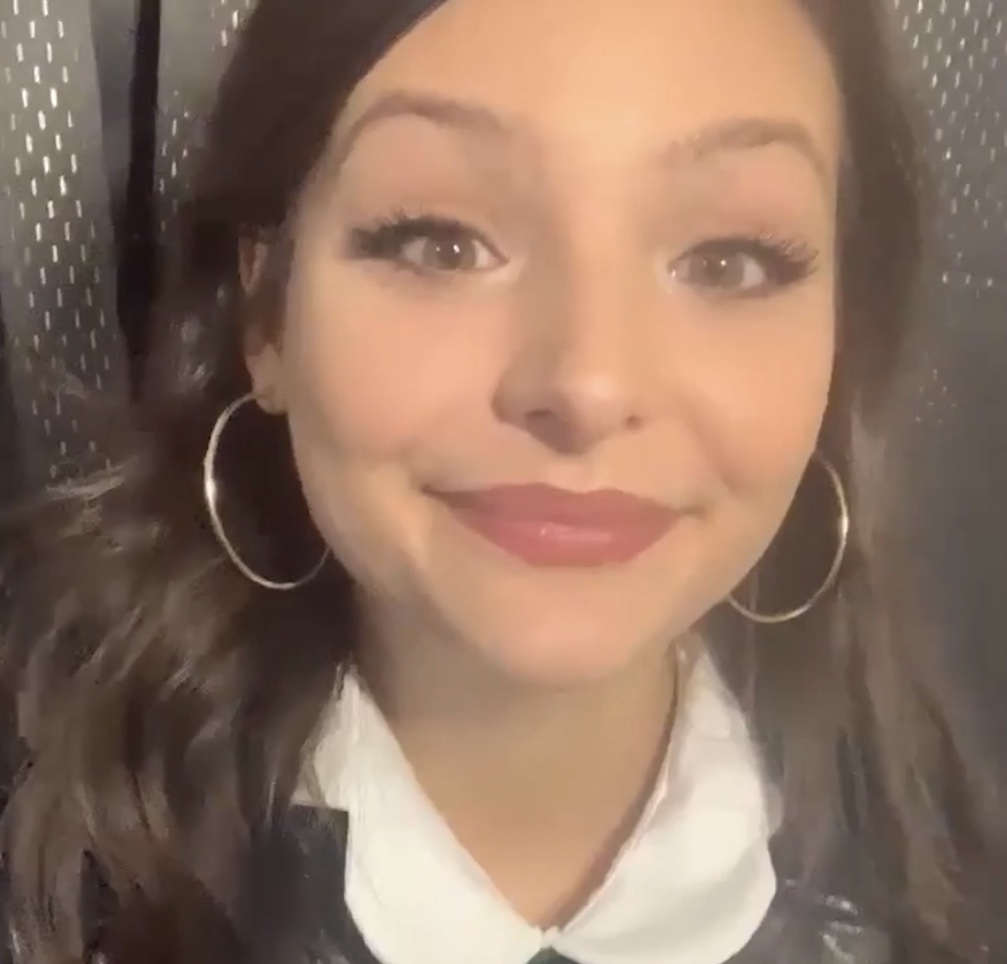
Cassady McClincy interpreta Lydia
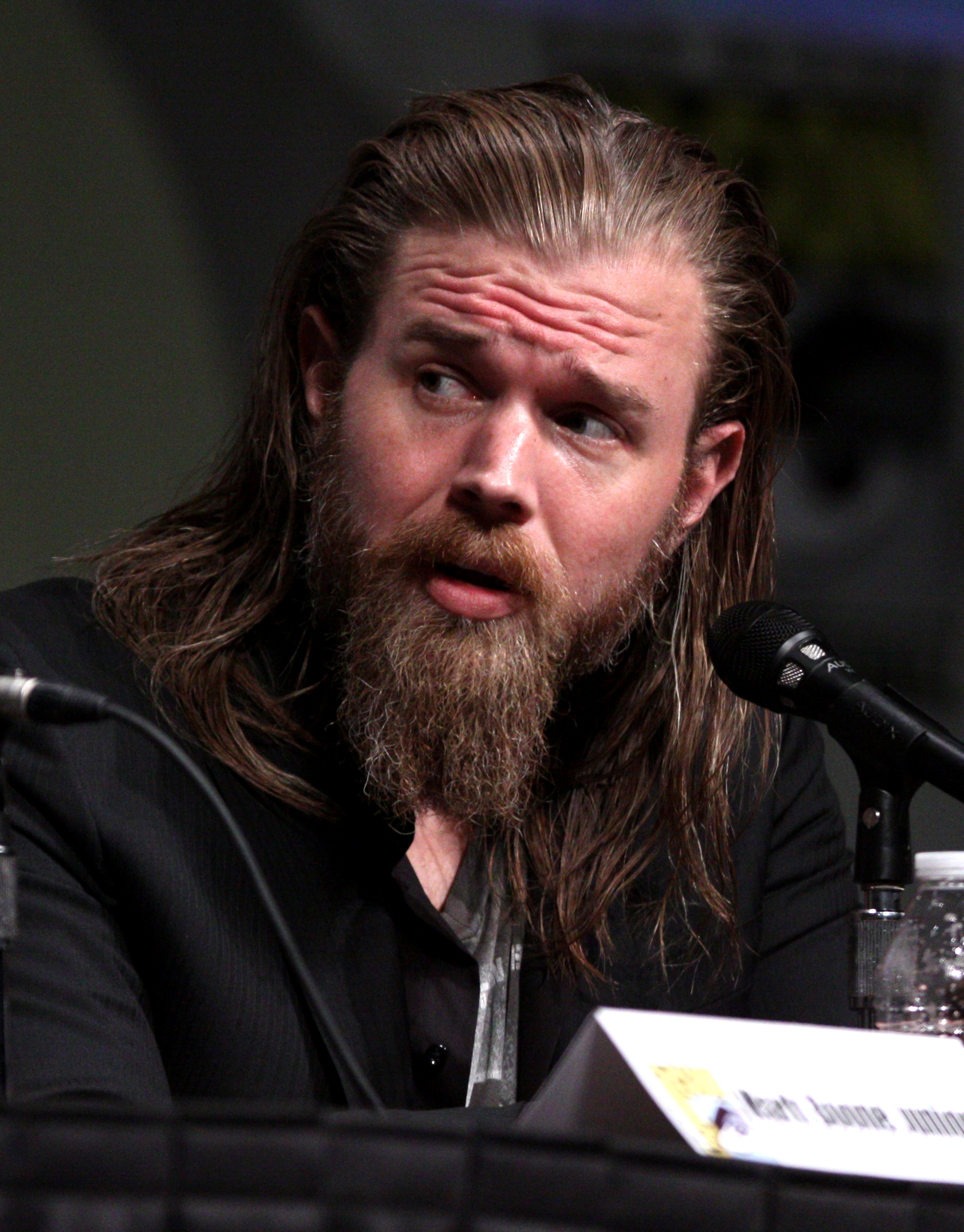
Ryan Hurst interpreta Beta

## Personatges Secundaris

### Atlanta grup
Es tracta del grup inicial de supervivents que es va dirigir a Atlanta, format inicialment per 20 persones liderades per l'exsherif adjunt Rick Grimes.
- Amy (tempoades 1, 3), interpretada per Emma Bell.
 És la germana menor d'Andrea. Durant la seva infància, Andrea, que tenia 12 anys més, gairebé mai va visitar els seus pares, i molt menys la seva germana. No obstant això, el vincle entre Amy i Andrea és molt fort. Durant l'atac a la pedrera prop d'Atlanta, on va acampar el grup, primer la morda un braç i després al coll per un caminant i mor als braços de la seva germana. Despertada com a vagabunda, Andrea la derroca amb un tret al cap. Torna a la temporada 3 en una al·lucinació de Rick
- Theodore Douglas / T-Dog (tempoades 1-3), interpretat per IronE Singleton.
 És un home que forma part del grup d’Atlanta. Molt amable, servicial i disposat a lluitar pels seus companys. És presentat al segon episodi de la primera temporada, on, juntament amb altres companys, participa en una expedició a la ciutat, coneixent Rick Grimes. Després d'una crisi nerviosa cap a T-Dog (a causa del racisme per la seva pell fosca), Merle Dixon és emmanillat per Rick en un terrat i més tard es va deixar allà, ja que en el moment de la fugida, T-Dog, que tenia les claus, els perd, però tanca la porta d’entrada per no trencar Merle a trossos pels caminants. Més tard torna amb Rick, Glenn i Daryl, el germà de Merle, per trobar-lo, però la cerca no dona resultats. A la segona temporada es lesiona el braç, però aconsegueix salvar-se miraculosament d’un ramat de caminants. Tot i això, el seu estat es deteriora i el porten a la granja perquè el tractin. Mor en el quart episodi de la tercera temporada, quan, després de ser mossegat a l'espatlla dreta per un caminant durant l’atac a la presó, ara prop de la mort, decideix que els caminants l'esquinquin per permetre que Carol s'escapi.
- Jim (tempoades 1, 3), interpretat per Andrew Rothenberg.
 És un home del grup d’Atlanta. Quan Rick torna a Atalanta, Jim rep una mala insolació i comença a cavar sense parar, però és detingut per Shane i Dale. Tornat a la consciència, promet ajudar el grup. A causa d’un esgarrapat deixat per un vagabund durant l’atac a la pedrera, comença a tenir una febre que precedeix la mort i la transformació i, per aquest motiu, durant el viatge al centre de control de la malaltia, el deixa un arbre i l’abandona. per tornar a unir-se a la seva família morta.
- Jacqui (tempoades 1, 3), interpretada per Jeryl Prescott Sales.
 És una dona del grup d’Atlanta. Uneix-te a l'expedició a la ciutat quan coneix Rick. Cansada de lluitar i sense esperança, decideix volar-se amb la doctora Jenner al centre de control de la malaltia d’Atlanta.
- Morales (tempoades 1, 8), interpretat per Juan Pareja.
 És un home hispà que forma part del grup d’Atlanta juntament amb la seva dona Miranda i els fills Eliza i Louis. Uneix-te a l'expedició a la ciutat quan coneix Rick. Després de l'atac errant al camp on eren refugiats, juntament amb la seva família, decideix abandonar el grup per anar a Birmingham a la recerca de familiars en lloc de continuar amb Rick i els altres al centre de control de la malaltia. Després de molt de temps, reapareix a la temporada 8, on es revela que és membre dels Saviors, assenyalant una pistola cap a Rick. Després d’explicar a Rick com va morir la resta de la seva família, com es va convertir en part dels salvadors i va aprendre sobre les morts de Lori, Shane, Andrea i sobretot Glenn, abans que els salvadors vinguessin a prendre Rick amb vida, ve mort sense pietat per Daryl amb el ballesta, que fins i tot l’havia reconegut.
- Ed Peletier (tempoades 1-2), interpretat per Adam Minarovich.
 És el marit de Carol i el pare de Sophia. És un home violent que maltracta la seva dona i té una atracció cap a la seva filla. Shane el colpeja mentre intentava violar la seva dona. Mor durant els atacs contra la pedrera. Carol després el colpeja al cap abans que el cadàver es desperti.
- Sophia Peletier (temporades 1-2), interpretada per Madison Lintz.
És filla de Carol i Ed. Molt bonica i dolça, és amiga de Carl i porta una nina amb ella. És objecte de les perverses atencions del seu pare, que evita mantenint-lo a una distància segura. A la segona temporada, Sophia es veu obligada, juntament amb la resta del grup, a amagar-se sota una cadena de cotxes abandonats per un ramat de caminants, però dos d'ells la descobreixen i, per escapar-se d'ell, s'escapa a un bosc proper. Rick l’arriba i l’amaga en un munt de branques i troncs en un llit del rierol, per poder tractar amb els dos caminants amb més facilitat i indica la direcció que s'ha de prendre per tornar a unir-se al grup en cas que no torni. Amb els dos zombis assassinats, Rick torna a Sophia, però no la troba. De fet, la nena, tan bon punt Rick ha marxat amb els caminants, decideix abandonar l’amagatall immediatament per intentar tornar a reunir-se amb la seva mare sense aconseguir-ho. Malgrat els nombrosos intents de Rick i Daryl de buscar el nen, Sophia es troba dins del graner de Greene, ara convertit en caminador. Rick, amb molt de pesar i amargor, la derroca amb un tret al cap.

### Greene's Farm
És una granja dirigida pel pagès Hershel Greene on viu allà amb la seva família i amics propers.
- Otis (temporada 2), Interpretat per Pruitt Taylor Vince.
 És el marit de Patricia i amic de Hershel, per a qui treballa a la granja. Abans portava caminants, sovint coneguts, al graner, mentre esperava trobar una cura. Entre elles hi ha una nena anomenada Sophia, filla de Carol, portada al graner abans que el grup de Rick arribés a la granja. Durant un viatge de caça al bosc, dispara accidentalment a Carl, ja que estava darrere d'un cérvol. Mor per trossos, quan Shane, en una missió amb ell, per trobar alguns subministraments mèdics necessaris per salvar la vida de Carl, li dispara a la cama i el sacrifica per salvar-se. Shane pronunciarà a contracor un discurs sobre com Otis el va salvar, però va lamentar part del sacrifici.
- Patricia (tempoada 2), interpretada per Jane McNeill.
 És l'esposa d'Otis i amiga dels Greene. Juntament amb el seu marit, viu i treballa a la granja familiar Greene. Després que Otis mor, es dol. La seva feina a la granja consistia en alimentar els caminants al graner, sovint amb gallines. Normalment, ajudava i ajudava Hershel durant les seves operacions. Al final de la segona temporada, mor en trossos per part dels caminants durant l'atac a la granja.
- Jimmy (temporada 2), interpretat per James Allen McCune.
 És el nuvi de Beth Greene. És un nen tímid, però de vegades busca mapes dels voltants de la granja, ajudant així Shane i Rick. Al final de la segona temporada, mor morat a trossos per caminants a l'interior de Dale's RV durant l'atac a la granja.

### Grup de reclusos de presons
Cinc presos de la presó del centre correccional van sobreviure en una cantina durant 10 mesos liderats pel violent Tomàs.
- Axel (temporada 3), interpretat per Lew Temple.
És un dels presos supervivents de la presó amb un passat com a addicte a les drogues. Va intentar robar una botiga amb una arma falsa i va ser empresonat. És el millor amic de l'Oscar i és un home que inicialment sembla inestable. Després que Rick mata a Tomas i creu que també ha eliminat Andrew, Axel li prega que li estalviï juntament amb Oscar. Protesta diverses vegades quan Rick, que els estalvia la vida, però el fa viure només amb Oscar en un bloc desinfectat, però ple de morts dels seus coneguts. Després de la mort d'Andrew, és acceptat junt amb Oscar al grup de Rick, ajudant també Glenn amb Oscar a cavar els forats de T-Dog, Lori i Carol (desapareguts). Axel, en aquest punt, s'obre amb els altres, convertint-se en un home simpàtic i juganer que immediatament comença a vincular-se amb Carol, redescoberta, i amiga de tot el grup donat el seu bell personatge. Durant el primer assalt del governador, és assassinat amb una escopeta disparada al cap pel mateix governador, a l'aguait fora de la presó, mentre manté una conversa tranquil·la i divertida amb Carol.
- Oscar (temporada 3), interpretat per Vincent M. Ward.
És un dels presos supervivents de la presó, un lladre que, com Axel, el seu millor amic, és assenyalat pel mateix Rick perquè està convençut que són conspiradors. Tanmateix, a diferència d'Axel, no sembla que tingui trastorns nerviosos ni signes de desistir, dient que mai havia pregat a ningú i que segur que ara no hauria començat. Més tard, s'uneix al grup de Rick, la vida de la qual salva matant Andrew, guanyant així la seva confiança. Més tard, ajuda Glenn amb Axel a cavar forats per a alguns del grup que han mort. Rick, durant la missió de rescat de Glenn i Maggie, dubta en matar un guàrdia de Woodbury, ja que és el mateix que Shane Walsh, un error que permetrà disparar a l'home, matant a Oscar, que en aquell moment estava ajudant a Glenn i Maggie a puja per sobre de les parets de Woodbury. Per evitar que el cos es desperti, Maggie li dispara al cap.
- Tomas (temporada 3), interpretat per Nick Gómez.
És el cap dels interns supervivents de la presó d'origen hispà. Tomas és un home molt violent, tant que mata a Big Tiny a sang freda després que un caminant l’hagi ratllat. Inicialment, l'home demostra ser cooperatiu, però després es torna hostil. Rick és assassinat per un cop de matxet al cap, després que l’intern intentés matar-lo en dues ocasions, primer intentant escletxar-li la gola juntament amb un caminador, i després tirant-li un.
- Andrew (temporada 3), interpretat per Markice Moore.
És un dels presos supervivents de la presó i la mà dreta de Tomas. S'escapa després que Rick mata a Tomas i queda tancat en un pati ple de caminants. El pres, però, aconsegueix sobreviure i venjar-se obre les portes de la presó deixant entrar una horda de caminants, causant la mort de T-Dog i Lori. És assassinat per Oscar amb un tret al cap poc després d'intentar matar Rick.

### Woodbury
Woodbury és una ciutat governada per un governador que es troba a la vora de la presó on viu el grup de Rick.
- Caesar Martinez (tempoades 3-4), interpretat per Jose Pablo Cantillo.
 És la mà dreta del governador, encarregat de les missions externes i del control de les fronteres de la ciutat. Sovint lluita contra Merle a l’arena de Woodbury enmig d’alguns inofensius. Més tard assisteix a la reunió entre el governador i Rick, parlant per passar l'espera amb Daryl. Juntament amb Shumpert s'escapa del genocidi del governador, cosa que el deixa bocabadat. Els dos després el deixen a si mateix. A la quarta temporada, és el líder d’un nou grup de supervivents, en el qual dona la benvinguda al governador (del qual s'havia separat) i a les dones de la família Chambler. Després de l'arribada d'aquest, li revelarà que Shumpert va morir a causa dels agressius delinqüents. Mor a les mans del governador que, amb la intenció de robar la direcció del grup, el llença a un pou ple de mossegades.
- Shumpert (temporada 3), interpretat per Travis Love.
 És un dels homes de Woodbury, encarregat d'expedicions externes i del control dels límits de la ciutat. Juntament amb Martínez, és un dels dos homes de confiança del governador. Normalment porta un arc o una metralladora. Juntament amb Martínez escapa al genocidi del governador, cosa que el deixa bocabadat. Els dos després el deixen a si mateix. En la quarta temporada, es revela que va ser trencat per un mossegador i després abatut per Martinez per pena, perquè després que els dos havien abandonat el governador ja no era el mateix.
- Milton Mamet (temporada 3), interpretat per Dallas Roberts.
És un científic que viu a Woodbury. És un fidel col·laborador del governador, que té la tasca de dur a terme experiments sobre mossegades en un intent de trobar una cura. Està convençut que els seus experiments tindran èxit, encara que no tinguin una base certa. Té una veneració molt forta (barrejada amb terror) pel governador. Ajudeu l'Andrea a mediar amb l'equip de la presó i, a continuació, reveleu-li els veritables plans del governador. També crema els escombriaires a les fosses per evitar que siguin utilitzats contra el grup de Rick. És assassinat pel governador, que el troba culpable de traïció. Desvetllant-se com a mossegada, mossega l’Andrea abans que aquesta aconsegueixi fer-lo caure.
- Allen (temporada 3), interpretat per Daniel Thomas May.
És un home que, juntament amb la seva dona Donna i el seu fill Ben, forma part del grup de supervivents liderat per Tyreese. Allen és un home malhumorat i brutal, que discuteix amb Tyreese unes quantes vegades. Ha d’afrontar la mort de la seva dona i després de sortir de la presó es trasllada a Woodbury i s'uneix a l'exèrcit del governador amb el seu fill Ben. Aquest últim morirà d'una bala disparada per Merle per matar realment el propi governador. És assassinat per aquest últim durant un atac de bogeria poc després d’atacar la presó sense èxit.
- Ben (temporada 3), interpretat per Tyler Chase.
 És el fill adolescent d’Allen i Donna. Després de sortir de la presó, es trasllada a Woodbury i s'uneix a l'exèrcit del governador amb el seu pare. Merle el mata accidentalment, ja que es troba en el camí de la bala destinada al governador. El seu cadàver és devorat per Merle, que es va convertir en un vagabund des que havia estat assassinat pel governador poc abans.
- Karen (temporades 3-4), interpretat per Melissa Ponzio.
 És una de les habitants de Woodbury. Uniu-vos a l'expedició contra la presó. Després d’escapar de l’atac de bogeria del governador, Rick la salva i decideix anar a viure a la presó amb els habitants restants de Woodbury. Durant la seva estada a la presó, comença una relació amb Tyreese. Al començament de la quarta temporada, cau malalta i es troba aïllada amb David, fins que Carol la mata perquè es considera contagiosa. Tyreese troba el seu cos carbonitzat en un dels patis de la presó.

### Comunitat de presons
Durant els mesos que van transcórrer entre el final de la tercera i el començament de la quarta temporada, un consell format per Hershel, Glenn, Daryl, Carol i Sasha va donar la benvinguda a la presó dels habitants coneguts restants de Woodbury i també a persones de fora per crear una comunitat.
- Lizzie Samuels (temporades 4-5), interpretada per Brighton Sharbino.
És la filla de Ryan i la germana de Mika. La van veure per primera vegada amb altres nens anomenant zombis, i més tard a l'hora del conte. Durant el brot, el seu pare és mossegat i, abans de morir, demana a Carol que tingui cura de les seves filles. Lizzie expressa la intenció de clavar el seu cadàver al cap per evitar la renanimació, però emocionalment no pot fer-ho. Posteriorment, Carol li diu que és feble i que s'ha d’endurir. Més tard, Lizzie pren la grip i es veu obligada a posar-se en quarantena. Carol es molesta per la connexió aparentment personal de Lizzie amb els caminants. Quan alguns residents infectats sucumben al virus i es reanimen, Lizzie rescata a Glenn d'un caminant conduint-lo. Després de ser tractada amb medicaments, juga amb la sang de Glenn. Quan el governador ataca la presó, ella convenç els altres nens perquè ajudin a la batalla. Ella i Mika rescaten Tyreese de dos dels soldats del Governador, després d’això s'escapa amb els nens i Tyreese. Lizzie, Mika, Tyreese i Judith es separen de Molly i Luke. Lizzie també està molt segura que Sasha ha mort. També mostra una aversió cap a Tyreese. Després que Lizzie mata a Mika, Carol i Tyreese s'adonen que és massa psicòtica per mantenir-la al voltant i que calia executar-la perquè Judith estigués segura, de manera que Carol la condueix als camps per mirar les flors i, mentre Lizzie intentava disculpeu-vos per haver amenaçat Carol i Tyreese, Carol la va executar.
- Mika Samuels (temporades 4-5), interpretada per Kyla Kenedy.
És la filla de Ryan i la germana de Lizzie. Se la veu nomenant els caminants i més tard a l'hora del conte. Perd al seu pare durant el brot i intenta calmar a Lizzie quan Lizzie entra en pànic després de ser incapaç de clavar el cadàver del seu pare mossegat al cap per evitar la reanimació. Ella i Lizzie es converteixen en filles adoptives de Carol, segons l'últim desig del seu pare. Quan El Governador ataca la presó, Mika i Lizzie rescaten Tyreese de dos soldats. S'escapa amb els nens i Tyreese. Es revela que Mika, Lizzie, Tyreese i Judith han estat separades de Luke i Molly. Mika sembla estar trist per això. Lizzie, creient que tornarà, mata a Mika i planeja matar Judith fins que Tyreese i Carol intervenen.
- Caleb Subramanian (temporada 4), interpretat per Sunkrish Bala.
És un dels nous habitants de la presó. És metge i és molt bon amic d’Hershel. Caleb entén i intueix la malaltia, ajudant els malalts i diagnosticant-la per a molts presoners. Li revela a Hershel una escopeta amagada sota el seu llit per defensar-se dels malalts que puguin transformar-se. Mor de la malaltia que s'ha estès a la presó i es desperta com un vagabund, finalment és abatut pel mateix Hershel.

### The Claimers
The Claimers (traduït al català els reclamants) són un grup de bandolers dirigits per Joe que assalta cases buscant subministraments i armes amb la regla de reclamar.
- Joe (temporada 4), interpretat per Jeff Kober.
És el líder d’un grup de bandolers que envaeixen la casa on es van refugiar Rick, Carl i Michonne després de la destrucció de la presó. Més tard coneix a Daryl i el convida a unir-se al seu grup. Després de trobar el grup de Rick, decideix atacar-lo per venjar la mort del seu company Lou, però és assassinat per aquest qui el mossega a l'artèria caròtida i mor en pocs segons.

### Terminus
Terminus és una comunitat de caníbals dirigida per Gareth que atrau la gent amb senyals de trànsit i retransmissions de ràdio amb la intenció de capturar-los i convertir-los en bestiar.
- Mary (temporades 4-5), interpretada per Denise Crosby.
És la mare de Gareth i Alex i és una de les fundadores del refugi. És la primera persona que Glenn, Maggie, Sasha, Bob, Tara, Abraham, Eugene i Rosita es troben a la seva arribada a Terminus. A la cinquena temporada, mor morada a trossos per caminants que, amb l'ajut de Carol, envaeixen l'església de Terminus.
- Alex (temporades 4-5), interpretat per Tatle lEllington.
És membre de la comunitat Terminus, a més del fill de Mary i el germà de Gareth. És accidentalment assassinat amb un tret al cap per un company durant el primer tiroteig entre els vilatans del Terminus i el grup de Rick.
- Gareth (temporades 4-5), interpretat per Andrew J. West.
És el líder de la comunitat caníbal Terminus. Al final de la quarta temporada, empresona a Rick, Daryl, Carl, Michonne, Glenn, Maggie, Sasha, Bob, Tara, Abraham, Eugene i Rosita en un contenidor amb la intenció de matar-los. El seu pla es veu frustrat per la intervenció de Carol, que provoca la destrucció de Terminus i permet l'alliberament de Rick i els altres, matant gairebé tots els habitants de Terminus. Més tard, Gareth i cinc residents de Terminus supervivents segueixen el grup de Rick, amb la intenció de matar-los a tots per venjar la pèrdua de Terminus. Seguestren a Bob, es mengen la cama i ataquen l'església del pare Gabriel, on els supervivents es refugien. Durant l'atac a l'església Rick dispara a Gareth. Perd dos dits i després és assassinat pel mateix Rick, que el repeteix repetidament amb un matxet sense pietat.
- Martin (temporada 5), interpretat per Chris Coy.
És un home Terminus i la mà dreta de Gareth. Durant una missió fora de Terminus, és capturat per Carol i Tyreese. Durant el seu empresonament, Judith amenaça amb morir i per això és colpejat amb les seves mans nues per Tyreese, que li salva la vida. Més tard troba a Gareth i juntament amb ell i altres caníbals capturen a Bob, s'alimenten de la seva cama i ataquen l'església on es refugien Rick i els altres supervivents. Durant l'atac a l'església, és assassinat per Sasha que el colpeja repetidament amb un ganivet.

### Hospital Memorial Grady
L'Hospital Grady Memorial és un hospital situat a Atlanta format per un grup de policies i ordenants dirigits per l'agent / tinent Dawn Lerner que creuen que finalment arribarà l'assistència militar. L'hospital es troba sota un estricte règim autoritari.
- Dawn Lerner (temporada 5), interpretada per Christine Woods.
És un lloctinent que és el líder d’una comunitat de supervivents que resideixen a l’Hospital Memorial Grady d’Atlanta, un hospital dirigit sota un règim militar per un grup de policies que rescaten persones i després els obliguen a treballar per a ells. Dawn és una dona freda i mandona que està disposada a fer qualsevol cosa per mantenir el lideratge de l’hospital. Manipula Beth per fer alguns actes en nom seu. Durant l'alliberament de Carol i Beth a canvi de dos dels seus homes, ella mata involuntàriament a aquest últim i al seu torn és assassinat per Daryl amb una pistola al front.
- Steven Edwards (temporada 5), interpretat per Erik Jensen.
És l'únic metge que forma part de la comunitat de l'Hospital Grady Memorial. Tot i que no està d’acord amb els mètodes de Dawn i els altres policies, viu a l’hospital perquè ho considera un lloc segur. Pren una actitud amable amb Beth. Després que Dawn mori malgrat la proposta de Rick, ella decideix quedar-se a l'hospital. Es desconeix el seu destí.
- Noah (temporada 5), interpretat per Tyler James Williams.
És un noi que es veu obligat a viure i treballar d’acompanyant a l’Hospital Memorial Grady. Fa amistat amb Beth i amb la seva ajuda aconsegueix escapar de l’hospital. Després d’escapar-se, coneix a Daryl i Carol, s'uneix al grup i els ajuda a alliberar Beth i Carol de l’hospital. Després de la mort de Beth, es dirigeix a la ciutat de Richmond a Virgínia amb Rick, Glenn, Michonne i Tyreese, amb la intenció de retrobar-se amb la seva família. En arribar a la ciutat, descobreix que tots els membres de la seva comunitat han estat assassinats, inclosos la seva mare i els seus germans bessons, un dels quals s'ha convertit en un vagabund que mossega Tyreese. Quan arriba a Alexandria, s'uneix, juntament amb Glenn i Tara, al grup de persones implicades en expedicions externes. Durant una patrulla amb Glenn, Tara, Eugene, Aiden i Nicholas, està atrapat en una porta giratòria juntament amb Glenn i Nicholas i, a causa d'aquest últim, el podrit el trenca.
- Amanda Shepherd (temporada 5), interpretada per Teri Wyble. És un agent de Grady. És capturada pel grup de Rick per canviar-la amb Licari amb Beth i Carol. Pren el comandament de l'hospital després de la mort de Dawn malgrat la proposta de Rick d'abandonar l'hospital. Es desconeix el seu destí.

### Alexandria
Alexandria és una ciutat administrada per Deanna Monroe i posteriorment per Rick Grimes situada a Virgínia, prop de la ciutat de Washington.
- Eric Raleigh (tempoades 5-8), interpretat per Jordan Woods-Robinson.
És el xicot d'Aaron i és l'altre reclutador d'Alexandria, fins que arriba Daryl. El grup d'Aaron i Rick el troba. La parella guiarà els protagonistes cap a Alexandria. Dies després de sopar amb Aaron i Daryl, deixant a aquest últim el seu lloc, a causa de la cama trencada. A la sisena temporada participa en l'extermini del ramat de zombis juntament amb altres. A la setena temporada, dona la seva opinió a Aaron sobre la situació amb Negan. De fet, tem que les constants pallisses que pateix Aaron cada vegada que es troba amb els salvadors el puguin matar, però es convencerà de que ell també ha de lluitar i juntament amb Aaron i altres treballaran per la guerra imminent. També anirà a Oceanside amb els altres per agafar armes comunitàries. Durant la guerra total, li disparen a l'estómac, sagnen fins a morir i després es transformen, malgrat la presència d'Aaron.
- Nicholas (tempoades 5-6), interpretat per Michael Traynor.
És un home resident a Alexandria que forma part de l'equip d’expedició extern dirigit per Aiden Monroe. És un home covard que, durant una missió externa, provoca indirectament la mort d’Aiden en no participar en el seu rescat i directament la de Noè. A causa de la seva covardia, entra en conflicte amb Glenn i intenta matar-lo sense èxit, només per lamentar-ho. Juntament amb Glenn i Heath formarà part del grup que haurà d’alliberar una botiga de tractors dels caminants del seu interior per dur a terme el pla de Rick d’allunyar un gran ramat de caminants que s'acostin a la comunitat. Després de l'atac dels llops a Alexandria, el pla es fuma i Nicholas es troba juntament amb Glenn, Heath, Scott, Michonne, Annie i David per fugir dels vagabunds i refugiar-se en una botiga d'animals. Oferirà ajuda Glenn ha de treure els caminants perquè els altres puguin escapar, però juntament amb el noi està envoltat pel ramat mentre estan a la part superior d'un contenidor d'escombraries i no tenen cap altra sortida i per la confusió en què es troba, Nicholas dona les gràcies a Glenn i se suïcida amb un tret al cap. Nicholas, caient del contenidor, arriba a Glenn, el coreà s'arrossega sota el contenidor, estalviant-se mentre els Zombie mengen el cos de Nicholas.
- Olivia (tempoades 5-7), interpretada per Ann Mahoney.
És una dona de la comunitat d’Alexandria que gestiona l’armeria i la botiga d’aliments. Molt amable i afectuosa, té una ment matemàtica i racional, amb un caràcter suau. Ràpidament es fa amiga del grup de Rick, especialment de Carol. A la sisena temporada participa en l'extermini de l'horda de caminants de la ciutat. Intenta, en el cinquè episodi, evitar que els alexandrins aconsegueixin els seus propis subministraments, donat el ramat de zombis fora de la ciutat. A la setena, corre el risc de ser assassinada per Negan, ja que falten dues armes a l'armeria. Rick aconsegueix trobar-los, culpa de Spencer. Salvada, en el vuitè episodi d’aquesta temporada, Olivia és testimoni de la mort d’Spencer a mans de Negan, però després és assassinat per culpa de Rosita que, volent disparar a Negan, acaba colpejant a Lucille fent enfadar l’home. Aleshores, Negan ordena a Arat que maten a una persona que triï i la dona mata Olivia.
- Pete Anderson (tempoada 5), interpretat per Corey Bill.
És el marit de Jessie i el pare de Ron i Sam. És metge i també cirurgià de la ciutat. És un home violent envers la seva dona i els seus fills. Després d’una baralla amb Rick, s'allunya de la seva família. Durant un atac de bogeria, intenta matar Rick, però en lloc de colpejar-lo, li talla la gola a Reg Monroe i el mata. Per aquest motiu, Rick és assassinat amb un tret a la cara a petició de Deanna.
- Ron Anderson (tempoades 5-6), interpretat per Austin Abrams.
És el fill gran de Pete i Jessie i germà de Sam. Es fa amic de Carl i el presenta als altres nois de la comunitat, Mikey i Enid, que tenen una aventura amb aquest últim. Després que Enid abandoni la comunitat, Ron comença a desenvolupar actituds hostils cap a Carl i també cap a Rick, culpable de l'assassinat del seu pare. Rick i Carl li ensenyaran a disparar. Després que els caminants entren a Alexandria, Ron, creient que ha arribat el seu moment i el de la seva família, decideix matar Carl, però el noi aconsegueix defensar-se i Ron atraurà els caminants a la casa, posant en risc els ocupants. És testimoni de la mort de la seva mare i el seu germà petrificats i creient que Rick és el culpable decideix matar-lo, però abans que pugui disparar Michonne el clava amb la seva katana matant-lo. La bala acaba colpejant l’ull dret de Carl, fent-lo cec.
- Sam Anderson (tempoades 5-6), interpretat per Major Dodson.
És el segon fill de Pete i Jessie, germà de Ron. S'acosta a Carol, confiant-li el maltractament que la seva mare pateix del seu pare. Després de l’atac dels llops, mai voldrà deixar la seva habitació a causa del trauma. Es veurà obligat a fugir de casa després que els caminants aconsegueixin entrar-hi a causa de Ron. Mor caminant a trossos pels caminants juntament amb la seva mare.
- Aiden Monroe (tempoada 5), interpretat per Daniel Bonjour.
És fill de Reg i Deanna i germà de Spencer. Persona egoista i arrogant, és el cap d’un dels dos grups assignats a missions de patrulla externes. Durant una missió amb Glenn, Tara, Eugene, Noah i Nicholas, dispara a un caminador amb una magrana a la jaqueta provocant una explosió que fa ferides greus a Tara i a ell mateix, que s'enganxen a unes bigues d’acer. Tot i l'intent de rescat per part de Glenn, Noah i un cooperatiu Nicholas, Aiden mor a trossos per part dels caminants.
- Reg Monroe (tempoada 5), interpretat per Steve Coulter.
És el marit de Deanna, pare d'Aiden i Spencer. És un enginyer i ell qui va construir les barricades que fan segura la ciutat d’Alexandria. Té una simpatia per Noah, desitjós d’aprendre l’ofici d’arquitecte, però malauradament, a causa de Nicholas, morirà. L'assassina Pete Anderson, que es talla la gola després d'un atac de bogeria.
- Tobin (tempoades 5-8), interpretat per Jason Douglas.
És un home que forma part de la comunitat d’Alexandria. És el cap de l'equip de construcció. Durant l'expansió de les muralles, va renunciar al seu paper i el va deixar a Abraham. Persona amable i desinteressada, tindrà simpatia amb el grup de Rick, especialment amb aquest i Carol. Ajudarà Rick juntament amb altres alexandrins a allunyar un gran ramat de caminants que s'acosten a Alexandria. Després de la invasió de caminants a la comunitat, ella confessa a Carol que la considerava una simple figura mare per a moltes persones, però no s'imaginava que fos capaç de fer certes coses, cosa que aterroritza l’home. Immediatament després, els dos comparteixen un petó. Després de la mort de Denise, Carol li deixa una nota dient-li que deixi Alexandria i que no la busqui. A la setena temporada participa en l'expedició de Rick a Oceanside per recollir les armes de la comunitat. Al final d'aquesta temporada, Tobin es reuneix amb Carol, que ha tornat amb Ezekiel a Alexandria. A la vuitena temporada està infectat per un salvador i morirà i després ressuscitarà, en un estat errant infectarà Kurt i Dana, més tard serà abatut per Carol.
- Barbara (tempoades 5-11), interpretada per Christine Kerr.
És una dona que viu a Alexandria.
- Bruce (tempoades 5-8), interpretat per Ted Huckabee.
És un home que viu a Alexandria i que forma part de l'equip de construcció dirigit primer per Tobin i després per Abraham. Mor després de l'atac dels salvadors al turó.
- Francine (tempoades 5-8), interpretada per Dahlia Legault.
És una dona que viu a Alexandria i que forma part de l'equip de construcció dirigit primer per Tobin i després per Abraham. Ella la salva durant l'atac d'alguns caminants. Ajudarà Rick juntament amb altres alexandrins en la missió d’eliminar l’horda de caminants que s'acosten a la comunitat. S'uneix a Rick en l'expedició a Oceanside per agafar les armes de la comunitat. Durant la guerra total contra els salvadors, la maten a trets a l'estómac.
- Heath (tempoades 6-7), interpretat per Corey Hawkins.
És un home que viu a Alexandria. És el líder d'una de les dues missions de patrulla externes i és el millor amic de Scott. Juntament amb Glenn i Nicholas formarà part del grup que haurà d’alliberar una botiga de tractors dels caminants del seu interior per dur a terme el pla de Rick d’allunyar un ramat de caminants que s'acostin a la comunitat. Com Glenn no havia matat mai ningú abans, però tots dos es veuran obligats a matar rescatadors per ajudar la comunitat Hilltop i la seva. Després de la missió, marxarà amb Tara en una expedició de dues setmanes, durant la qual confessa que sentia remordiments per matar els rescatadors, però s'adona que també ho havia de fer per salvar-se. Durant l'expedició, el duo arriba a un campament aparentment desert en un pont, però Tara allibera accidentalment alguns zombis enterrats a la sorra que algú havia aconseguit atrapar. Heath aconsegueix salvar Tara disparant a alguns caminants que l'havien envoltada, però atraient-los cap a ell. Tara, després d'haver aconseguit escapar de la comunitat de Natania, torna al pont i descobreix que Heath ha desaparegut junt amb el campista i troba les ulleres a terra. Quan Tara torna a Alexandria, Heath no hi és, suposa que ha estat capturat per algú o una altra comunitat. Es desconeix el seu destí.
- Scott (tempoades 6-10), interpretat per Kenric Green.
És un home que viu a Alexandria. Forma part de l'equip d'expedició extern dirigit pel seu millor amic Heath. Mentre fuig del ramat de caminants distret pel so del camió que atacava Alexandria, és ferit a la cama per una bala disparada per Sturgess. Ha estat confiat a cura de Denise i per a això es recuperarà després de l'assalt dels llops i del ramat de vagabunds a Alexandria.
- Denise Cloyd (tempoada 6), interpretada per Merritt Wever.
És una dona que viu a Alexandria, tenia un germà bessó anomenat Dennis i pares alcohòlics. És una psiquiatra que intenta substituir-lo com a nou metge de la ciutat després de la mort de Pete Anderson. Es compromet amb Tara després de l'atac dels llops a la comunitat. Començarà a guarir secretament el líder del llop per fer un favor a Morgan. Durant la invasió dels caminants a Alexandria, salva la vida de Carl. Després d’aquests esdeveniments, la seva relació amb Tara es fa més forta i estableix una certa relació d’amistat amb Daryl. Després de l’afer amb els rescatadors, demana a Daryl i Rosita que l’acompanyin a la recerca de subministraments mèdics, però durant el viatge la colpeja accidentalment al cap una fletxa de la ballesta momentània de Dwight dirigida a Daryl. El seu cos és enterrat per Daryl i Carol a Alexandria.
- Rick "R.J." Grimes Jr (tempoades 9-11), interpretat per Anthony Azor.
És fill de Rick i Michonne, nascut nou mesos després de la "mort" del seu pare.

### The Wolves
The Wolves (traduït al català "Els llops") són un grup de salvatges que assalten comunitats i maten a la seva gent i després esculpen una W al cap que és el seu símbol.
- Owen (tempoades 5-6), interpretat per Benedict Samuel.
Durant l'assalt d'Alexandria coneix a Morgan (a qui havia conegut prèviament amb un altre llop) amb qui tindrà un breu enfrontament a partir del qual serà derrotat i Morgan li pegarà a la cara amb el seu pal. Posteriorment, Morgan el tanca en una casa d’Alexandria i li explica com ha superat els seus moments de bogeria, amb l'esperança d’ajudar l'enemic a redimir-se. El líder del llop, però, revela que va ser ferit greument abans d’atacar la comunitat, també diu que si no mor, matarà Morgan i tots els residents d’Alexandria. Malgrat la seva amenaça, Morgan demana a Denise que el guareixi i que amagui el secret. Aprofitarà la lluita entre Carol i Morgan, per poder alliberar-se i prendre a Denise com a ostatge, amb qui marxa. Més tard, un caminant el picarà al braç esquerre per salvar la dona. Denise li diu que si tornessin a la infermeria, hauria pogut salvar-lo, ja que ara creu que ha canviat, però en el camí l’home és atropellat per Carol i decideix ser atracat per fer fugir a Denise. Morgan el troba en un estat errant i és abatut per l'home, acabant així amb els llops.

### The Sanctuary
The Sanctuary (traduït al català "el Santuari") és una fàbrica i és el lloc on viuen els salvadors manats per Negan, una mena de dictador. El propòsit dels socorristes és prendre, sobretot per la força, el menjar dels supervivents i de les comunitats d'altres.

#### Civils
- Sherry (tempoades 6-7), interpretada per Christine Evangelista.
És una dona que, juntament amb la seva germana Tina i el seu marit Dwight, van fugir del Santuari. Juntament amb Dwight, va calar foc al bosc, en el qual Daryl s'havia refugiat temporalment, per eliminar els caminants que el perseguien. Després de la mort de la seva germana, ella i Dwight roben la ballesta i la moto de Daryl, però abans d'escapar, dona a l'arquer uns apòsits per les ferides. Més tard, ella i Dwight són trobats pels rescatadors i portats de tornada al Santuari, aquí es converteix en una de les dones de Negan i fa una prova d'embaràs negativa. Es desconeix si va tenir relacions sexuals amb Negan o Dwight abans de la prova. En saber que Daryl ha estat empresonat a la seva base, li demanarà disculpes per tot el que li van fer. La dona es va convertir en l'esposa de Negan per salvar la vida del seu marit. Aleshores es revela que va ser ella qui va fer escapar del Daryl del Santuari, aprofitant la situació que la majoria dels rescatadors es trobaven a Alexandria, i va escapar abans de tornar. Negan confia la missió de tornar-la a Dwight. Quan aquest arriba a la seva llar, abans que comenci l’apocalipsi, troba una nota escrita per Sherry que s'acomiada. Dwight torna al santuari i li diu a Negan que Sherry va morir dels caminants. La història de Sherry continua a Fear the Walking Dead.
- Tina (tempoada 6), interpretada per Liz E. Morgan.
És la germana de Sherry i la cunyada de Dwight, fuig amb els dos dels Salvador i es topen amb Daryl Dixon que els dona un cop de mà amb els Salvador. Més tard, Tina és atacada per dos caminants que la mosseguen, tot i la intervenció de Dwight i Daryl, Tina mor.
- Emmett Carson (tempoada 7), interpretat per Tim Parati.
És el doctor de la comunitat de el Santuari i germà gran de Dr. Harlan Carson qui resideix a Hilltop. Mor assassinat per Negan ficant a l'forn ja que aquest va creure que Sherry li va deixar una nota sabent del seu parador, la seva mort la va ocasionar Dwight.
- Gordon (tempoada 7), interpretat per Michael Scialabba.
És un exmembre de Los Salvadores, és assassinat d'un tret a l'esquena per Dwight per acabar amb la seva misèria, després és vist com un caminant a les tanques de l'santuari. En l'episodi estrena "Mercy" de la vuitena temporada, quan la Milícia arriba a el santuari, usen una RV amb explosius a través de la reixa de caminants i el detonen, destruint la reixa i els caminants que el protegien, entre ells estava Gordon.
- Amber (tempoades 7-8), interpretada per Autumn Dial.
És una jove que resideix al santuari de Negan i és una de les seves esposes, anteriorment va ser nòvia de Mark. Apareix en el final de la vuitena temporada quan Negan i Els salvadors es preparen per a l'assalt final contra la milícia.
- Tanya (tempoades 7-9), interpretada per Chloe Aktas.
És una de les esposes de Negan, qui en companyia de Frankie acompanyen Eugene a passar la nit.
- Frankie (tempoades 7-9), interpretada per Elyse Nicole DuFour.
És una de les esposes de Negan, qui satisfet amb el treball d'Eugene, en recompensa li atorga a la dona perquè passi la nit amb ella, però poc després li proposa a Eugene eliminar a Negan però aquest es nega i ella ho considera un covard. Mor decapitada per Alpha durant els esdeveniments de la fira de el Regne.
- Gracie (tempoades 8-11), interpretat per Anabelle Holloway.
És una nena d’uns 5 mesos, el pare del qual forma part dels salvadors. Rick la troba al bressol del seu dormitori després que el sheriff va matar el seu pare. Aaron la porta a Hilltop i més tard a Alexandria. Després de la guerra, Aaron es va convertir en el seu pare adoptiu.

#### Els salvadors
- Paula (tempoada 6), interpretada per Alicia Witt.
Ella és una de les salvadores, apareix per primera vegada quan a través d’un walkie-talkie comunica a Rick que han segrestat Carol i Maggie. Anteriorment estava casada amb 4 fills, era secretària i estava al despatx amb el seu cap quan la Guàrdia Nacional es va fer càrrec de Washington D.C. El seu cap va ser la seva primera víctima, ja que segurament la seva covardia la condemnaria i perquè feia temps que no la gratificava pels seus esforços. Donarà a Rick les condicions per a l'alliberament de Carol i Maggie, però Donnie, que va resultar ferit per aquesta última, vol matar-la. Paula llavors comença a discutir amb l'home fins que lluita amb ell i amb l'ajuda de Maggie i Carol el colpeja al cap amb la seva arma, fent que es desaparegui i, posteriorment, mor. També de Carol s'assabenta que el grup de Bud ha estat eliminat per Daryl, Abraham i Sasha. Després que Maggie i Carol s'alliberin, ell comença a perseguir-los i a lluitar amb Carol, que primer la dispara a l'espatlla i després l'enganxa amb una llança juntament amb un caminador que comença a devorar-li la cara. Després de ressuscitar, és abatuda per Maggie.
- Roman (tempoada 6), interpretat per Stuart Greer.
És membre dels salvadors i, juntament amb Jiro, Miles i altres companys, bloquejarà el camí a Carol, que s'ha escapat d’Alexandria. Després que Carol mata els seus companys, Roman, ferit per l'accident, deixa a Jiro agonitzant sobre l'asfalt i s'amaga als arbustos, observant Rick i Morgan, que han arribat en aquell moment. Després de marxar els dos, Roman els segueix pels camps. Arriba a trobar a Carol completament esgotada i la sorprèn, després li dispara al braç i després a la cama per fer-la patir, però abans de donar-li el cop de gràcia, arriba Morgan i intenta fer-li pensar. Quan Roman està a punt de matar-la, també és assassinat per Morgan, que el dispara repetidament.
- Gavin (tempoades 7-8), interpretat per Jayson Warner Smith.
És membre dels salvadors i un dels tinents de Negan. Gavin té una personalitat normal, amable i educada. A diferència de Negan i Simon, no mostra signes de bogeria ni de bogeria. És l'encarregat de rebre subministraments del Regne. A causa d'un faltant meló, ordenarà a Jared que castigui el grup d'Ezekiel. El salvador ferirà mortalment a Benjamin, Gavin ho descobrirà l'endemà de la mort del noi i enfurismat amenaça a Jared amb que el matarà si no obeeix les ordres i marxa cap a casa. Gavin demana perdó a Ezequiel i torna al santuari. En el moment en què està a punt de ser assassinat per Morgan, moments abans que el precedeixi el petit Henry que el clavarà al coll amb la canya, Carol l'acabarà per evitar el despertar.
- Jared (tempoades 7-8), interpretat per Joshua Mikel.
És membre dels salvadors. És un noi ferotge i busca problemes constantment. Forma part del grup de Gavin que s'encarrega de portar subministraments del regne. Odia Richard i gairebé sempre es barallen durant les reunions, de manera que li fa treure una pistola i agafar la canya de Morgan. Després de ferir mortalment a Benjamin, Gavin l'envia a casa a peu i desarmat amb l'amenaça de matar-lo. També per ordre de Gavin, torna el bastó a Morgan. Ell és fet presoner per Jesús que el salva de Morgan i el porta al turó. Després de l'assalt de Simon a la comunitat, aconsegueix escapar juntament amb els altres presoners, excepte Alden, que queda enrere perquè és culpable de fraternitzar amb els seus enemics. És atrapat i devorat pels caminants a causa de Morgan, que venja la mort de Benjamin. Torna a aparèixer per última vegada com a al·lucinació de Morgan, en què li diu que encara que continuï matant no podrà canviar res.
- Laura (tempoades 7-10), interpretada per Lindsley Register.
És una de les salvadores. Explica com funciona el santuari a Eugene, Laura és hospitalària i tracta l’home d’una manera educada. Descobreix que Dwight és el talp que ajuda a la milícia contrària i intenta matar-lo sense èxit, després del qual fuig al bosc. Alguns salvadors confirmaran a Dwight que Laura no ha tornat mai al Santuari. La trobarà Negan i la portarà secretament al santuari. La dona li diu que Dwight és l'espia que ajuda Rick i la milícia. En l'últim episodi de la vuitena temporada, conscient que la milícia ha guanyat la guerra, decideix rendir-se juntament amb molts altres. Posteriorment comença a treballar al Santuari per a la seva reconstrucció. Sis anys després de la desaparició de Rick, Laura es va traslladar a Alexandria on es va convertir en membre del consell. Quan Beta ataca Alexandria matant una gran part de la població, Laura intenta aturar-lo, però és inútilment assassinat.
- Arat (tempoades 7-9), interpretada per Elizabeth Ludlow.
És una de les salvadores de Negan i una de les lloctinents de Negan. Mata Olivia després que Negan li ordenés matar algú perquè Rosita va colpejar Lucille amb la bala d'Eugene en un intent de matar Negan. Negan també li donarà l'ordre de matar Gary i els rescatadors que havien seguit Simon al pati del Santuari. Després de la guerra, Arat sembla haver canviat i respecta les noves regles de Rick. No obstant això, les dones d'Oceanside la segresten per venjar-se de l'extermini de la seva gent. Maggie i Daryl podrien haver-la salvat, però van deixar que Cyndie la matés per venjar el seu germà petit, que va ser assassinat per Arat. La noia va afirmar que no tenia opció, però Cyndie li va recordar com va somriure mentre matava el seu germà.
- Gary (tempoades 7-8), interpretat per Mike Seal.
És membre dels salvadors. Pega salvatge a Aaron juntament amb David a causa d’un malentès. Sembla que s'utilitza per a feines brutes com ara colpejar Dwight (com es creia culpable d’alliberar Daryl). A la vuitena temporada forma part de l'equip de Simon per bloquejar el camí cap al regne i també ell és qui atrapa a Jerry. Per haver seguit a Simon a l'abocador i matar a molts dels seus residents, Gary va ser declarat culpable de desobeir les normes de Negan, de manera que Negan el fa matar per Arat i D.J. juntament amb els altres salvadors que estaven sota el comandament de Simon. Negan es trenca el cervell per evitar que es transformi.
- Regina (tempoades 8-9), interpretada per Traci Dinwiddie.
És una de les salvadores i lloctinents de Negan. Després de la traïció d'Eugene, intentarà matar-la, però la detindrà Rosita, que li dispara un tret. Actualment ha de caminar amb un bastó a causa de la lesió. Serà una de les salvadores que encara són fidels a Negan i per això s'uneix al grup liderat per Jed. Sis anys després de la desaparició de Rick, la banda de Jed s'ha convertit en robatoris d'altres supervivents, inclosos Carol i Henry. Regina i els altres companys són incendiats per Carol perquè Jed havia ferit Henry.
- D.J. (tempoades 8-9), interpretat per Matt Mangum.
És membre dels salvadors. Negan li ordena a ell, Norris i Arat que maten a Gary i a tots els rescatadors que van seguir Simon al pati del santuari. Durant el salt temporal, sembla ser un dels salvadors encara fidels de Negan i, per això, es posa de costat de Jed per prendre el control de les armes al campament del pont, però fracassen estrepitosament quan Rick i Carol els aturen. Durant els sis anys des de la desaparició de Rick, D.J. es va traslladar a Alexandria, on va obtenir el paper de guàrdia. Escorta el grup de Magna a Hilltop. Mor intentant salvar els civils segrestats per Alpha. Ataca el lloc on s'amagaven, juntament amb Otis, però és assassinat, després decapitat i empalat.
- Justin (tempoada 9), interpretat per Zach McGowan.
És un dels salvadors. Se situa a l'equip de construcció de ponts. Mentre Henry reparteix aigua, Justin es queixa de la seva ració i empeny al noi a robar-li el càntir, però Henry el colpeja amb la canya. Més tard, Justin és enviat a fer sonar una sirena per distreure una horda de zombis, però l'home no l'encén i diu que l'instrument no s'ha carregat. Daryl en aquest moment el massacra amb una paella també perquè durant el pànic general Aaron va tenir un dany permanent al braç que va provocar una amputació. Rick enutjat desterrarà Justin i l'amenaçarà si torna. Al bosc es troba amb algú que sembla conèixer, però mentre li pregunta sobre la seva presència allà, és ràpidament atacat i assassinat. Transformat en zombi, és trobat per Maggie i Kal i abatut. Més tard es revela que va ser assassinat per les dones d'Oceanside perquè formava part del grup de Simon que va exterminar els homes de la seva comunitat. Justin va matar específicament el marit de Beatrice.
- Jed (tempoada 9), interpretat per Rhys Coiro.
És un dels salvadors. Se situa a l'equip de construcció de ponts. Mentre cuidava una pila de troncs, arriba una horda perquè Justin no fa sonar la sirena per distreure'ls. Jed en pànic deixarà caure els troncs que aixafaran el braç d'Aaron, que haurà de ser amputat el membre. Més tard, després de les desaparicions de Justin, Arat i altres rescatadors, Jed arriba a entendre que Oceanside està darrere de les misterioses morts. Després de desarmar Alden, reuneix un grup de partidaris de Negan per venjar els seus companys caiguts, de manera que condueix un petit exèrcit al camp base per matar totes les dones d'Oceanside. Arribarà a matar Kathy i causarà desenes de morts entre les dues parts. Sis anys després de la desaparició de Rick, el Santuari va caure en mal estat i després Jed, Regina i altres salvadors es van lliurar a la vida com un assaltador. Jed robarà a Carol i Henry traient també l'anell de noces de la dona, però ell els estalvia retornant el favor fet fa sis anys. No obstant això, Carol rastrejarà el campament de Jed i prendrà foc a ell i a tots els seus companys per haver ferit Henry durant el robatori.

### Hilltop Colony
Hilltop Colony és una petita ciutat administrada per Gregory i posteriorment per Maggie Rhee.
- Wesley (tempoades 6-8), interpretat per Ilan Srulovicz. 
És resident a Hilltop. Enid està convençut d'unir-se a Alexandria per lluitar contra Negan. Durant l'assalt de Hilltop pels salvadors, ell és infectat per un salvador i després de ressuscitar és abatut per Daryl.
- Bertie (tempoades 6-11), interpretada per Kareen Cesay
És resident a Hilltop, on fa el paper de mestra.
- Harlan Carson (tempoades 6-8), interpretat per R. Keith Harris.
És el ginecòleg de la comunitat. Va a fer una ecografia a Maggie. Té un germà anomenat Emmett, també metge. Emmett és part dels Saviors, ja que Negan estava més interessat en ell. Després d’ajudar a Maggie amb els dolors del ventre li suggereix que es quedi a Hilltop fins al final de l'embaràs. Després de la mort d'Emett, que a Harlan sembla que no li importa, Simon viatja a Hilltop on li revela al metge la seva mort i que Negan el vol al Sanctuary com a nou metge. Després és recollit i portat al cap dels socorristes. Gabriel i Harlan aconsegueixen escapar del Santuari gràcies a Eugene, però de camí a Hilltop són novament capturats i Harlan és assassinat per un salvador mentre intentava desarmar-ne un. El seu cos és abandonat al bosc per transformar-se.
- Freddie (tempoades 6-8), interpretat per Brett Gentile.
És resident de Hilltop. Va perdre la seva dona abans del brot. Abraham és trobat en un edifici, en mal estat per una ferida, i el porta de tornada a Hilltop juntament amb altres colons. Mor junt amb Andy durant la guerra contra els salvadors.
- Kal (tempoades 6-9), interpretat per James Chen.
És un dels guàrdies de la porta i un dels llancers Hilltop junt amb Eduardo.
- Eduardo (tempoades 6-8), interpretat per Peter Zimmerman.
És un dels guàrdies de la porta i un dels llancers Hilltop juntament amb Kal.
- Neil (tempoades 6-8), interpretat per Karl Funk.
És resident a Hilltop. Uniu-vos a la guerra contra els salvadors. S'uneix a Maggie, Jesus i Dianne per anar al Regne, però en el camí són detinguts per Simon i els seus homes. A causa de la traïció de Hilltop, Simon és assassinat.
- Andy (tempoades 6-8), interpretat per Jeremy Palko.
És resident a Hilltop i juntament amb Ethan, Crystal, Craig i 2 residents més van anar a la missió de subministrar subministraments a Negan, amb resultats negatius. De tornada a Hilltop, és testimoni de l'intent de matar Ethan de Gregory i el final de Rick. Llavors intenta escanyar Abraham que havia intervingut per evitar que matés Rick. Daryl l’aturarà trencant-li el braç i després s'unirà a Rick i els altres juntament amb Jesús, ja que és capaç d’informar-los sobre Negan i la seva base. S'uneix a Maggie i a la milícia per la guerra contra Negan i els salvadors on perirà juntament amb Freddie durant un dels assalts.
- Oscar (tempoades 7-10), interpretat per Anthony Lopez.
 És resident a Hilltop. Uniu-vos a la guerra total contra els salvadors. Mor en la batalla final contra els Xiuxiueigs.
- Hershel Rhee (tempoades 9-11).
És fill de Glenn i Maggie, nascuts després de la guerra contra els salvadors. Sis anys després de la desaparició de Rick, Maggie el porta amb ella a la comunitat de Georgie.
- Marco (tempoades 9-11), interpretat per Gustavo Gómez.
 És un noi resident a Hilltop. És assassinat per Leah
- Tammy Rose (temporada 9), interpretada per Brett Butler.
 És la dona de l’Earl i la mare de Ken.
- Earl Sutton (tempoades 9-10), interpretat per John Finn.
 És el marit de Tammy i el pare de Ken, tots residents a Hilltop dels quals ell és el ferrer.
- Kenneth "Ken" Sutton (temporada 9), interpretat per AJ Achinger.
És resident de la colònia Hilltop i fill d'Earl i Tammy. Mentre estava en una missió de subministrament a Washington, D.C., un caminant el mossega i un cavall que intenta ajudar li dona una puntada de peu al pit. Malgrat els esforços de Siddiq i Enid, mor ràpidament i una Maggie plorosa el clava al cap per evitar la reanimació.
- Gage (tempoades 9-11), interpretat per Jackson Pace.
És un adolescent resident a la colònia Hilltop i amic d’Adeline i Rodney. Quan Henry arriba del Regne, es fa amic d’ell, però es disgusta quan Henry interromp la seva "diversió" matant un caminant que havien empresonat. Més tard, ajuda a transportar subministraments al Regne per a la fira i lluita contra diversos caminants. A "La calma abans", Gage i Rodney li diuen a Lydia que Henry i Adeline tenen enamoraments mutus, disgustant Henry quan ho descobreix. A la fira, Gage busca els seus amics, sense saber que han estat assassinats per Alpha. Més tard es trasllada a la zona segura d’Alexandria i es converteix en soldat de la Coalició, però fa equip amb Margo i Alfred per atacar Lydia en venjança de la mort dels seus amics, cosa que es dispara quan Negan protegeix Lydia i mata accidentalment Margo durant el procés.
- Rodney (tempoada 9), interpretat per Joe Ando Hirsh.
És un adolescent resident a la colònia Hilltop i amic d’Adeline i Gage. Quan Henry arriba del Regne, es fa amic d’ell, però es disgusta quan Henry mata un caminant i interromp la seva "diversió". Més tard, ajuda a transportar subministraments al Regne per a la fira i lluita contra diversos caminants. A "La calma abans", Gage i Rodney li diuen a Lydia que Henry i Adeline s'enamoren mútuament, repugnant Henry quan ho descobreix. Més tard, Rodney és decapitat per Alpha i el seu cap de no-morts mostrat en una punta junt amb Henry, Adeline i diversos altres. En un flashback de la història de Siddiq sobre l'heroica última posició del grup, un lligat Rodney està protegit de The Whisperers per Tammy Rose Sutton abans que perdin la baralla i siguin executats.
- Adeline (temporada 9), interpretada per Kelley Mack.
És un adolescent resident a la colònia Hilltop, i amic de Gage i Rodney. Quan Henry arriba del Regne, ella es fa amic d’ell i s'enamora d’en Henry. Quan Henry s'escapa amb Lydia, Adeline ajuda Daryl a trobar-lo. Més tard, ajuda a transportar subministraments al Regne per a la fira i lluita contra diversos caminants. A "La calma abans", Adeline és decapitada per Alpha i el seu cap de no-morts mostrat en un pic junt amb Henry, Rodney i diversos altres. En un flashback de la història de Siddiq sobre l'heroica última posició del grup, Adeline lluita contra un Whisperer juntament amb Frankie.

### The Kingdom
The Kingdom (traduït al català "El Regne") és un poble administrat pel rei Ezekiel.
- Daniel (tempoades 6-8), interpretat per Daniel Newman.
 És un explorador del Regne que fa el coneixement de Morgan, després que aquest havia trobat el seu cavall i necessitava ajuda per a Carol, ferida després d’haver xocat amb un membre dels salvadors. Protegeix Ezekiel durant un tiroteig al lloc avançat de Gavin, on perirà junt amb diversos altres soldats del Regne. Després de la resurrecció, és abatut per Álvaro.
- Richard (temporada 7), interpretat per Karl Makinen.
 És resident del Regne. Va formar part d’un altre grup en el passat i després de la mort de la seva família i amics va començar a no confiar en ningú, però després de conèixer Ezekiel va canviar d’actitud. Té molt per la salvaguarda de la comunitat amenaçada per Negan i, per tant, demana a Carol i Morgan que convencin a Ezekiel d’atacar els enemics abans que ho facin, però rep una resposta negativa de tots dos per diversos motius i l’home deixa desconsolat en una caravana. amagat al bosc. La seva determinació de demostrar la maldat de Negan a Ezekiel també implica Daryl, però aquest descobreix que el pla de l'home posaria en risc la vida de Carol, de manera que els dos lluiten i l'Alexandrí amenaça a Richard de matar-lo si passa alguna cosa amb la seva amiga.
- Benjamin (temporada 7), interpretat per Logan Miller.
 És un noi del Regne. El seu pare era un íntim amic d’Ezekiel i va morir en una missió a causa de l'error, de manera que Ezekiel va començar a cuidar-lo i fer-lo entrenar pels seus guerrers. Morgan començarà a ensenyar-li l'aikido tal com va fer Eastman amb ell. Es fa càrrec del seu germà petit.
- Henry (tempoades 7-9), interpretat per Macsen Lintz (Episodis 7x02-9x05), Matt Lintz (Episodis 9x06-9x15).
 És el germà petit de Benjamin que és criat pel seu germà gran després de la mort del seu pare. Morgan també començarà a entrenar-lo en l’ús de la canya. Seguirà a Carol secretament per salvar Ezekiel, en aquesta ocasió mata a Gavin a sang freda clavant-li un punyal al coll amb el bastó per venjar la mort del seu germà. Quan s'adona que Gavin no és qui va matar a Benjamin, Henry demana el nom de l'assassí real, però Morgan convençut per Carol, al seu torn convenç al noi que Gavin és l'assassí del seu germà. Henry, però, no està convençut i continua amenaçant els rescatadors, Alden en aquell moment parla del seu germà que va morir en el passat i convenç al noi perquè renunciï a la venjança. Jared roba el seu rifle i això permet a l'enemic escapar juntament amb els altres presoners. L'endemà al matí, el noi s'ha anat, probablement buscant a Jared i els altres fugitius, però Carol el troba i salva. Després de la guerra amb els salvadors, és adoptat per Carol i Ezekiel. Sis anys després de la desaparició de Rick, Henry ara un adolescent es preocupa pel seu deteriorament de la comunitat i discuteix amb Ezekiel que sembla ignorar-ho. A proposta de Carol, Henry es traslladarà a Hilltop per convertir-se en aprenent d'Earl.
- Shiva (tempoades 7-8). 
És un tigre i és la mascota del rei Ezekiel. Va ser salvada pel seu amo quan la va trobar envoltada de caminants, famolenca i assedegada a la seva pròpia gàbia. La seva intervenció en el final de la temporada 7 permet a Rick i Carl escapar de les urpes de Negan, que ella mateix posarà en fugida juntament amb els soldats d'Ezekiel i els colons de Hilltop. Durant la guerra total, destrueix diversos salvadors. Després de la mort de diversos membres del Regne, ella es sacrifica sent devorada per una horda de caminants per salvar Ezekiel, Jerry i Carol.
- Dianne (tempoades 7-11), interpretada per Kerry Cahill.
 És una dona que viu al Regne i també és una de les guàrdies del rei, que es va traslladar a Hiltop després de la guerra.
- Alvaro (tempoades 7-8), interpretat per Carlos Navarro. 
És resident i guardià del Regne. Uniu-vos a la guerra contra els salvadors. Després de derrocar Daniel i salvar Ezekiel, el salvador Gunther el matarà a trets.
- Nabila (tempoades 7-11), interpretada per Nadine Marissa.
 És una dona que viu al Regne. Està casada amb Jerry amb qui té 3 fills.

### Oceanside
Oceanside és una comunitat exclusivament femenina dirigida per Natania. Van lluitar i van perdre contra els Salvadors de Negan i, com a càstig, van matar a tots els homes i nens de la comunitat. Obligades a treballar per als Salvatori, la resta de dones van aconseguir escapar i establir-se en una zona costanera.
- Cyndie (temporades 7-11), interpretada per Sydney Park.
 És la néta de Natania. Salva a Tara de la mort dels seus companys en més d’una ocasió i l’acompanya fins al lloc on es van separar la nena i Heath. El seu germà petit i la seva mare van ser assassinats pels homes de Negan. Ajuda a Tara a escapar d'Oceanside, però quan ella ho aconsegueix, la prenen Beatrice i Kathy. Quan Tara torna amb Rick i molts altres, Cyndie pensa immediatament que la seva amiga ha incomplert la seva promesa, però quan descobreix que ella i els altres volen una aliança o fins i tot només armes, és una de les poques persones a favor de la sol·licitud. Fins i tot va contra la seva àvia a qui li dona un cop de puny per salvar Tara i juntament amb ella mata alguns caminants atrets per les explosions. Abans que el grup d'Alexandria marxi, Cyndie li diu a Tara que vol unir-s'hi i que molts altres també estan disposats a unir-s'hi. Juntament amb les altres dones i Aaron arriba a Hilltop a temps per defensar-la de l'última embestida dels rescatadors. Després de la guerra amb els salvadors, Cyndie i les dones ajuden a construir un pont que connecti les diverses comunitats. A més, juntament amb Enid pren classes de medicina de Siddiq. Després de la mort de Gregory a mans de Maggie, ella i les altres dones decideixen venjar els seus éssers estimats, segrestant i matant els salvadors que en aquell moment van exterminar el seu grup sota el comandament de Simon. Cyndie matarà Arat, responsable de la mort del seu germà.
- Rachel Ward (temporades 7-11), interpretada per Mimi Kirkland i Avianna Mynhier.
 És una nena que forma part de la comunitat, molt a prop de Cyndie. És hàbil en la pesca i està decidida a matar a tots els invasors de la seva comunitat a qualsevol preu i no amaga la ira contra Tara. Durant el retorn de Tara i el seu grup, demostrarà les seves habilitats matant alguns caminants.
- Beatrice (tempoades 7-10), interpretada per Briana Venskus. 
És un membre destacat d'Oceanside i la mà dreta de Cyndie. El seu marit va ser assassinat pel Salvador Justin com a represàlia per la rebel·lió d'Oceanside contra els Salvador. Divuit mesos després de la guerra, es venja matant Justin amb la seva arma de foc. A "A Certain Doom", un xiuxiueig veu a Beatrice i Carol i intenta atacar-les, però Carol la clava a l'intestí i la llença a terra. Els dos intenten fugir, però el Xiuxiuejant agafa la cama de Beatrice i la clava, fent-la cridar, i els caminants l’agafen. Carol s'allunya mentre es devora.
- Natania (temporades 7-8), interpretada per Deborah May.
 És la líder de la comunitat Oceanside, l'àvia de Cyndie. La seva filla i el seu net van ser assassinats pels homes de Negan. Va donar l'ordre d'eliminar qualsevol estranger que s'havia aventurat a prop de la seva frontera. Donarà l'ordre de matar Tara per por que la noia pugui espiar la posició de la comunitat, però la seva neboda Cyndie salvarà la vida de la dona. Rebutja categòricament una aliança amb Rick. A la vuitena temporada, Natania després de trobar a Aaron a prop d'Oceanside, intenta matar-lo perquè havia posat els peus al seu territori, però abans que pugui, Enid la dispara primer, matant-la a l'instant.
- Jules (temporades 10-11), interpretada per Alex Sgambati.
 És una de les dones de la comunitat.

### Grup de Magna
Es tracta d’un grup de cinc supervivents dirigits per una dona anomenada Magna. Judith Grimes els rescata d’una colla de caminants i els porta a Alexandria.
- Luke (temporades 9-11), interpretat per Dan Fogler.
És l’únic home que forma part del grup de Magna. En el passat va ser professor de música i posseeix diversos instruments musicals. A causa de Magna, ell i el grup són expulsats d'Alexandria i escortats al turó.

### The Whisperers
The Whisperers (traduït al català "Els Xiuxiuejadors") són un grup de supervivents que viuen a la natura juntament amb els vagabunds, camuflant-se entre ells fent servir la pell i xiuxiuejant-se els uns als altres. Viuen d’una manera primitiva, de fet ni tan sols fan servir els seus noms, també ataquen qualsevol persona que envaeixi el seu territori dirigint hordes de viatgers sobre els diferents supervivents. El seu líder és una dona que es diu Alpha i permet a tothom seguir els seus instints naturals sense aplicar lleis de cap mena.
- Dante (temporada 10), interpretat per Juan Javier Cardenas.
És un espia dels xiuxiuejadors. S'infiltra a la comunitat Hilltop fent-se passar per un metge implicant-se en un comportament superior per semblar el més amable possible. Va manipular en secret la bomba d’aigua que feia malar tota la comunitat. Siddiq ho descobreix, però Dante el mata abans que pugui fer res. Descobert la seva veritable naturalesa és empresonat i assassinat a sang freda per Gabriel.
- Mary / Gamma (temporada 10), interpretada per Thora Birch.
És la tercera al comandament del grup.

### Illa Bloodsworth
Illa Bloodsworth, va aparèixer per primera vegada en "What We Become", és una illa situada en Tangier Sound a Chesapeake Bay (Maryland). Abans del brot, l'illa es va utilitzar com a base naval, amb la U.S. Navy emmagatzemant grans quantitats d'armament pesat en ell. La base va ser presumptament abandonada per la Marina durant el brot o en algun moment després. En algun moment, va ser resolt per Virgil i la seva família. No obstant això, després de la mort de la seva família, Virgil va començar a perdre el cap i va començar a empresonar als altres residents. No obstant això, diversos dels presoners van morir, deixant només quatre persones (inclòs Virgil).
- Virgil (tempoades 10-11), Interpretat per Kevin Carroll.
 És un supervivent que està tractant desesperadament de tornar a casa amb la família. Es va exercir com el principal antagonista de l'episodi "What We Become". Virgil apareix per primera vegada en "The World Before" en una biblioteca salvant la vida de Luke davant un caminant i després en Oceaneside, on és capturat per Judith i Michonne. A del principi, el grup creu que és un espia xiuxiuador, però després els revela que només està aixecant provisions per poder reunir-se amb la seva família i també li revela a Michonne sobre un poderós armament que té a l'illa. Ella publicar-la ja que no sembla ser una amenaça i aviat se'n va amb Virgil per recollir armes de l'illa. Més tard, Michonne descobreix que Virgil li va parar una trampa i la tanca, juntament amb altres tres supervivents. Durant la seva captivitat Virgil li fa consumir a Michonne uns al·lucinògens, però poc després ella aconsegueix escapar, el sotmet a Virgil i després ho perdona i finalment aquest decideix quedar-se a l'illa per estar amb la família.

### Grup de Maggie
Quan la comunitat de Georgie va ser destruïda per Els Enterradors, Maggie es va anar amb alguns membres per ajudar a Alexandria, Hilltop i El Regne contra l'amenaça de Los Susurradores.
- Elijah (temporades 10-11), interpretat per Okea Ema-Akwari.
Un membre misteriós i emmascarat de el grup de Maggie, que apareix per primera vegada en l'episodi "A Certain Doom" salvant a Alden i Aaron de una emboscada per part de Los Susurradores.
- Cole (temporades 10-11), interpretat per James Devoti.
Un membre de confiança de el grup de Maggie.
- Agatha (temporada 11), interpretada per Laurie Fortier.
 És membre dels guàrdies que es van unir a la zona segura d'Alexandria després que els Segadors destruïssin el seu anterior poble. Mentre lluita contra els no-morts, és picada per un caminant i posteriorment és devorada després de rebutjar el sacrifici de Maggie per ajudar-la.
- Frost (temporada 11), interpretat per Glenn Stanton.
És membre dels guardians que es van unir a la zona segura d'Alexandria després que els Segadors destruïssin el seu anterior poble.
- Duncan (temporada 11), interpretat per Marcus Lewis.
És un membre dur dels guàrdies que es van unir a la zona segura d'Alexandria després que els Segadors destruïssin el seu poble anterior. Un segador l'empala amb tres ganivets durant una emboscada i desangra, però Maggie l’abat després de la reanimació.

### The Reapers
The Reapers (traduït al català "Els Segadors") són un grup d'homes emmascarats liderats per Pope, que persegueixen el grup de Maggie.
- Pope (temporada 11), interpretat per Ritchie Coster.
És el líder dels Segadors. És un home religiós i sanguinari, en el passat va estar lluitant a l'Afganistan amb la resta del seu equip, acabant abandonat pel govern. En la lluita amb els Reapers, Leah el mata per assumir el comandament.
- Brandon Carver (temporada 11), interpretat per Alex Meraz.
És membre dels Segadors, seguint fidelment les ordres de Leah i Pope. Manté hostilitat cap a Daryl, però és assassinat per Maggie.

### Commonwealth
La Commonwealth és una petita ciutat on viuen molts habitants. La seva comunitat principal és una ciutat situada a Ohio i està dirigida per la governadora Pamela Milton.
- Sebastian Milton (temporada 11), interpretat per Teo Rapp-Olson.
És el fill de la Pamela. És un nen mimat i egoista per la seva relació amb la seva mare en la via política. Finalment és mossegat per un caminant després de ser exposat per Max i Eugene a la seva veritable naturalesa.
- Tomichi Okumura (temporada 11), interpretat per Ian Anthony Dale.
És el germà gran de la Yumiko

### Altres personatges
- Edwin Jenner (temporada 1), interpretat per Noah Emmerich.
És l'últim patòleg del personal supervivent del CDC d'Atlanta. Treballant amb mostres supervivents de teixit infectat, intenta crear una possible cura, però fracassa repetidament. Quan el grup de Grimes arriba al CDC buscant ajuda o supervivents, dubta a ajudar i només els permet entrar una vegada que els caminants els tenen envoltats.
- Randall Culver (temporada 2), interpretat per Michael Zegen.
 És un noi del grup supervivent de Dave i Tony que, juntament amb Nate i Sean, ataca Rick, Hershel i Glenn en un bar de la ciutat. Durant el tiroteig amb el grup de Rick, es lesiona la cama i és abandonat per Nate, de manera que és salvat per Rick i Hershel que el porten a la granja i li curen la cama. Inicialment, és pres captiu mentre espera per decidir el seu destí. Tot i que Rick s'inclina per estalviar-se la vida gràcies a Dale, Shane allibera Randall i va amb ell al bosc, però el mata trencant-li el coll. Després de despertar-se com a caminant, ataca Daryl i Glenn al bosc, però és abatut per aquest.
- Dave (temporada 2), interpretat per Michael Raymond-James.
- Sam (tempoades 4-5), interpretat per Robin Lord Taylor.
- Eastman (temporada 6), interpretat per John Carroll Lynch.
- Georgie (temporada 8), interpretada per Jayne Atkinson.
- Jocelyn (temporada 9), interpretada per Rutina Wesley.
- Lucille (temporada 10), interpretada per Hilarie Burton.
- Mays (temporada 11), interpretat per Robert Patrick